# 救急車

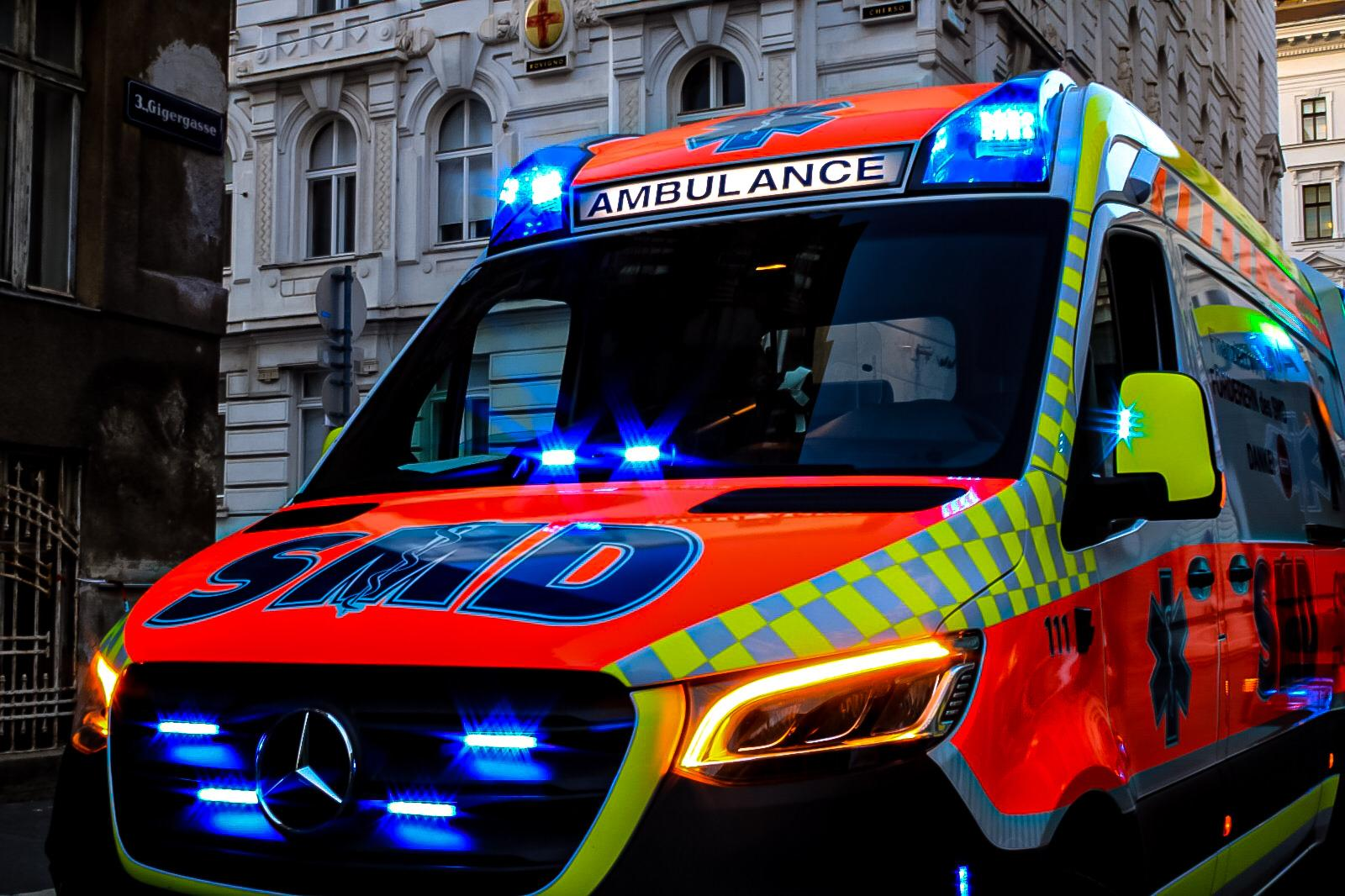
オーストリアの救急車

救急車（きゅうきゅうしゃ）は、怪我をした人や病気になった人を病院や診療所などの医療施設まで迅速かつ安全に搬送するために使用される車両である。自動車のない時代から救急車は存在し、人力車や馬車が用いられていた。自動車が発明されてからは自動車が主流となっている。寝台車の括りだが、救急車は公共機関や医療機関などが保有・運用し、寝台車や患者搬送車は医療機関や民間企業などが保有・運用している。 

## 歴史
本格的な救急搬送専用車両を初めて作ったのは、1800年代初めのナポレオン戦争でナポレオン軍の軍医長に任命された外科医ドミニク・ジャン・ラレー(Dominique Jean Larrey)だと言われている。ドミニク・ジャン・ラレーは傷病者の迅速な治療のために軍救急部隊を編成し、戦場であっても傷病者がいち早く野戦病院へ搬送されるよう、専用の馬車に傷病者を乗せ野戦病院まで搬送する仕組みを作った。この野戦病院まで負傷者を乗せる専用の馬車が最初の救急車だとされている。
なお、ドミニク・ジャン・ラレーは傷病者に軽傷・中傷・重症と、治療の優先順位をつけ、最初に治療すべき者を選別（および決定）するトリアージの仕組みを初めて考案した人物としても有名である。
救急車という呼称（英語の ambulance）は、"ambulare"「ラテン語で歩く・歩き回るの意」から"hôpital ambulant"（フランス語で移動する病院の意）というラテン語起源のフランス語から派生したものが語源と言われている。
このように救急車の歴史は戦争・軍事と深い関係を持ち、戦時国際法の下で赤十字章をつけた救急車は戦闘中であっても攻撃されず傷病者を搬送することが認められている。救急車の武装は許されていないため、衛生兵は武装解除してから同乗する必要がある。ただし発煙弾発射機など防御のための装置は搭載できる。
大衆に自動車が普及し始めた1920年代以降、救急車は自動車ベースで製作されるようになり、救急搬送の主要な手段として各国で採用されている。また、陸路を走る救急車を補完するために救急ヘリ・救急航空機・救急艇・救急船などが新たに開発され運用されている。ヨーロッパやアメリカなどでは地方都市間の距離が長く、山岳地域も多いことから搬送時間短縮のため救急ヘリが広く普及している。このように地形などの事情で、救急ヘリを使った搬送が多い国もある。
救急車も改良が重ねられており、先進国を中心に高度な救命処置をしながら搬送できるよう車内のスペースを拡大したり、子ども専用（新生児・乳児・幼児）救急車を作るなど、高度な医療機器を積載してすべての年齢層に対応できるよう救命率の向上を図っている。その一方で21世紀に入ってからも開発途上国や紛争が続く地域では十分な数の救急車が整備されていないか、傷病者を救急車で搬送する制度が未だ整備されていない状況が続いている。

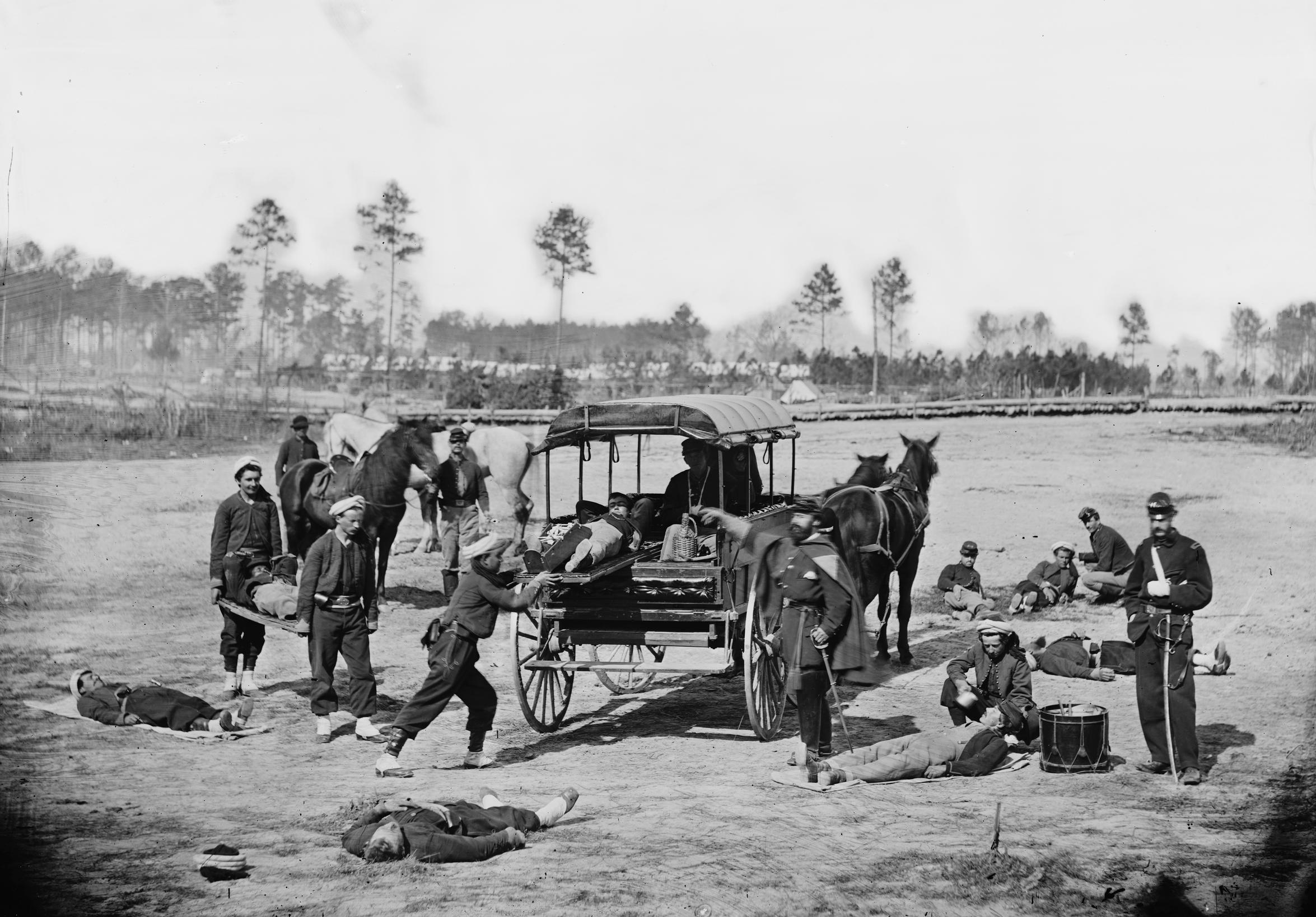
1860年代 アメリカ南北戦争で 使用された馬車救急車
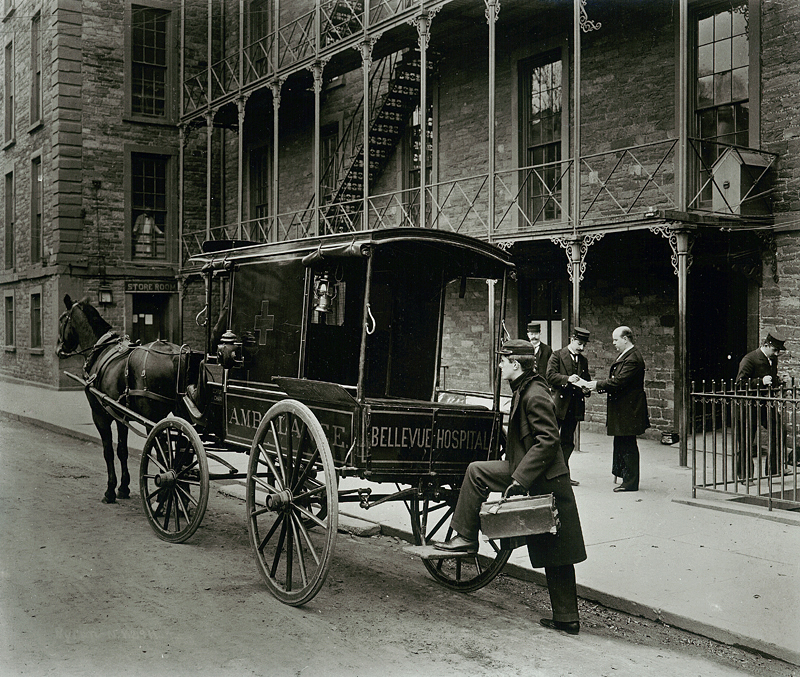
1890年代の馬車 救急車（アメリカ）
1900年代の救急車 （アメリカ）
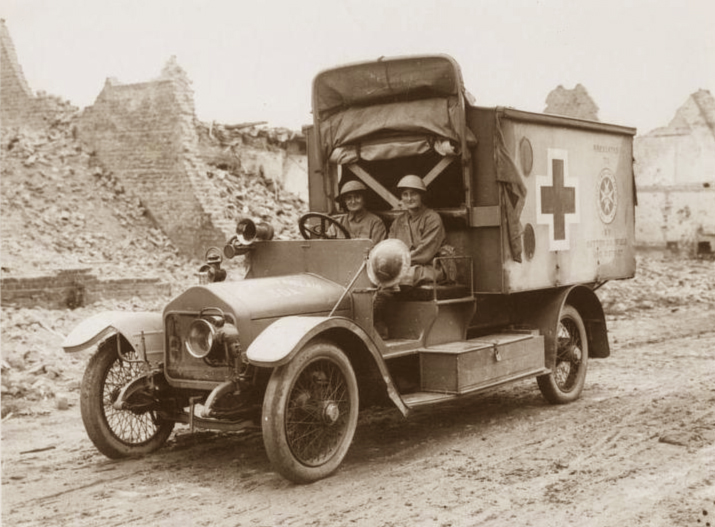
1910年代の救急車（ベルギー）
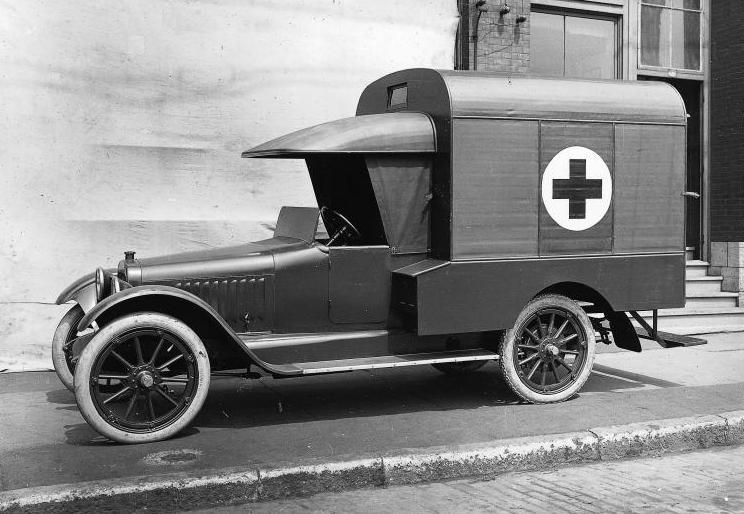
1920年代の救急車（カナダ）
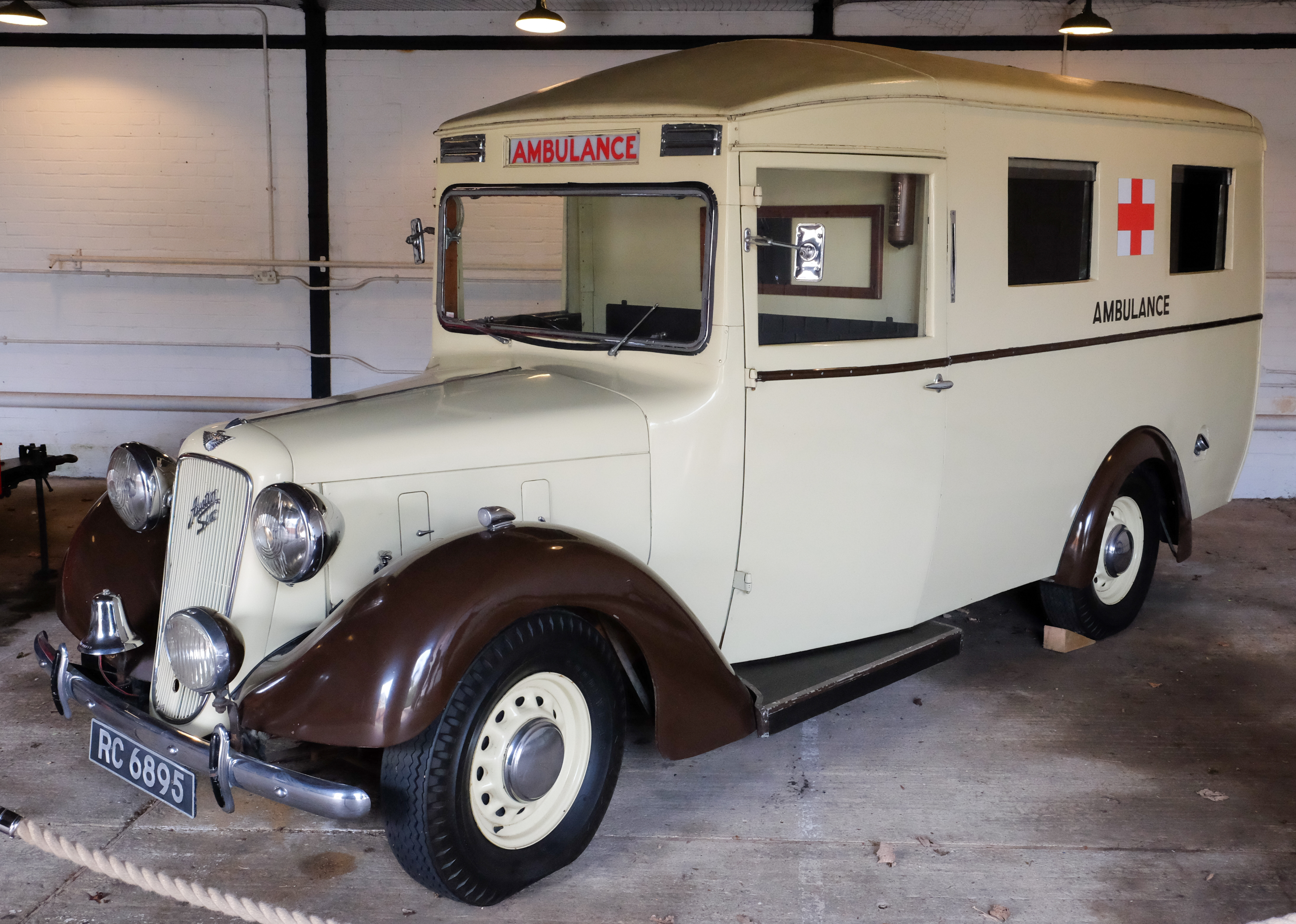
1930年代の救急車（イギリス）
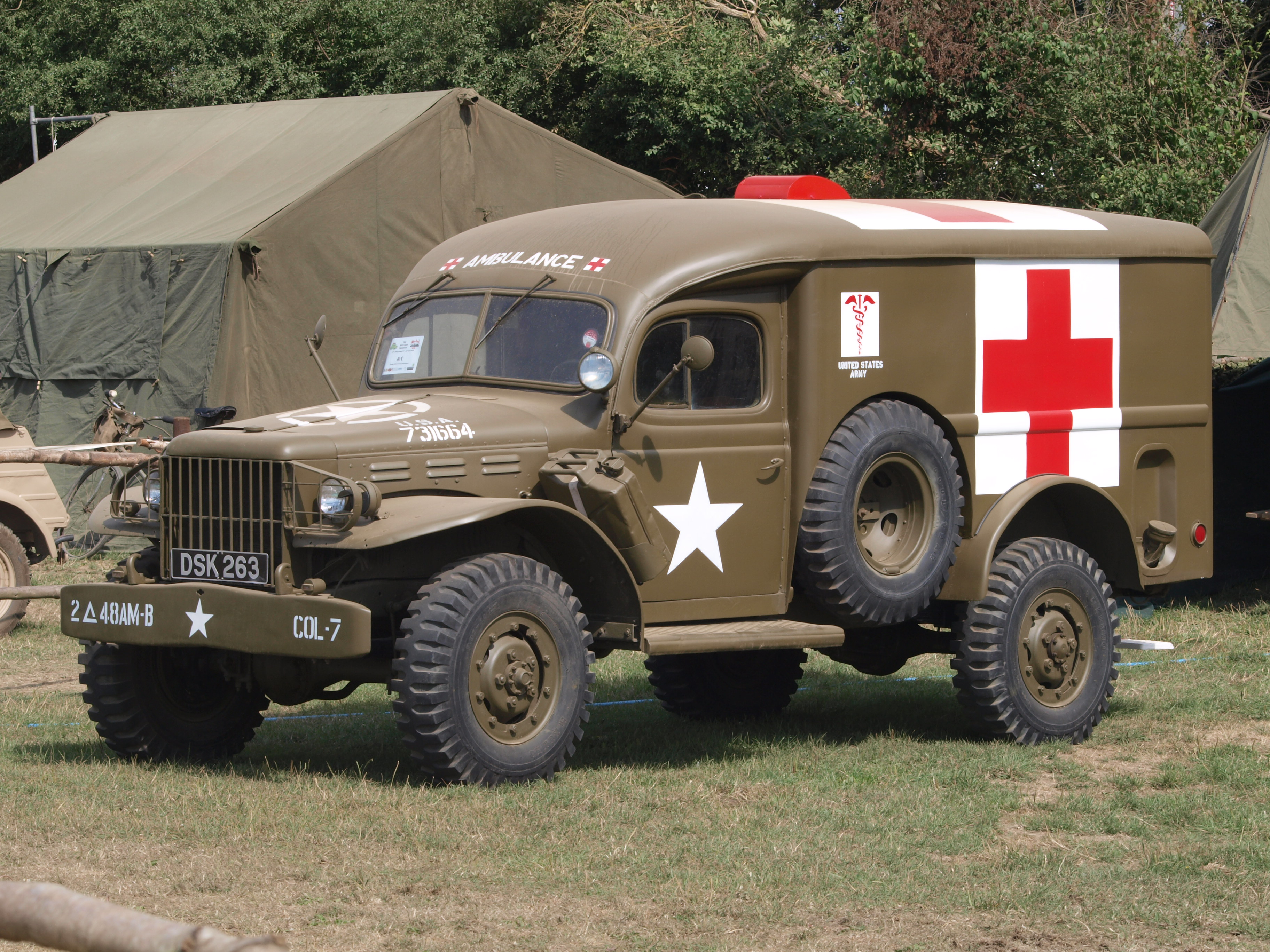
1940年代アメリカ軍の救急車（アメリカ）
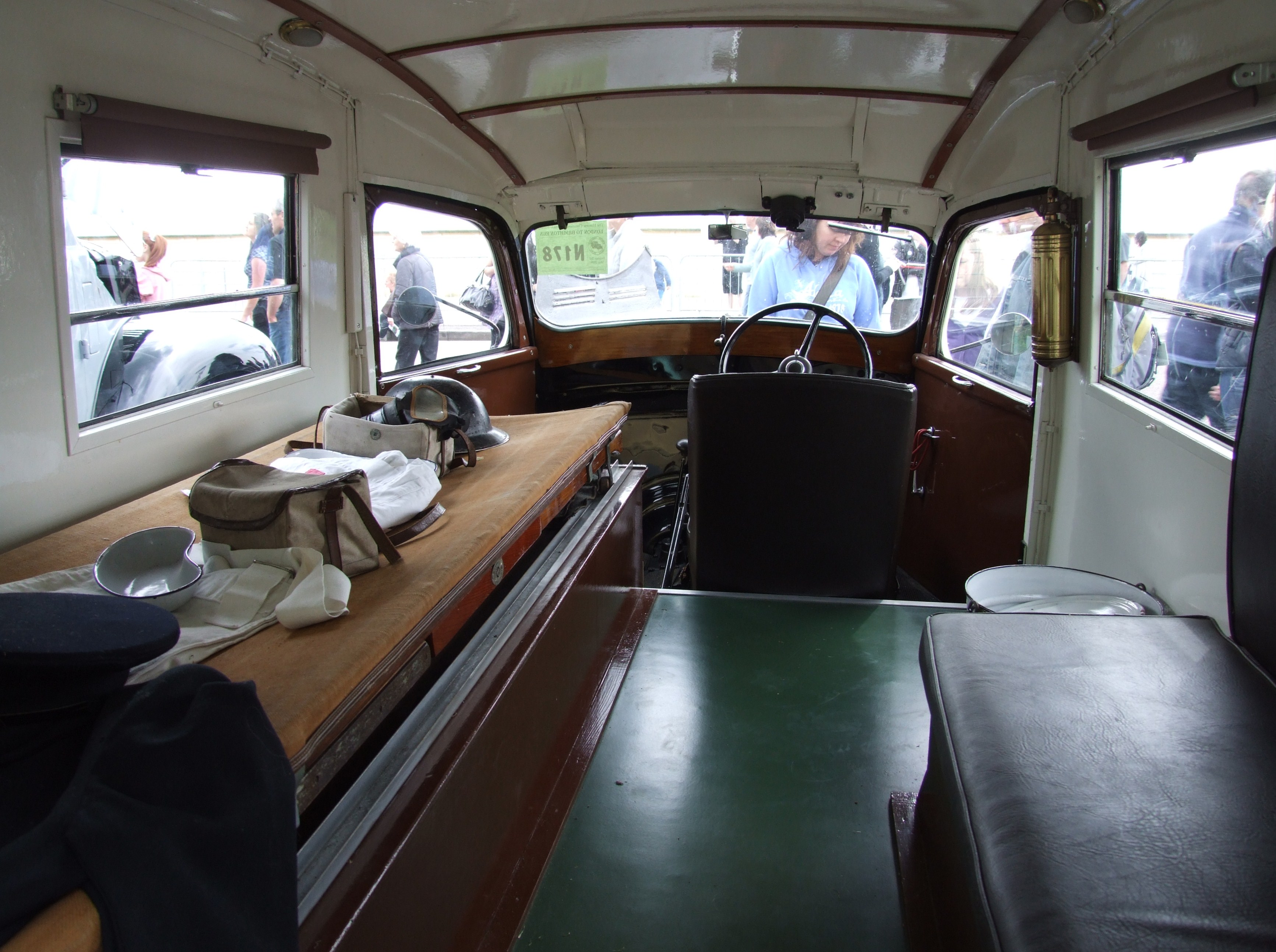
1950年代の救急車 車内（イギリス）
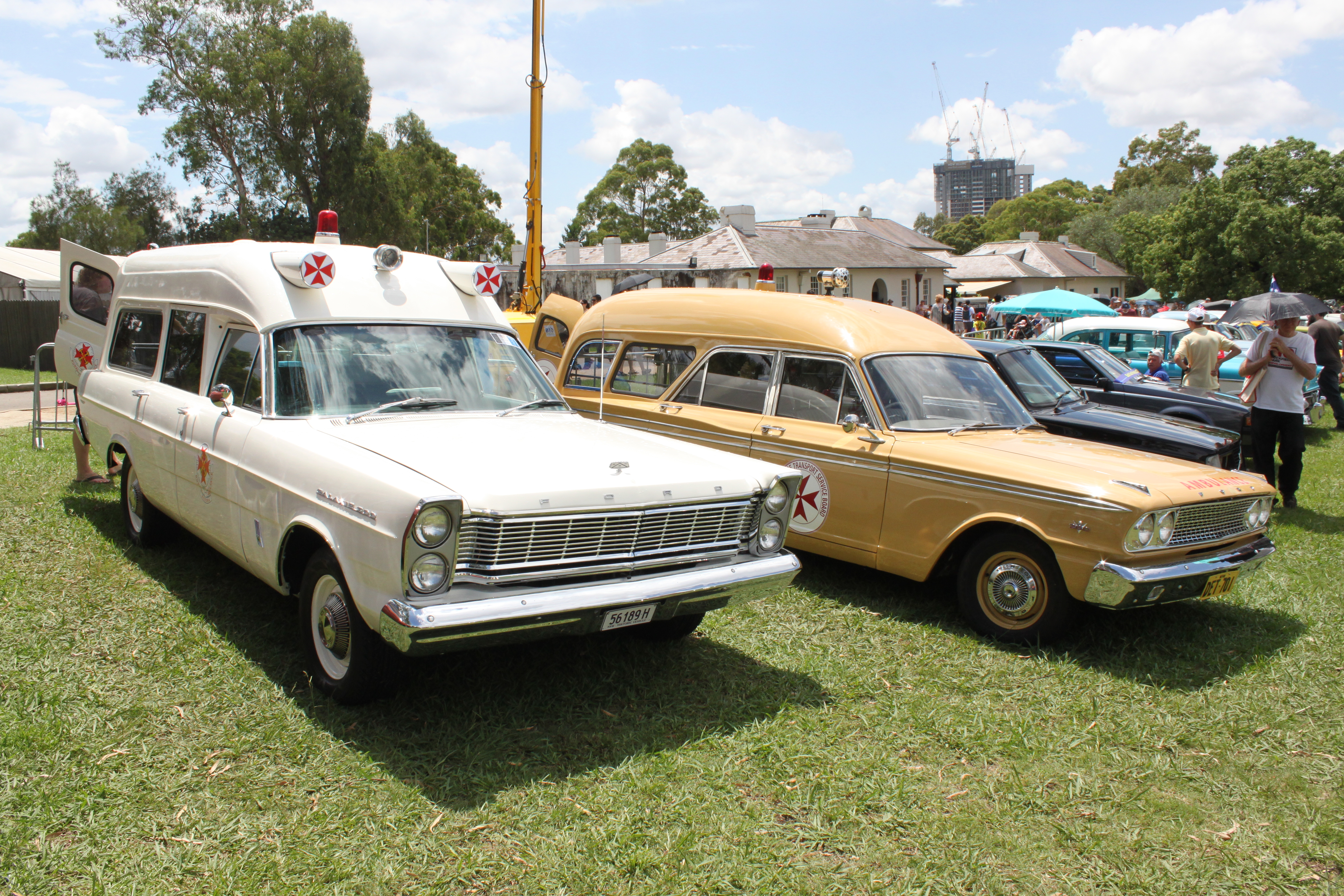
1960年代の救急車（オーストラリア）
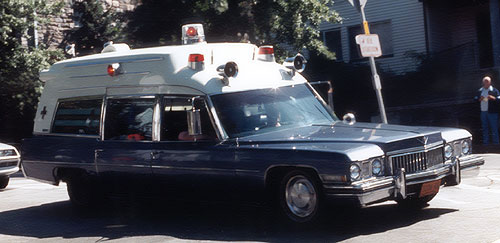
1970年代の救急車（アメリカ）
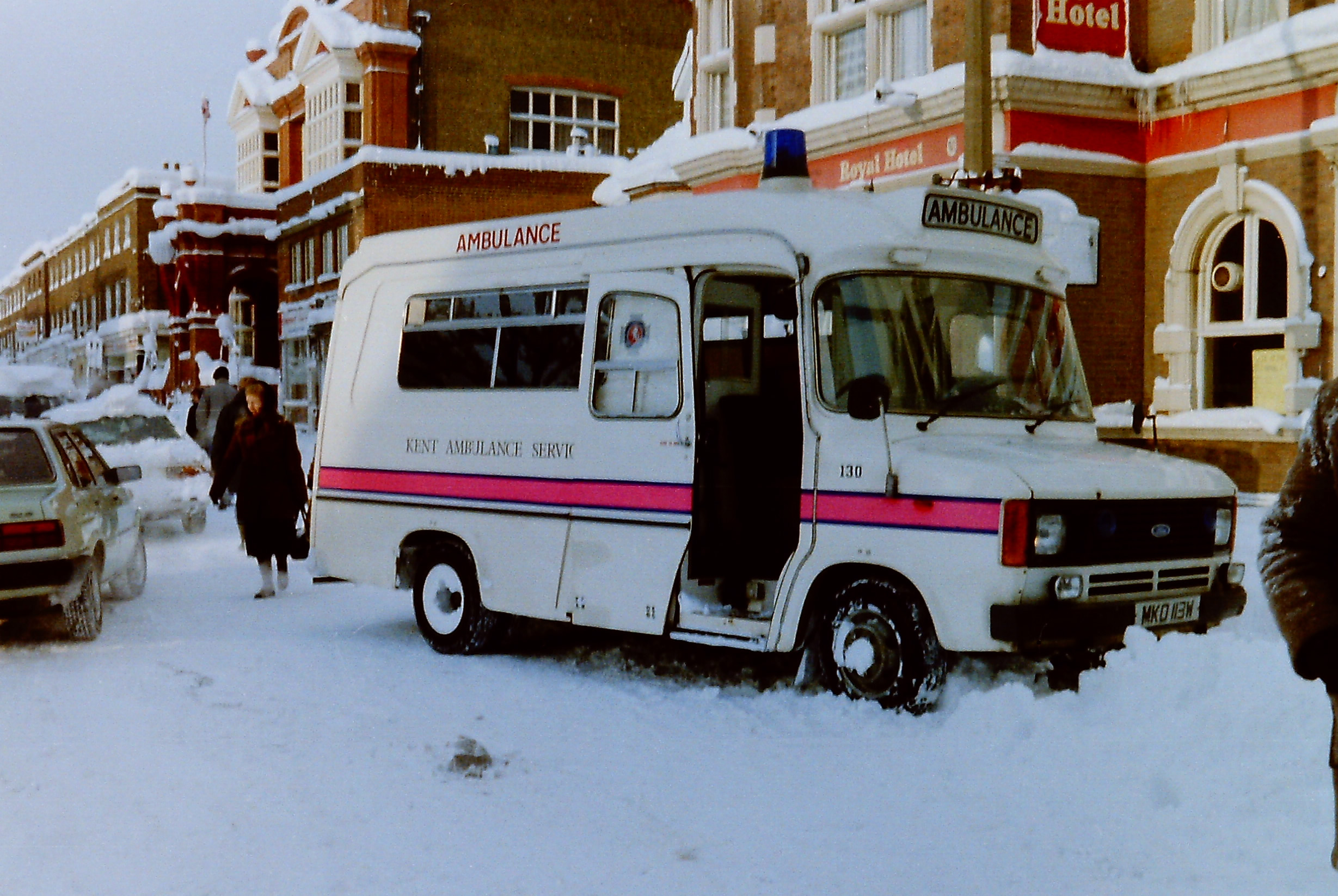
1980年代の救急車（イギリス）
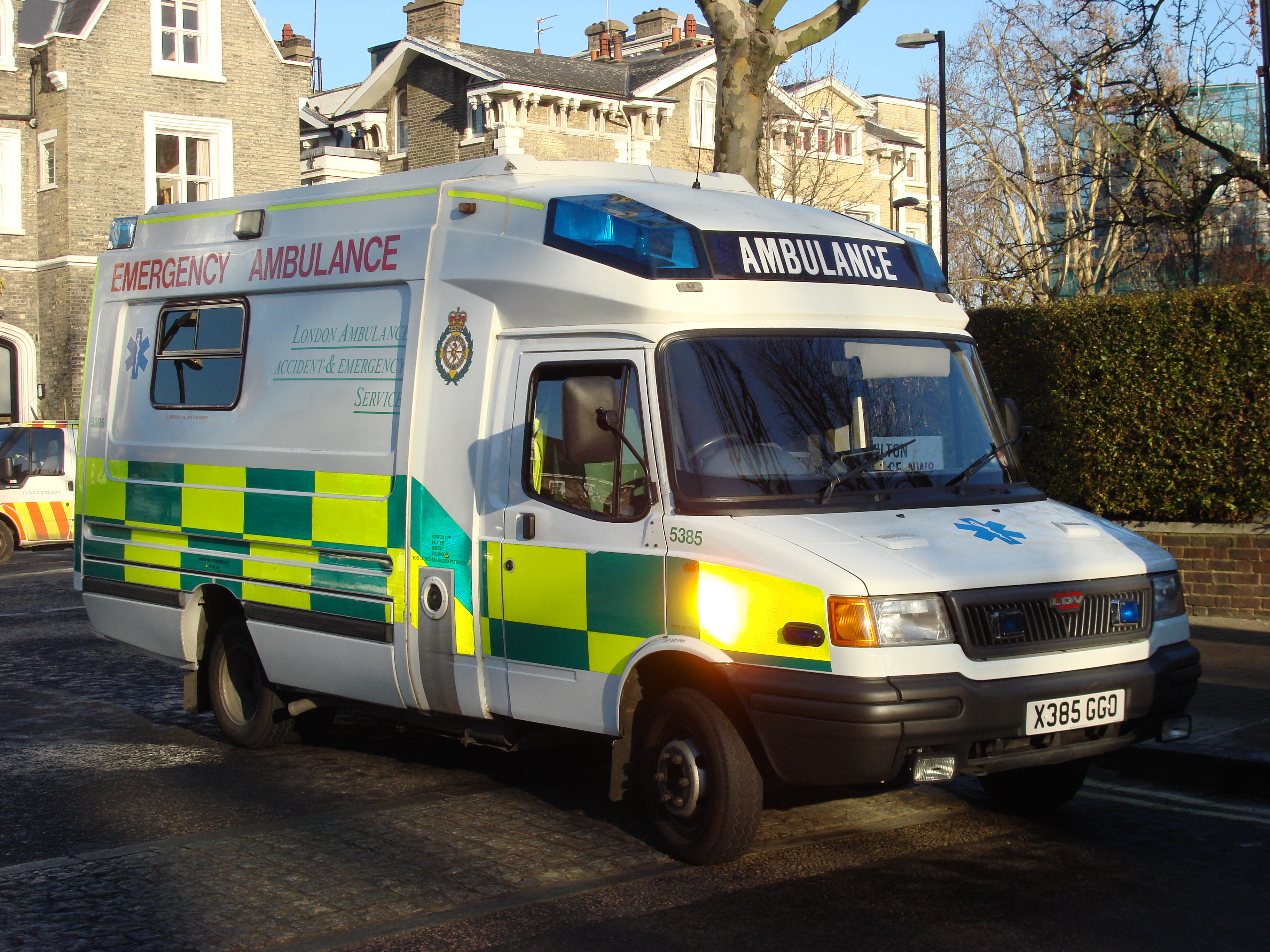
2000年代の救急車（イギリス）
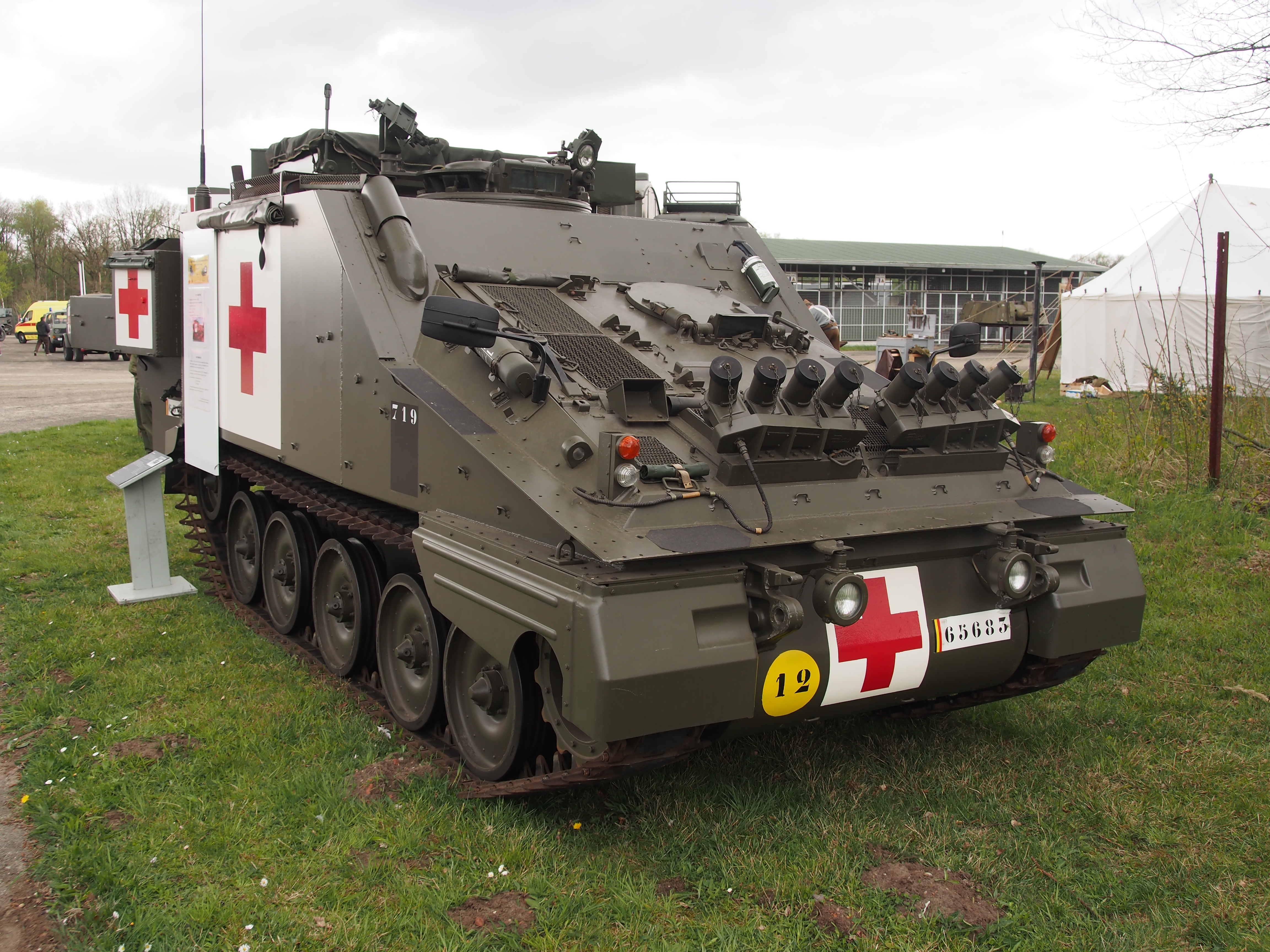
イギリス軍装甲救急車 FV104 サマリタン （イギリス）
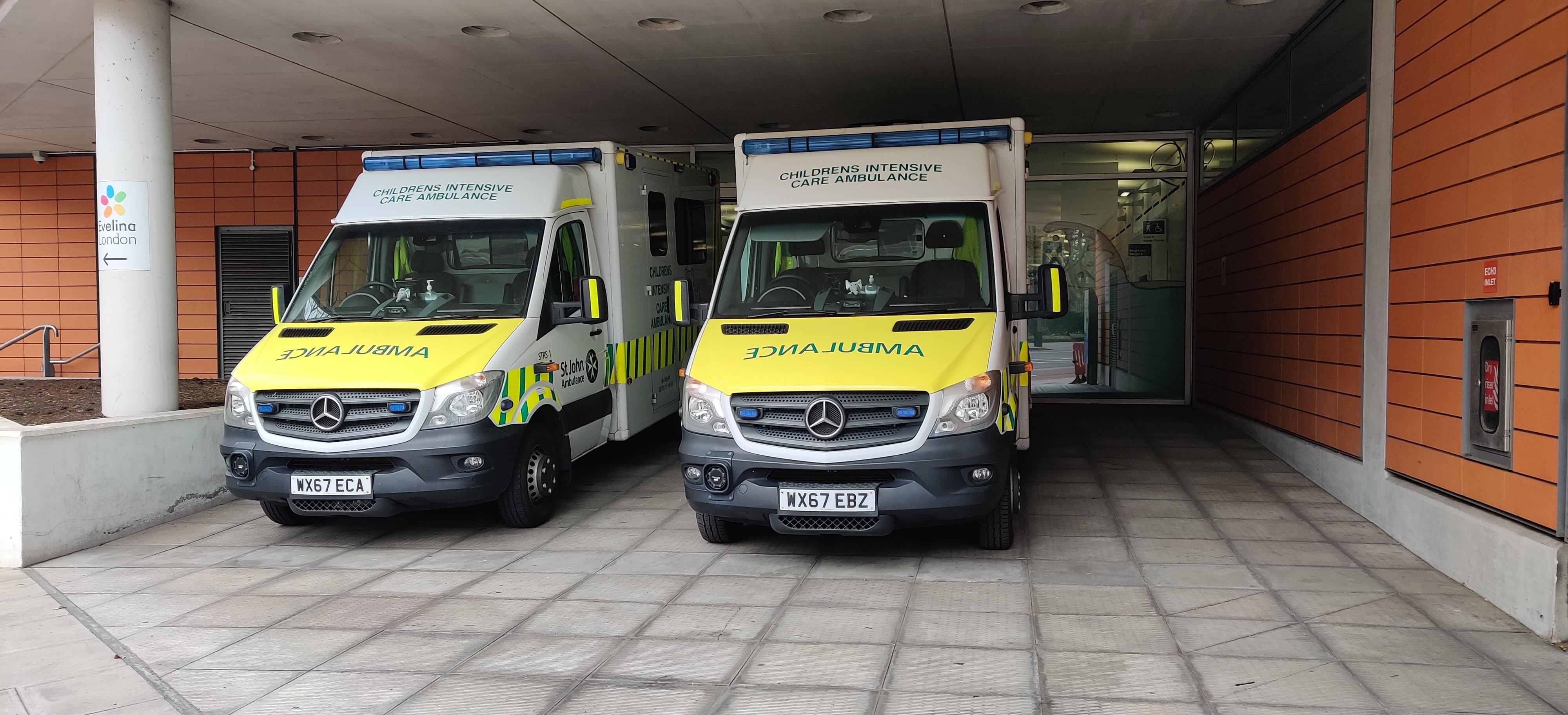
小児病院の 小児専用救急車 （イギリス）
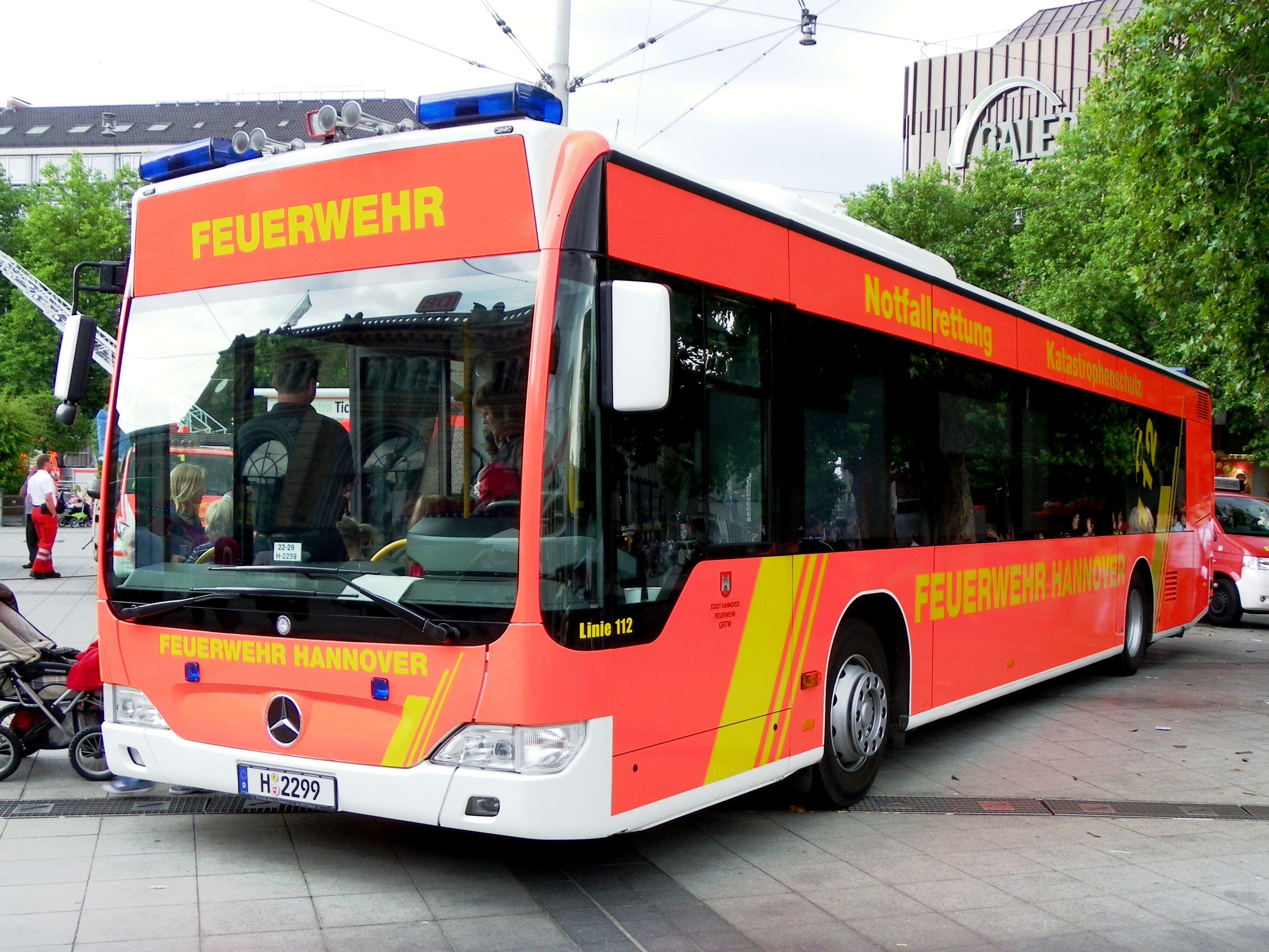
多人数を搬送できる 大型救急車 （ドイツ）

## 構造・機能

救急医療の シンボルマーク スター・オブ・ライフ
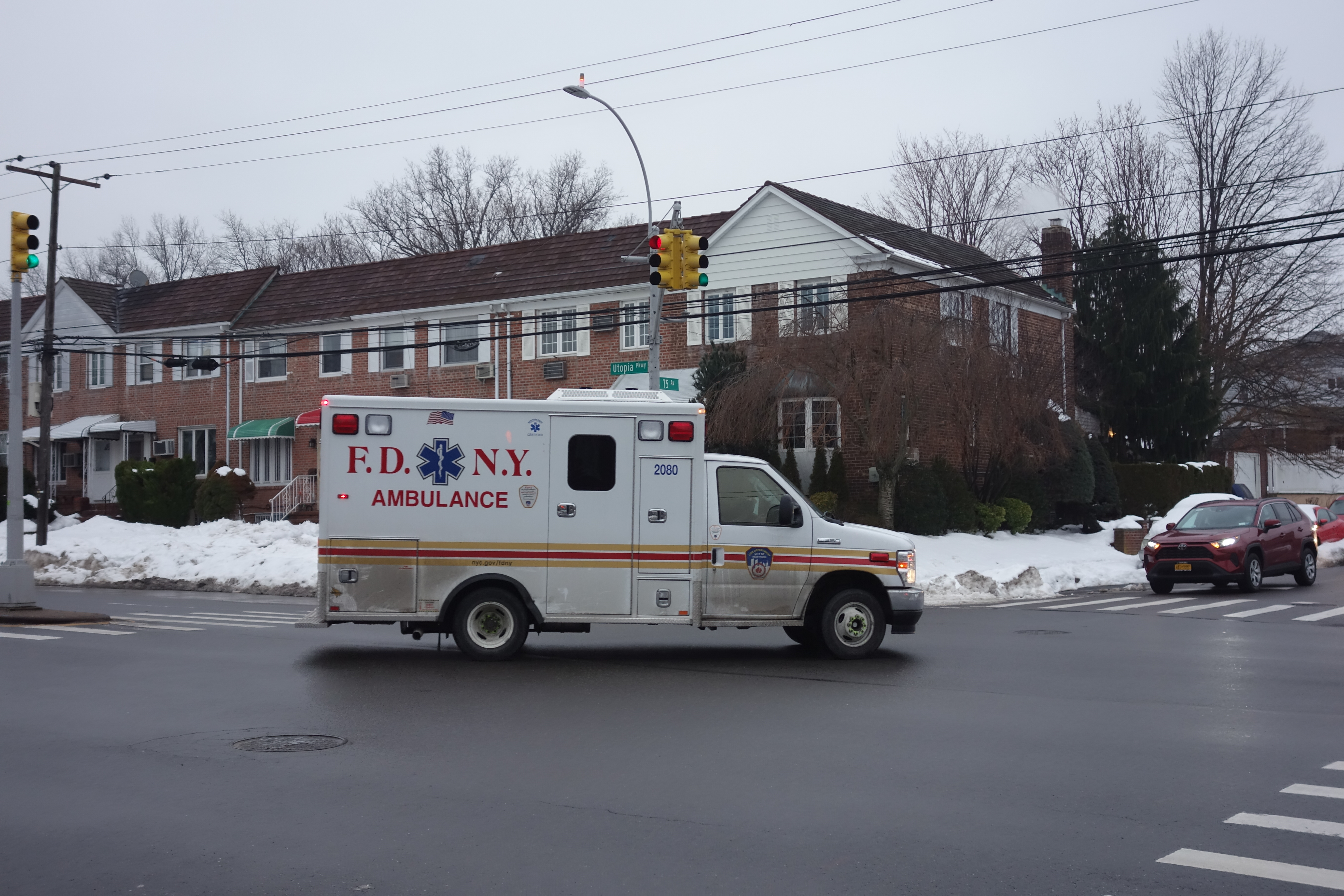
救急車に書かれているスター・オブ・ライフ （アメリカ）
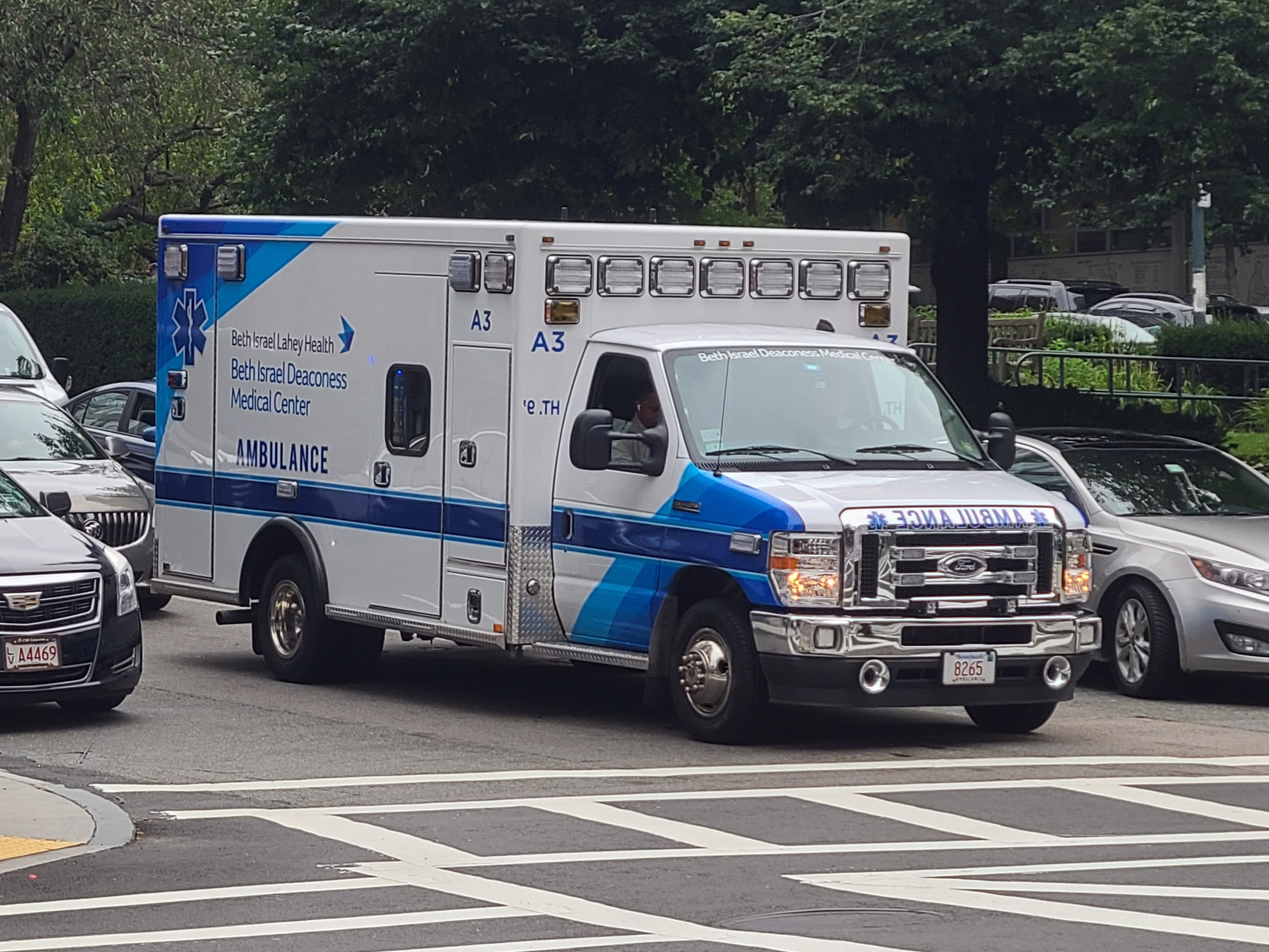
ボンネットに描かれているAMBULANCEの 鏡文字（アメリカ）
フロントグリル LED点滅警光灯 （アメリカ）
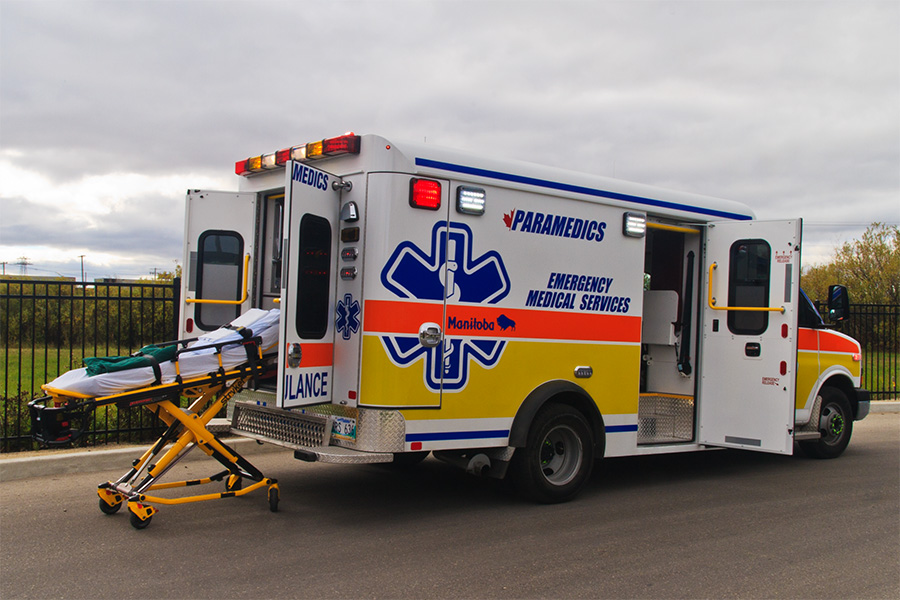
救急車と 電動ストレッチャー （カナダ）
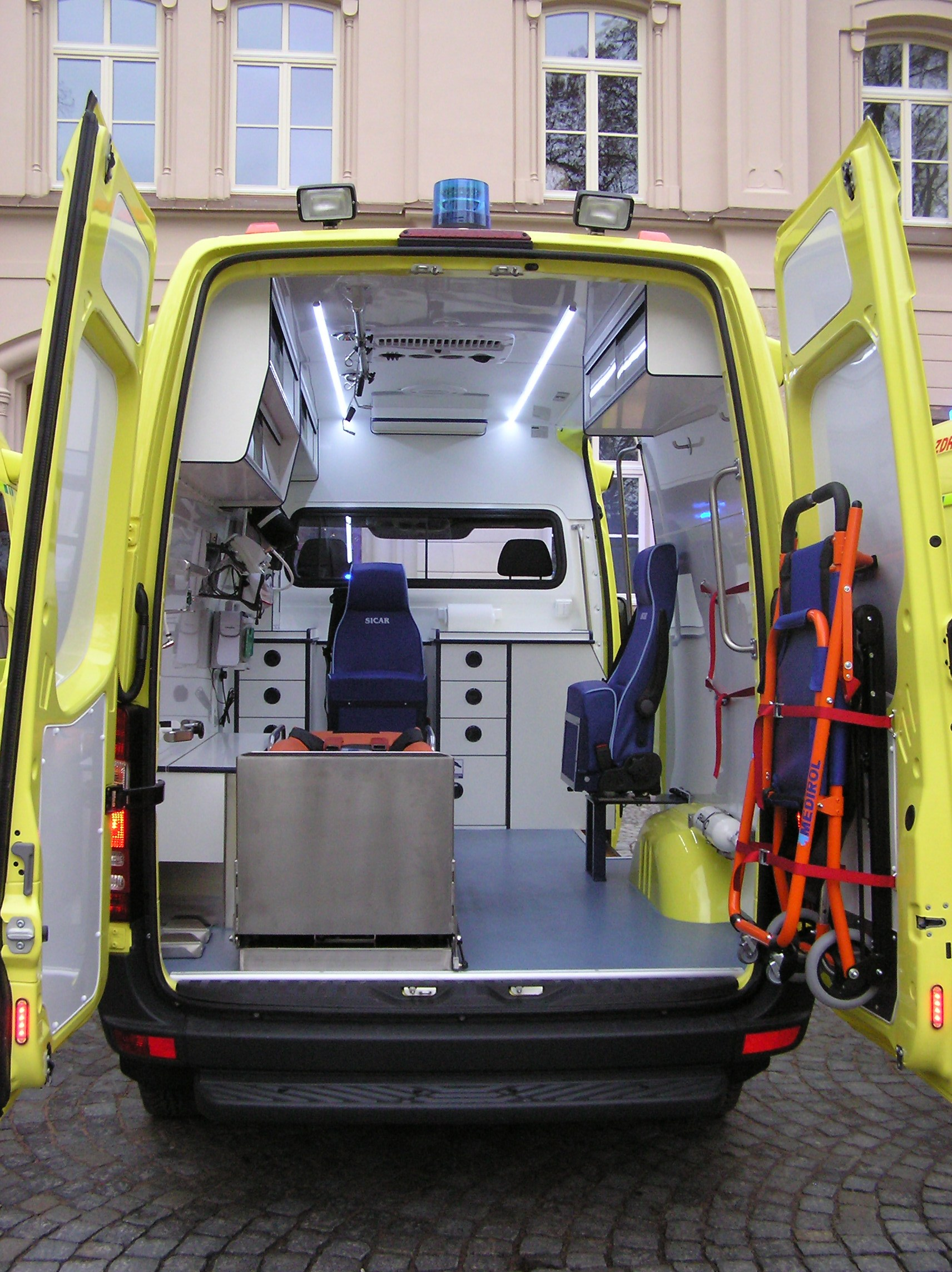
救急車の車内 （チェコ）
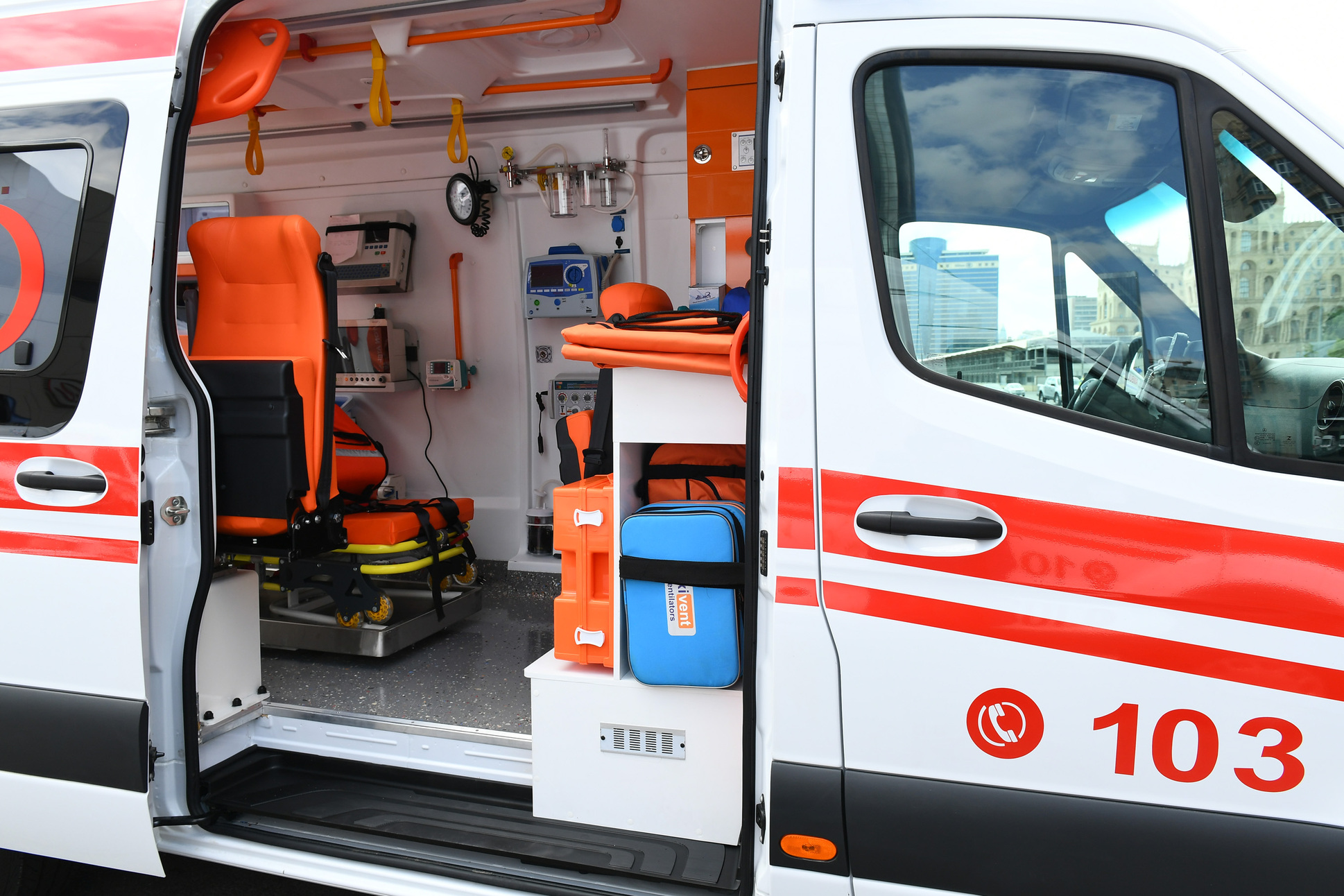
救急車の車内 （アゼルバイジャン）
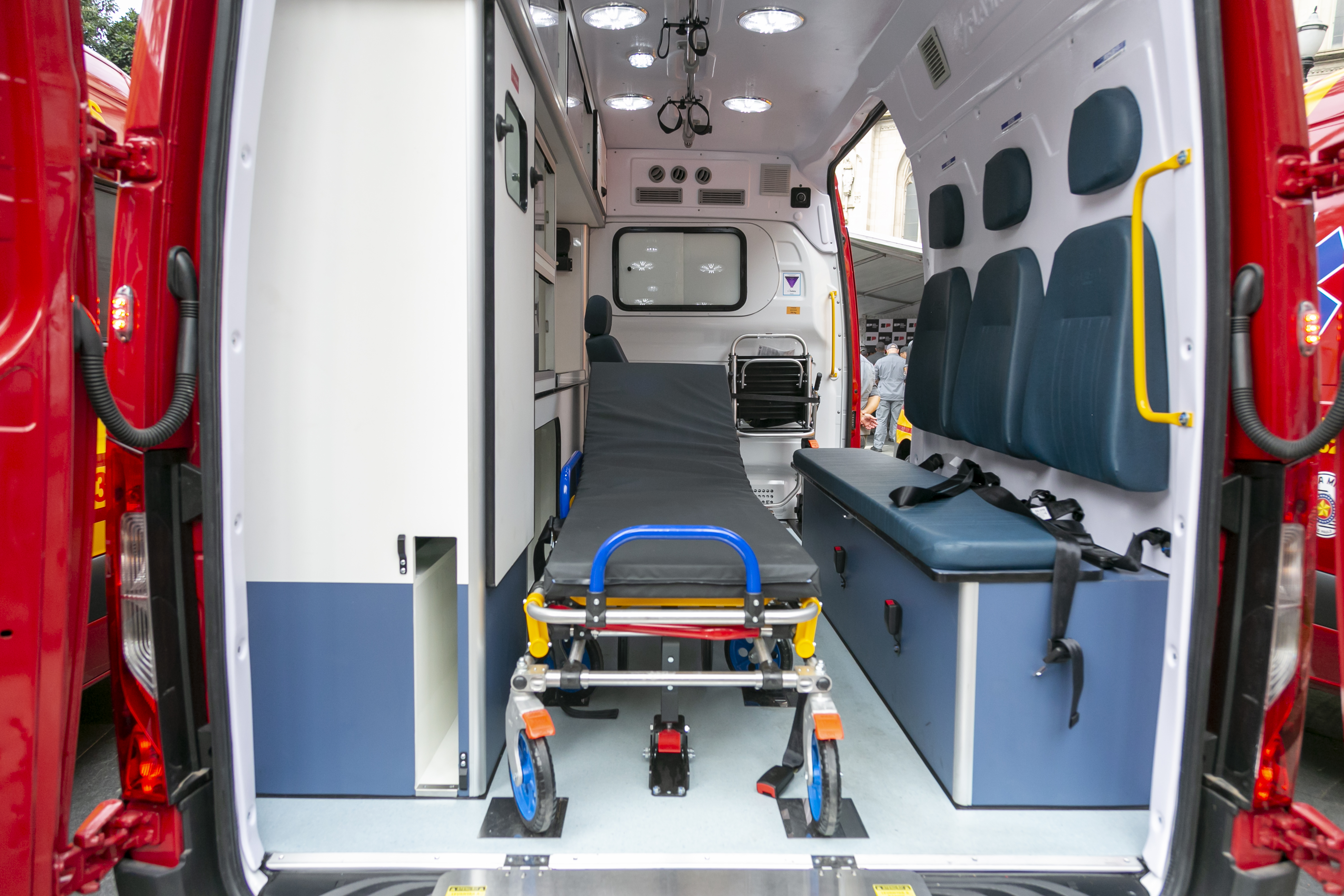
救急車の車内 （ブラジル）

本節では、自動車の救急車について説明する。
世界的に見て救急車はトラックをベースにした車両と、商用ワンボックスカーをベースにした車両、商用バンをベースにした車両が大半を占めている。
また、各国が定める救急車規格を満たす必要がある。そのため、救急車用に改良を施し性能を向上させた特装車に艤装されることが多く、規格等により価格に差がある。
車体には地域の住民や外国人にも救急車だと識別できるよう、「AMBULANCE」、「Emergency Medical Service(EMS)」、「所属名」、「緊急通報用電話番号」、「スター・オブ・ライフ」などが描かれている。

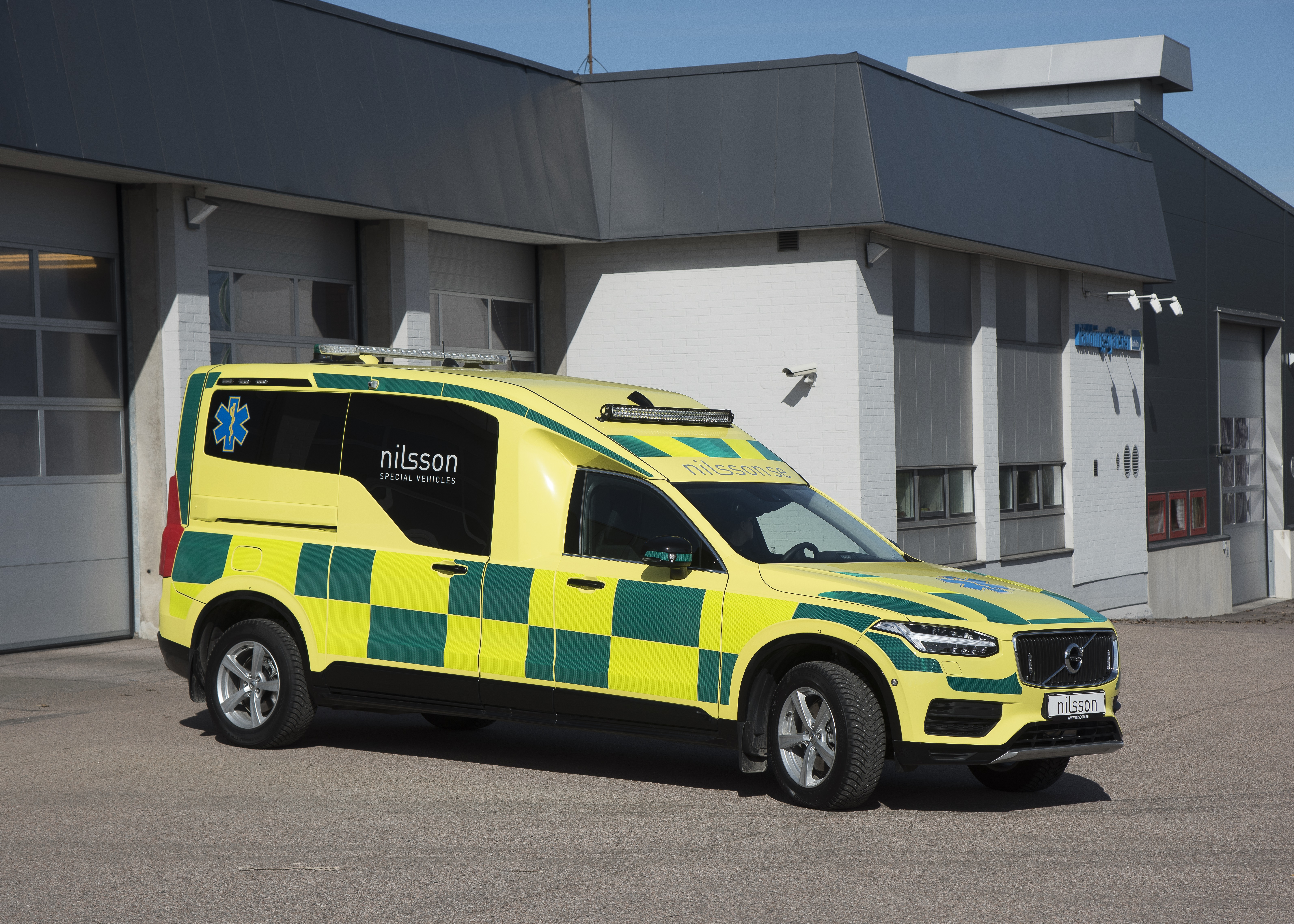
スウェーデンの救急車 （ワゴンベース）
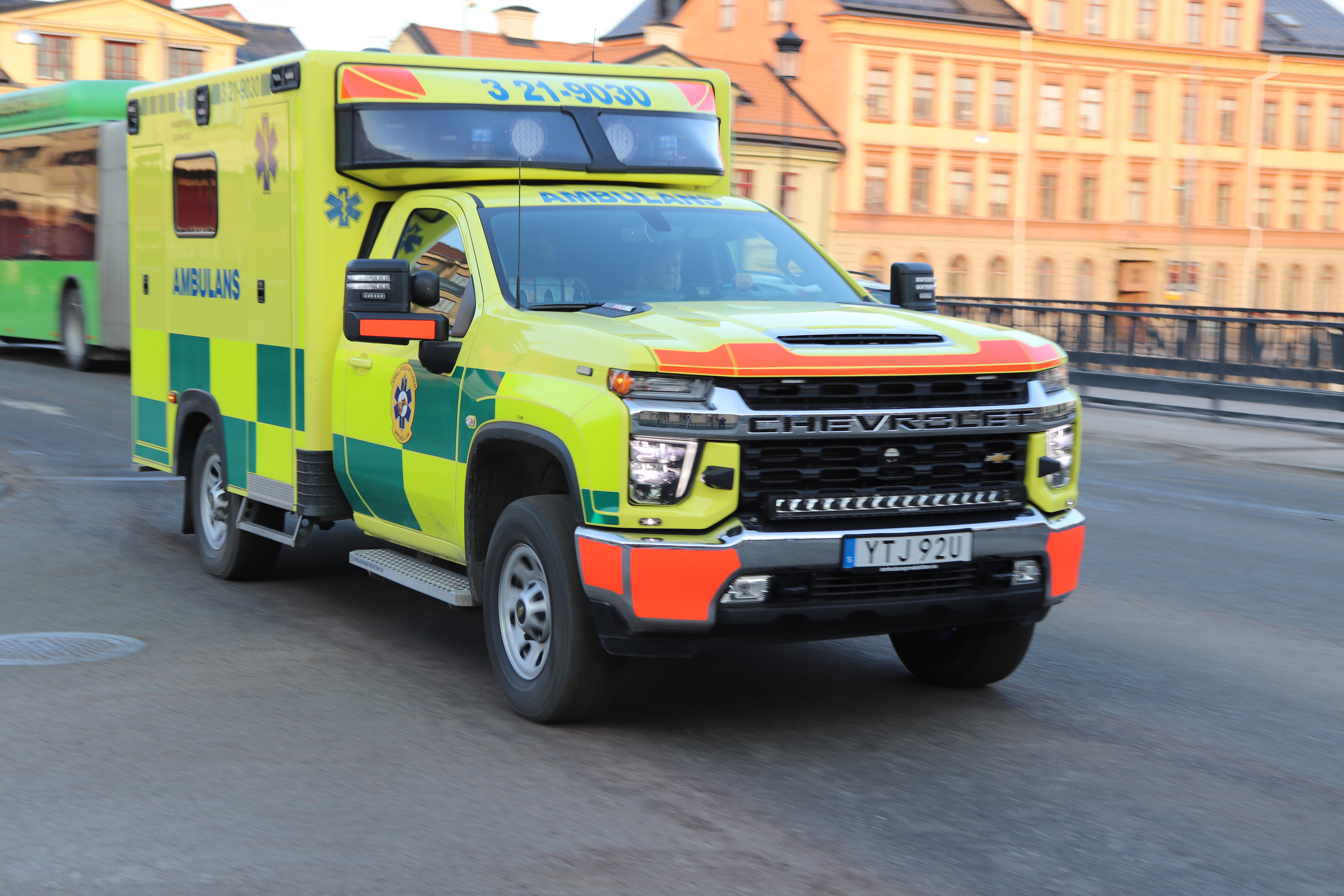
スウェーデンの救急車 （トラックベース）
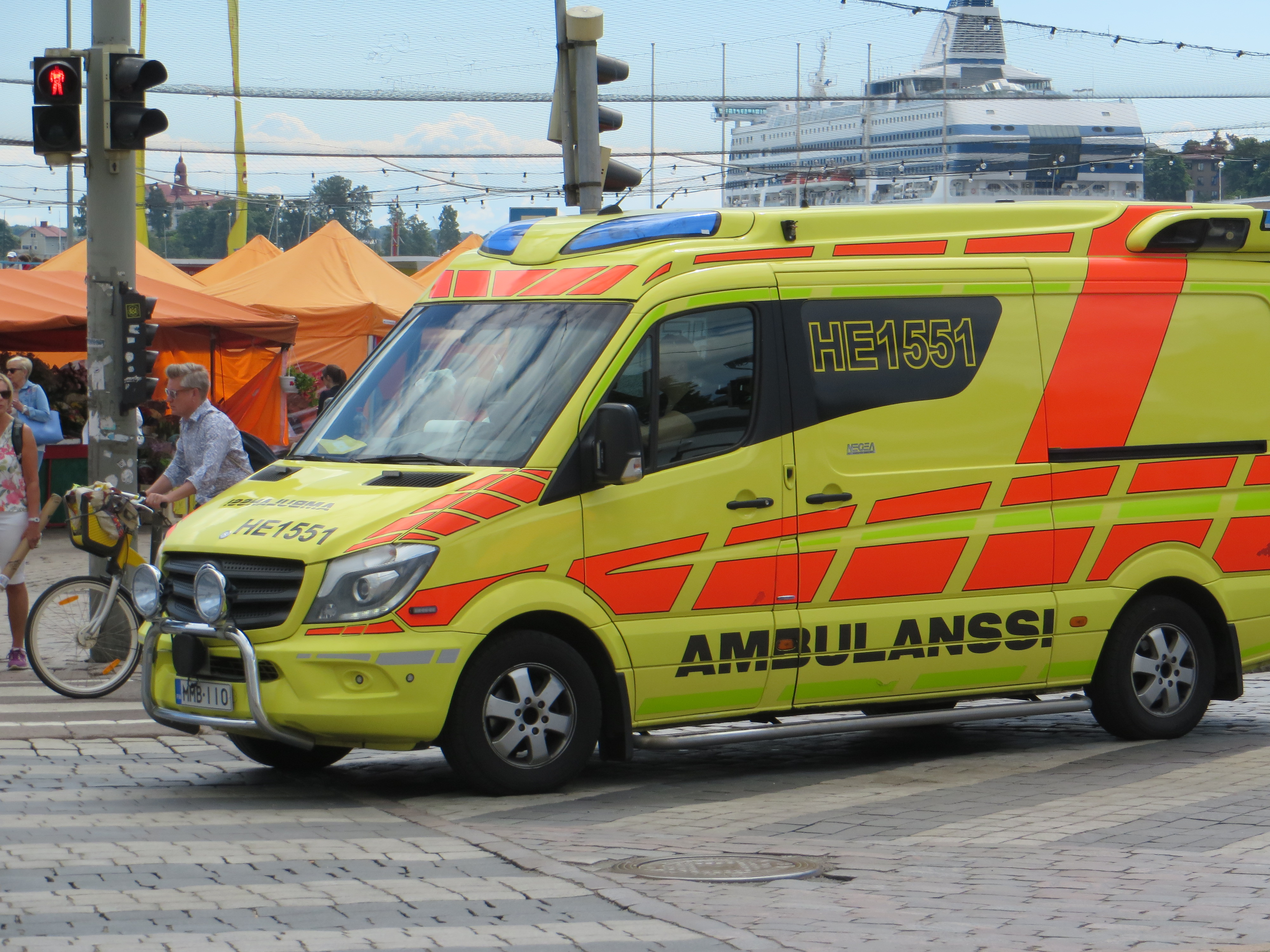
フィンランドの救急車
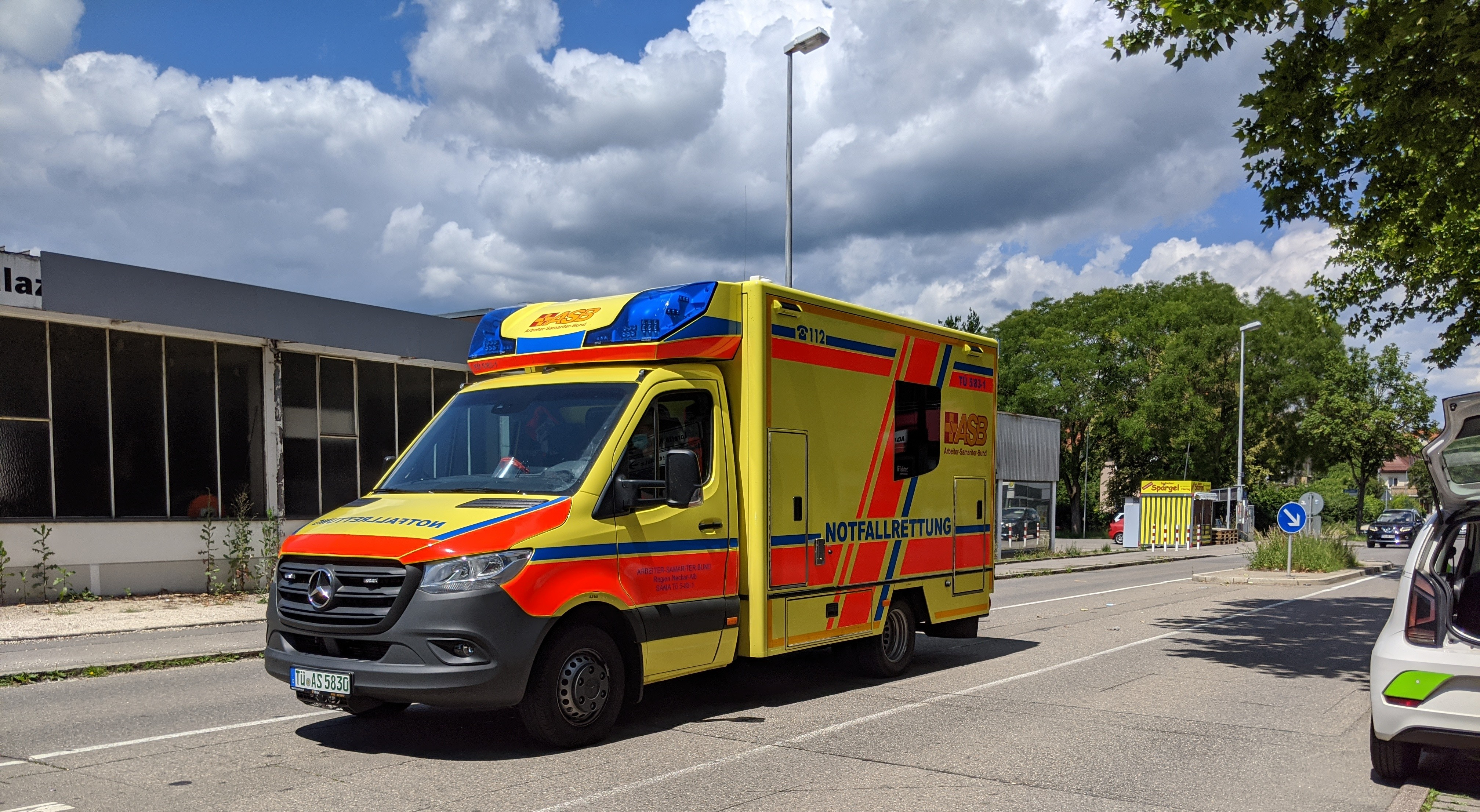
ドイツの救急車
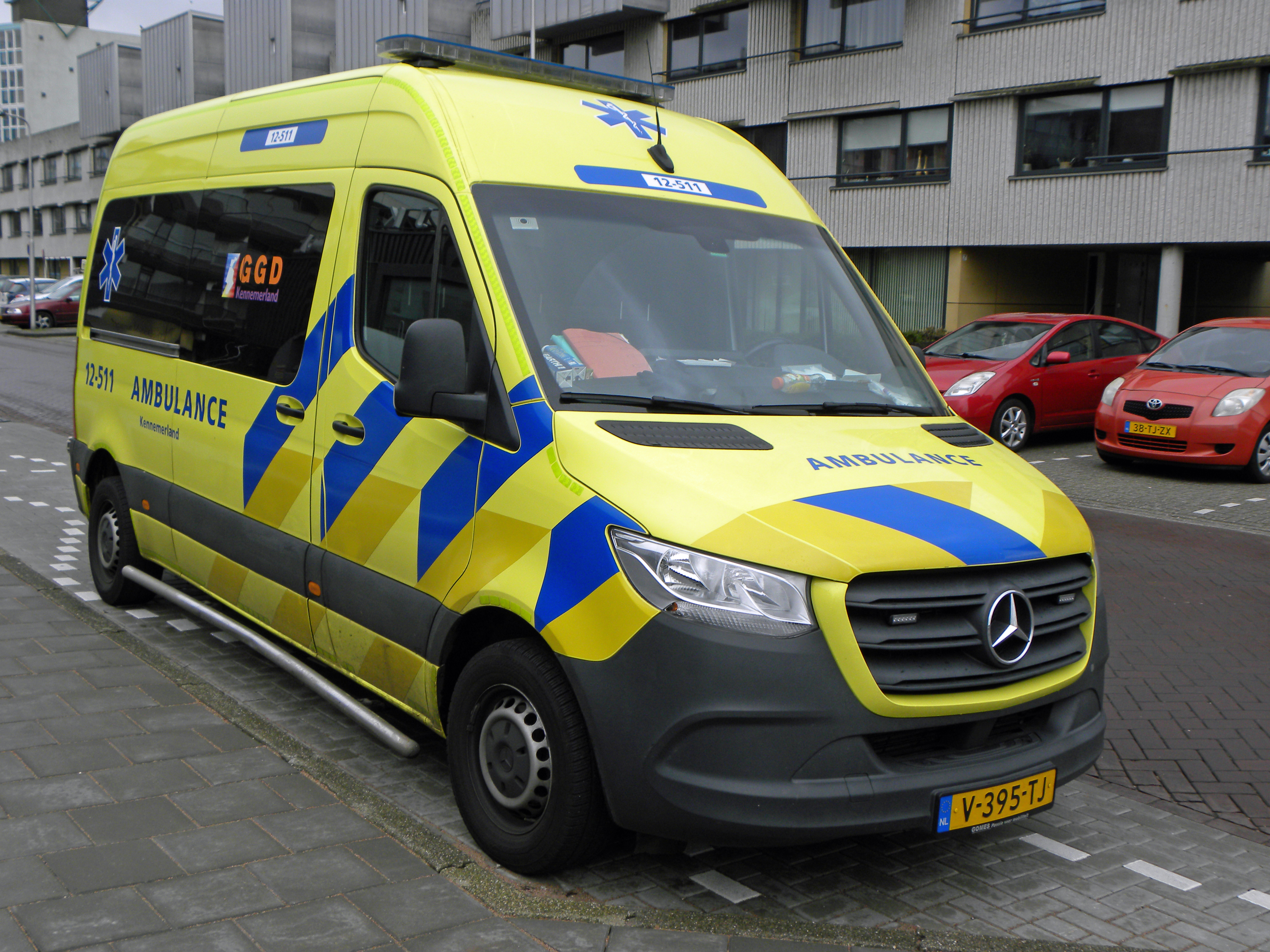
オランダの救急車
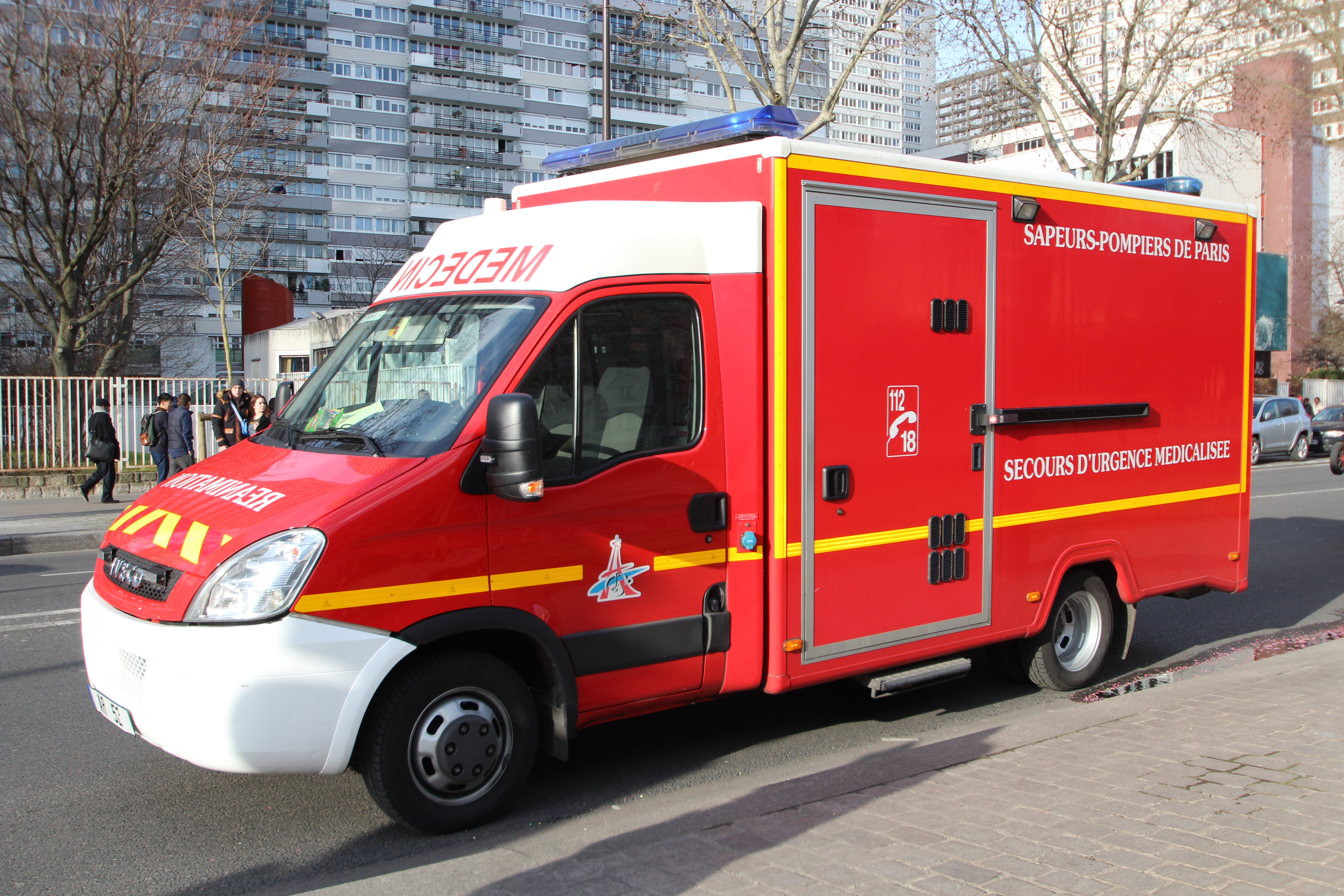
フランスの救急車 （赤主体色）
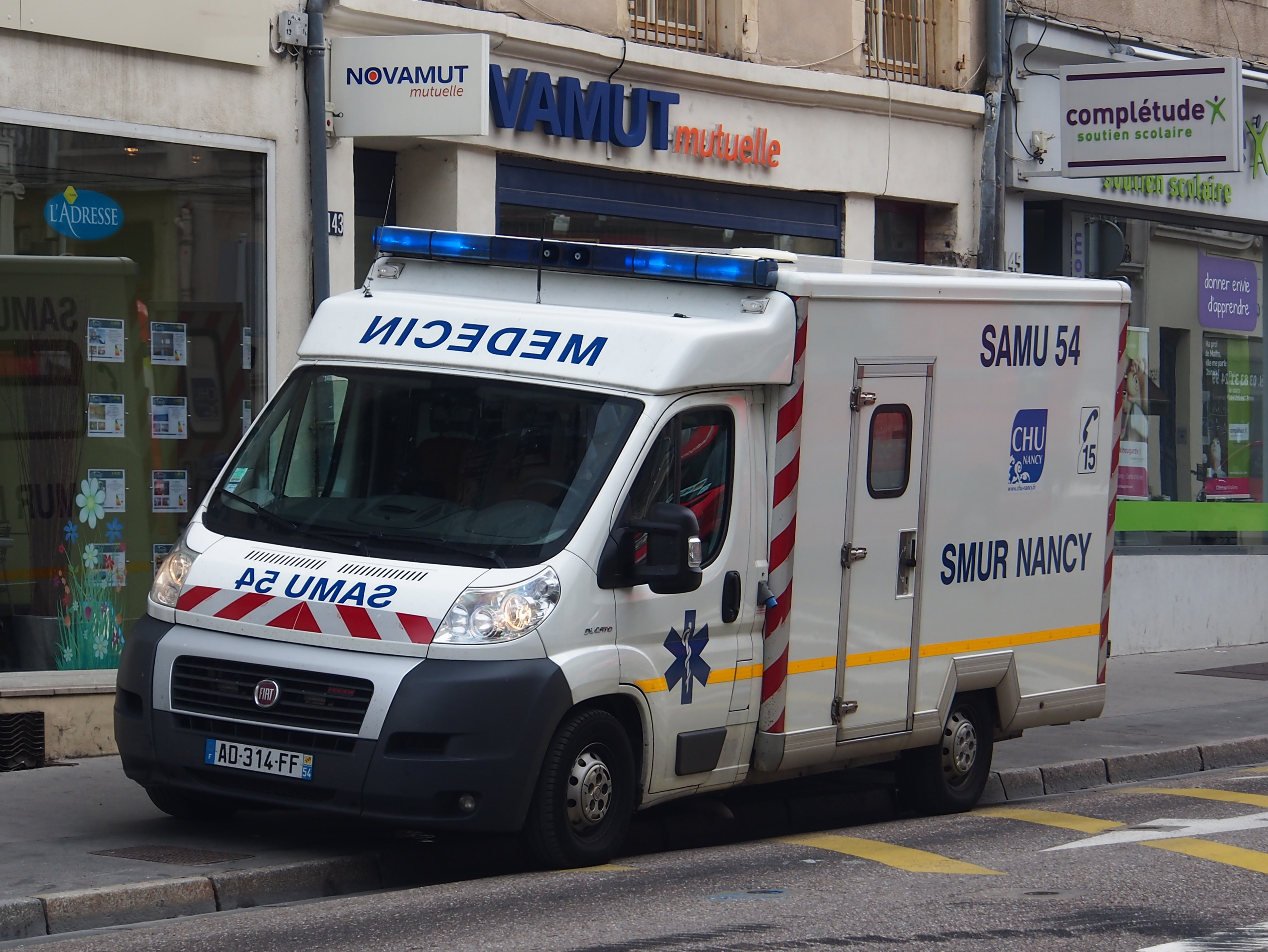
フランスの救急車 （白主体色）
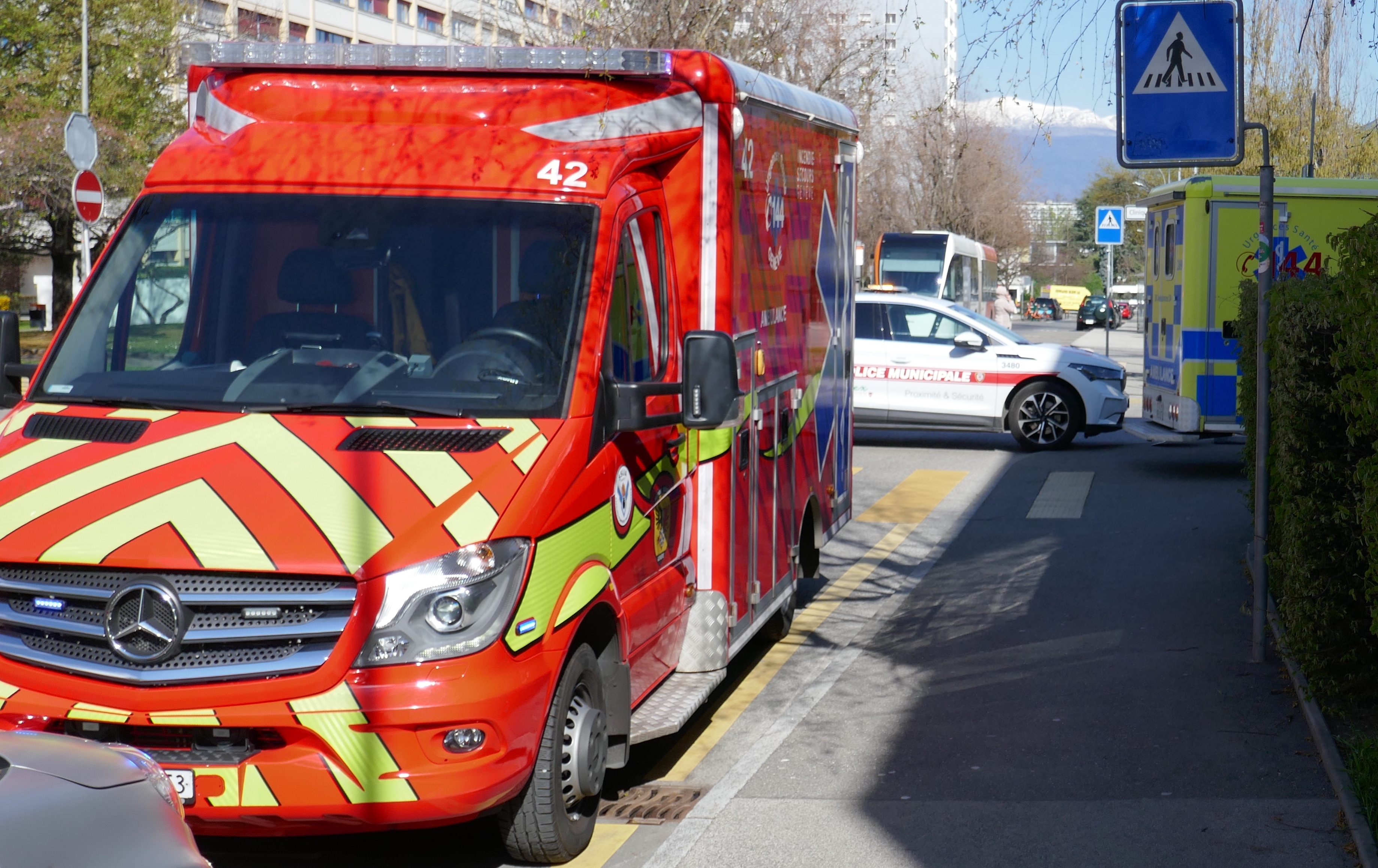
スイスの救急車
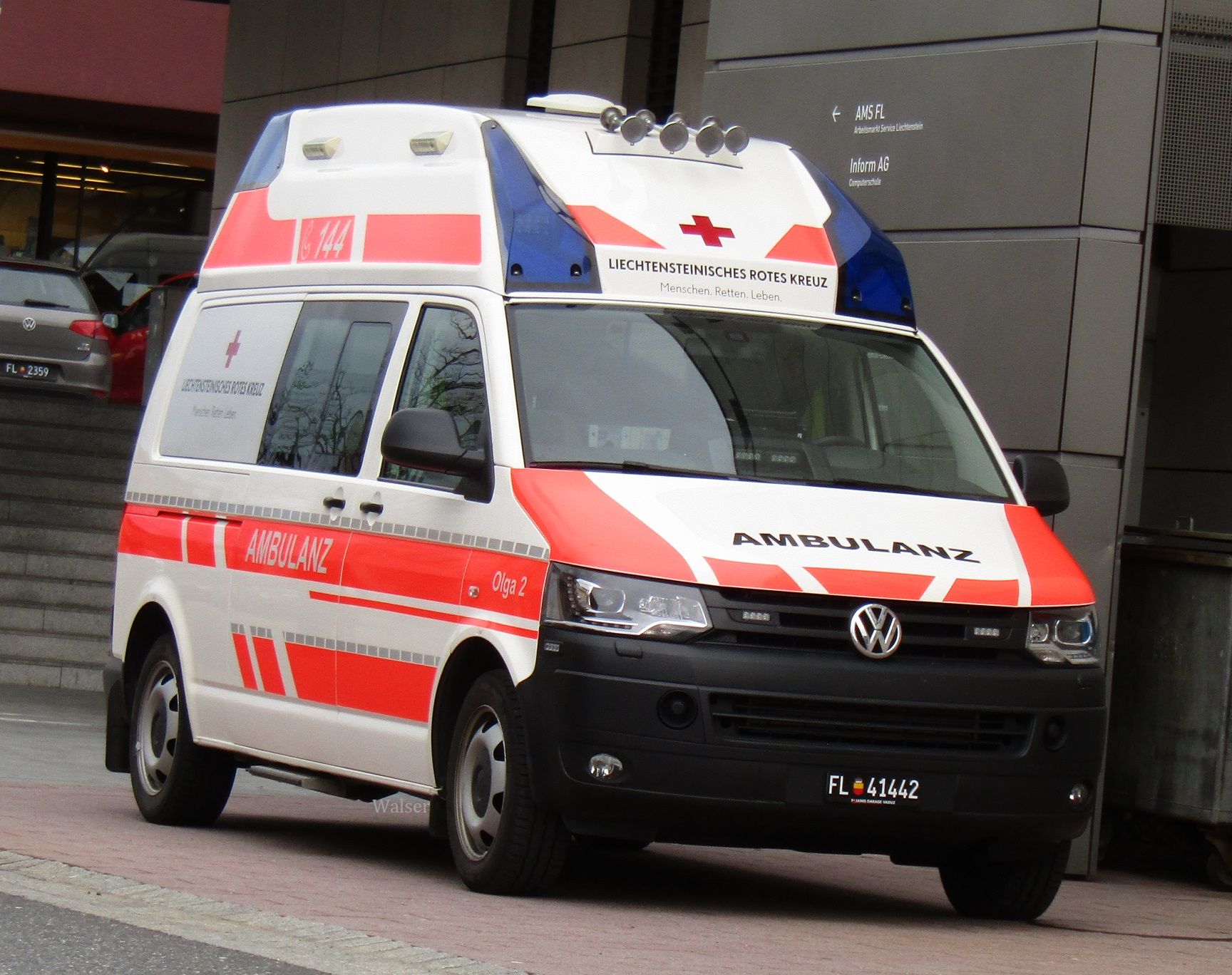
リヒテンシュタインの救急車
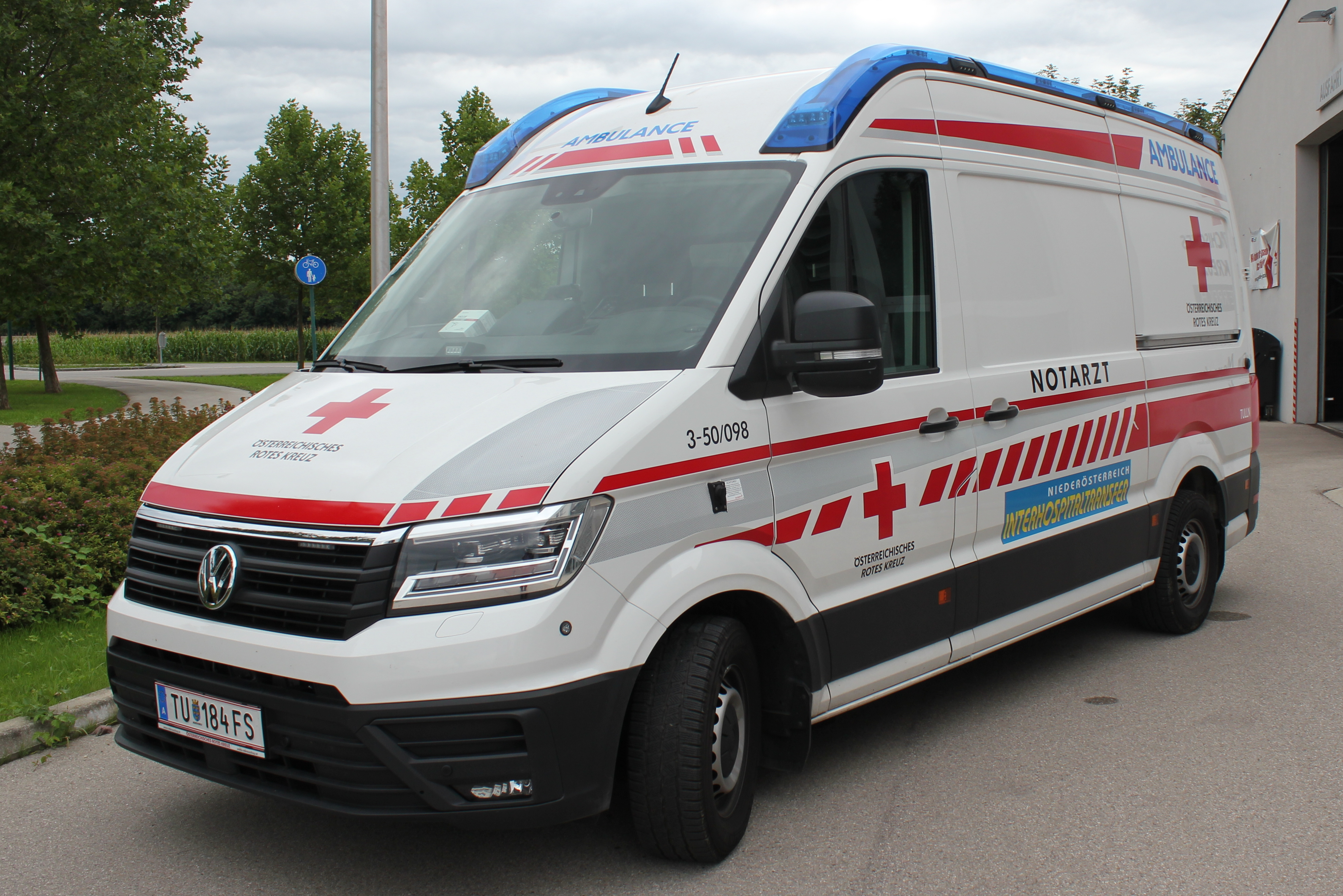
オーストリアの救急車
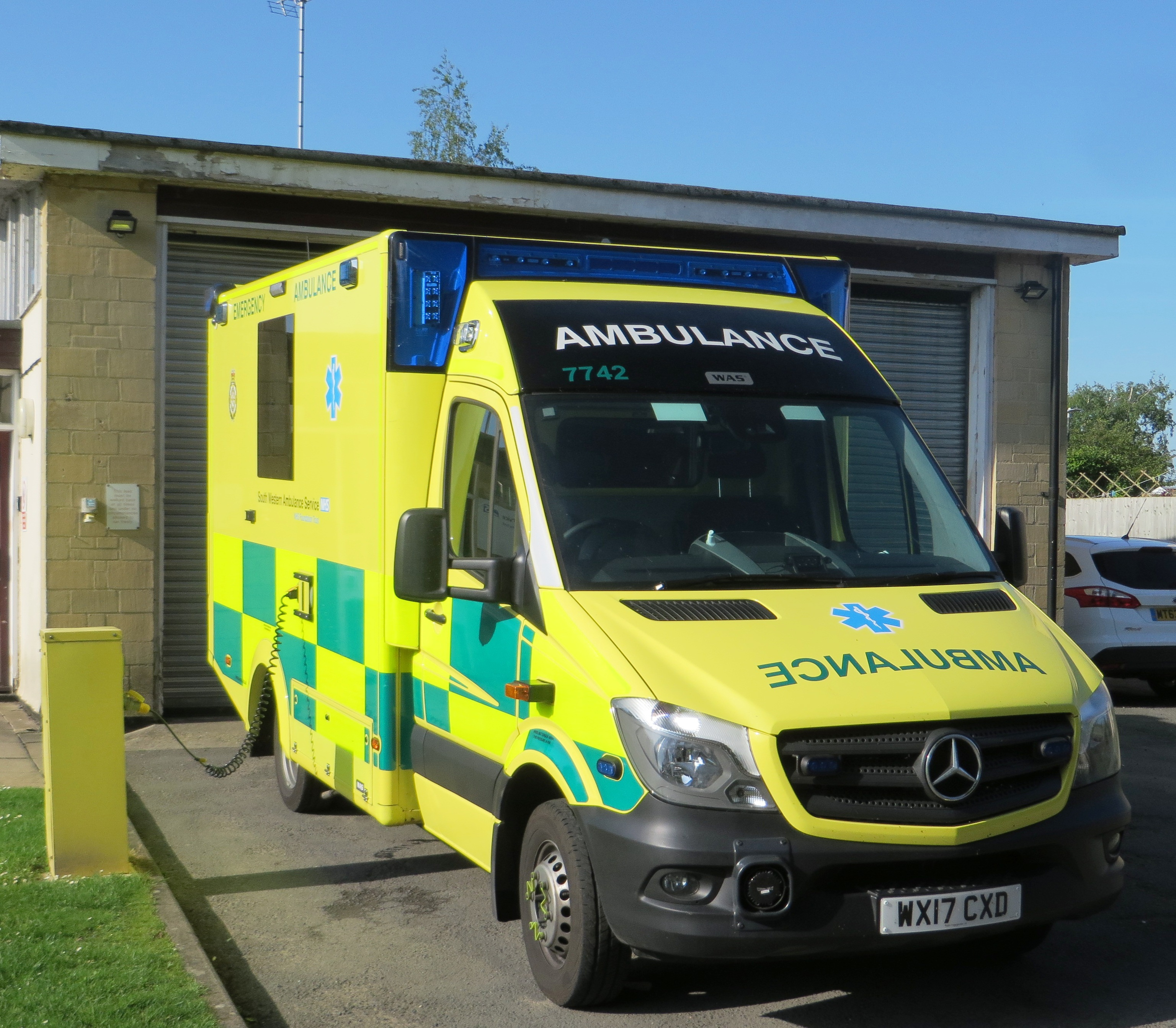
イングランドの救急車
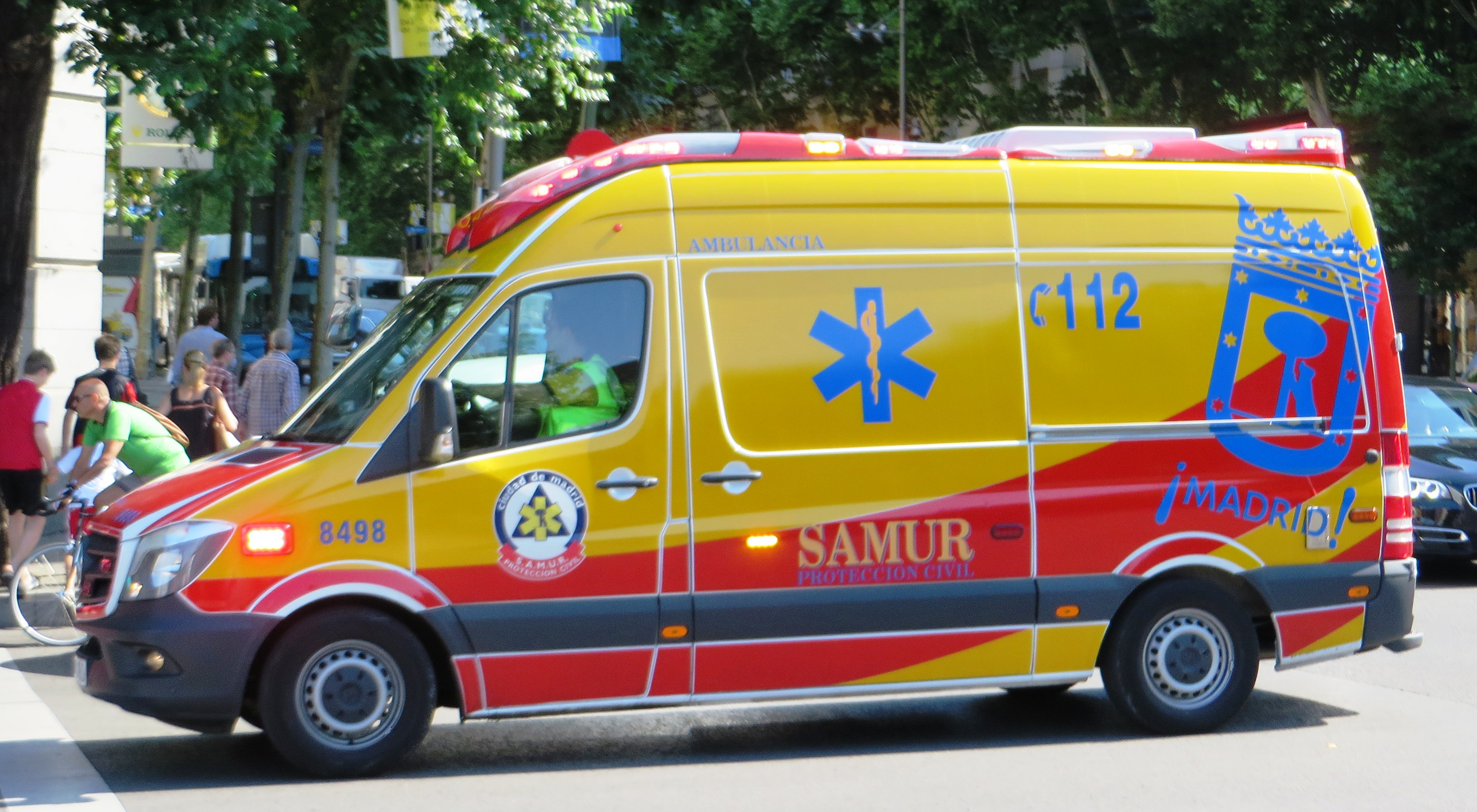
スペインの救急車
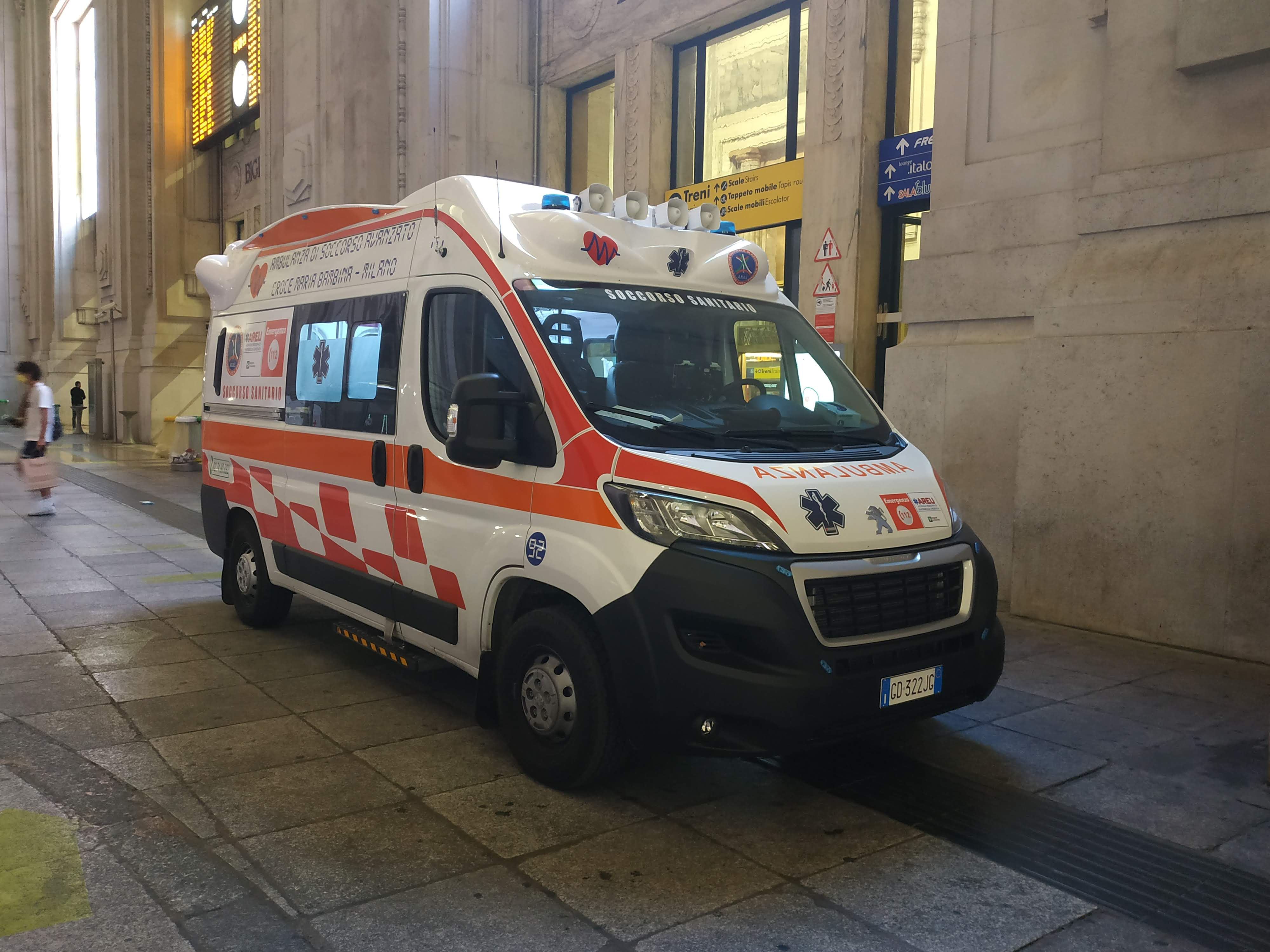
イタリアの救急車
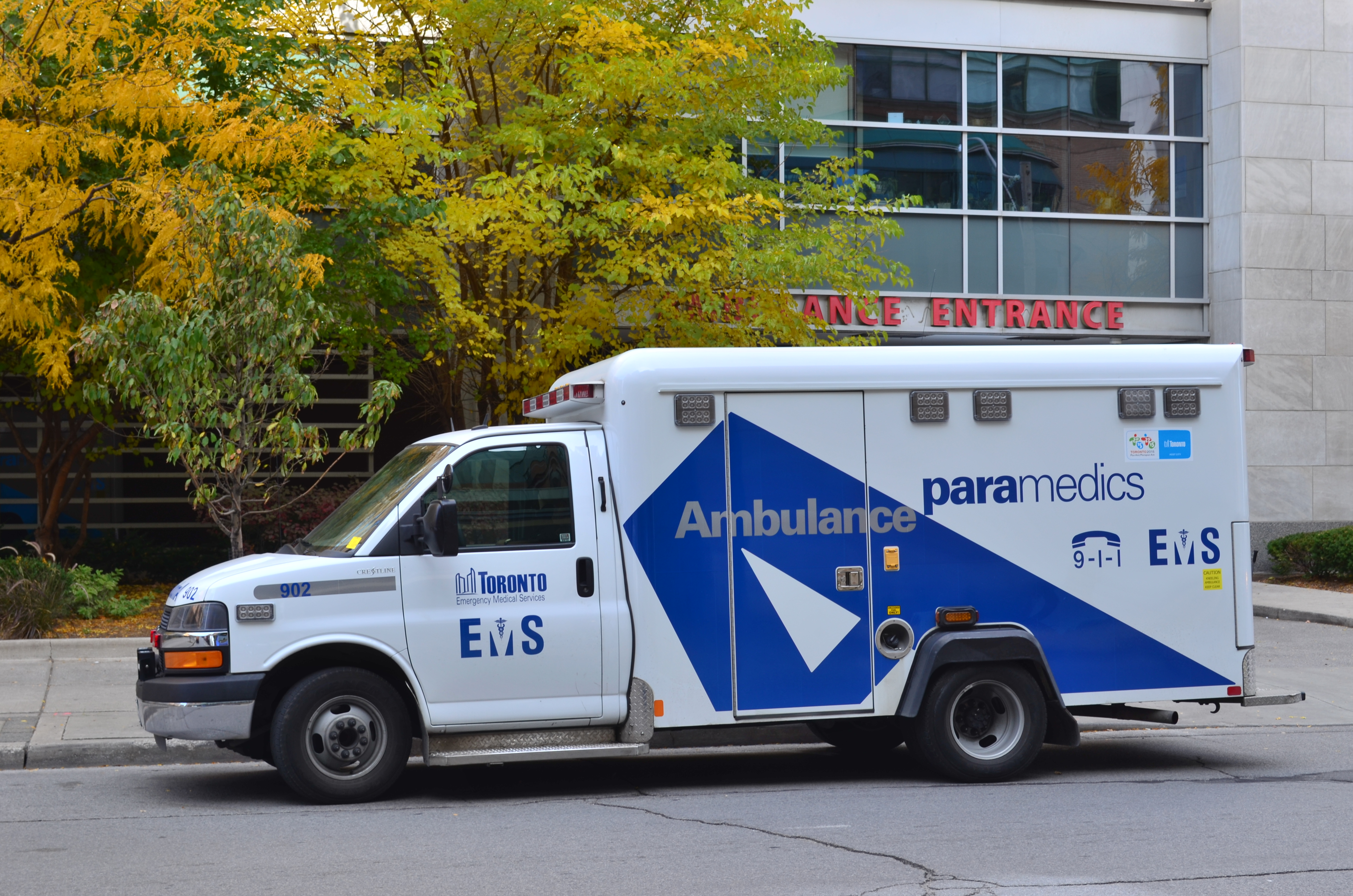
カナダの救急車
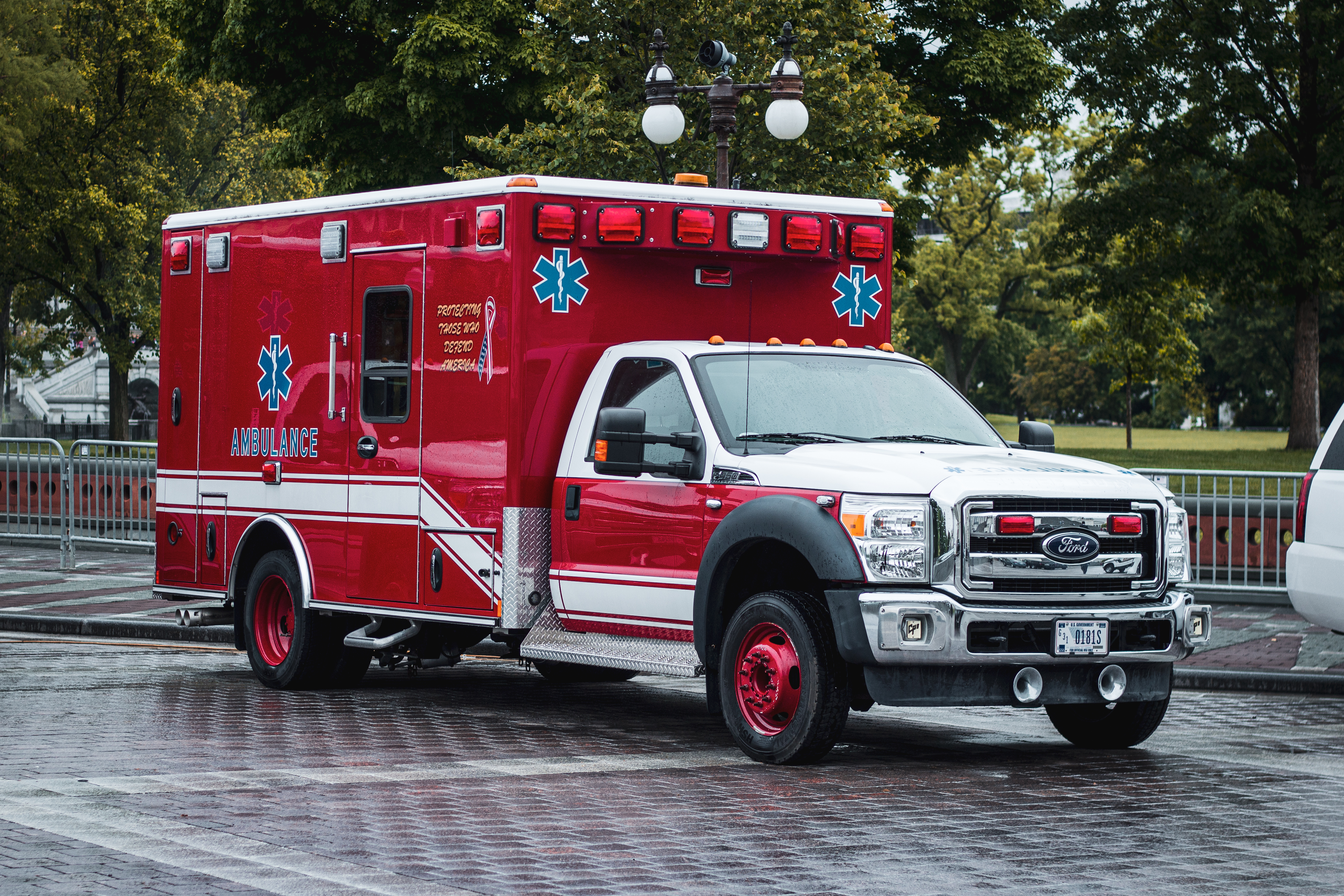
アメリカの救急車 （赤主体色）
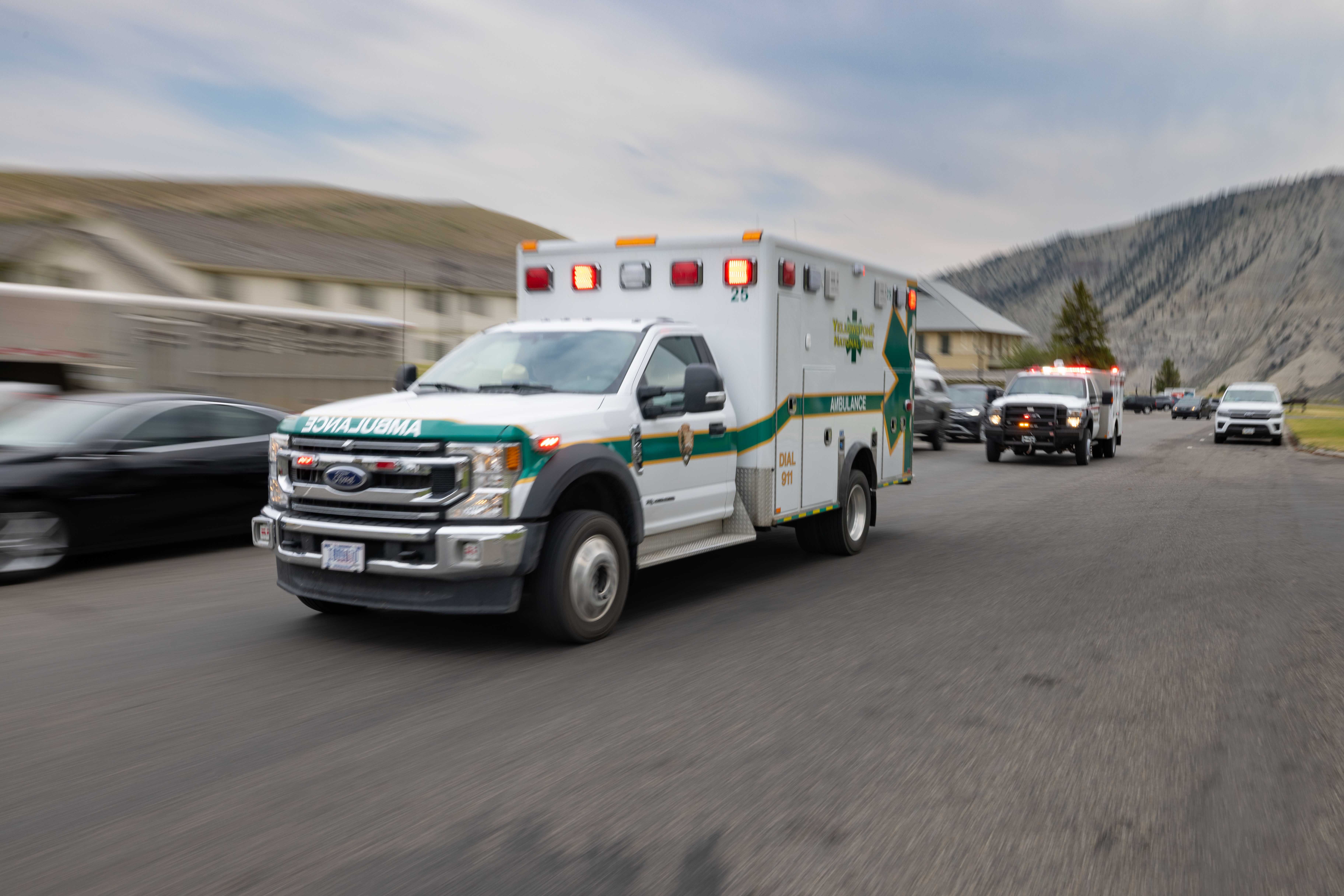
アメリカの救急車 （白主体緑ライン）
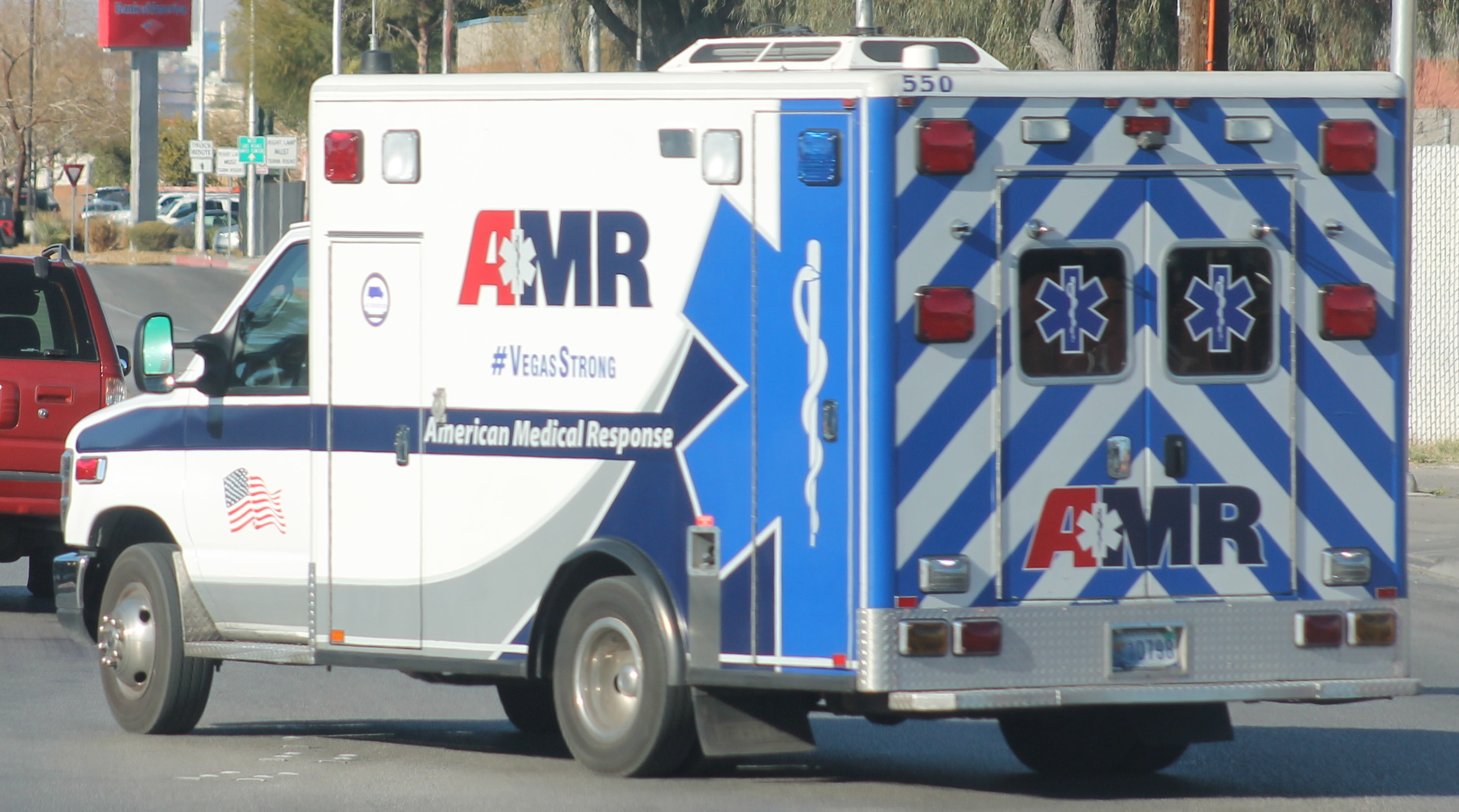
アメリカの救急車 （白主体青ライン）
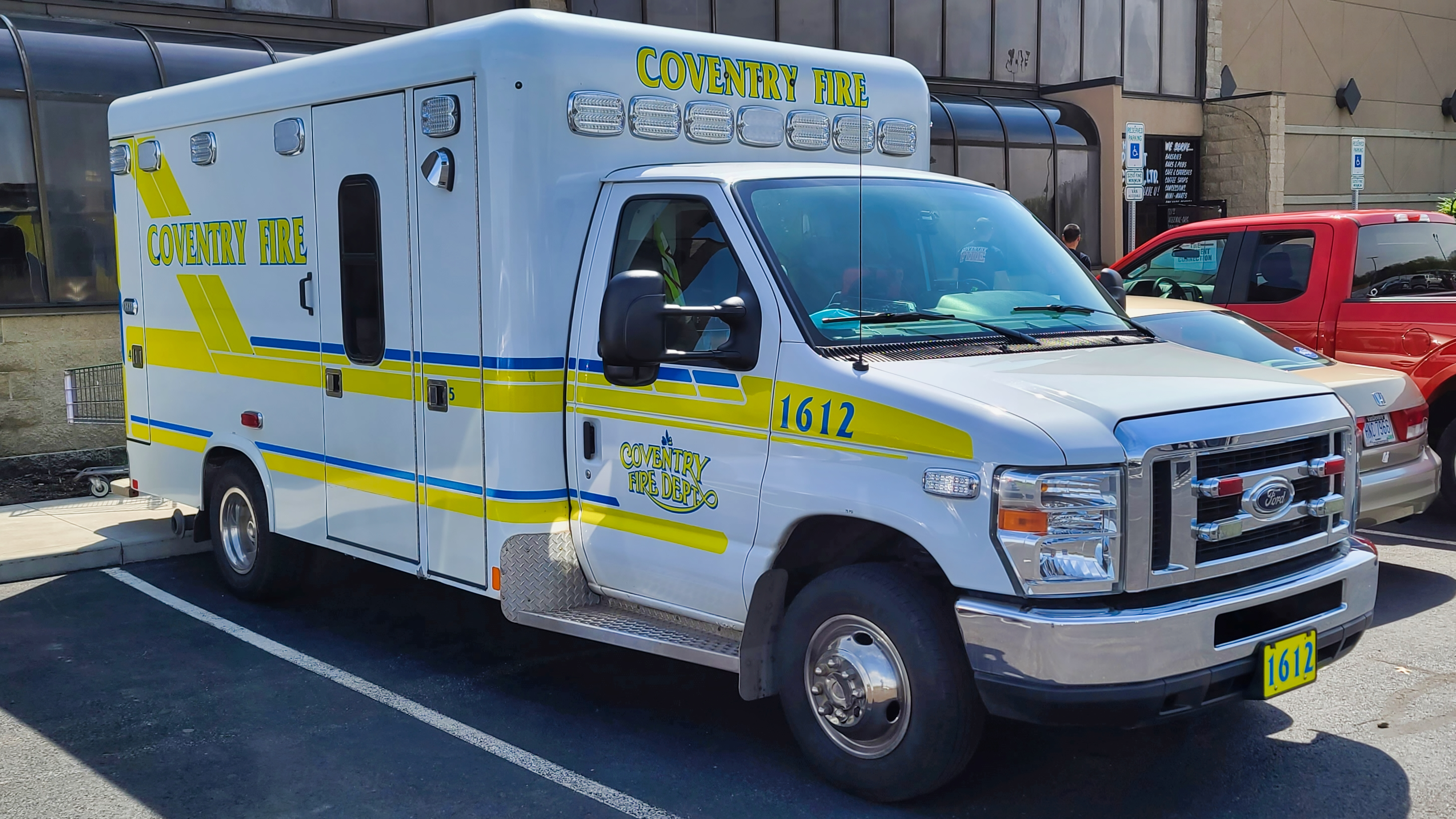
アメリカの救急車 （白主体黄ライン）
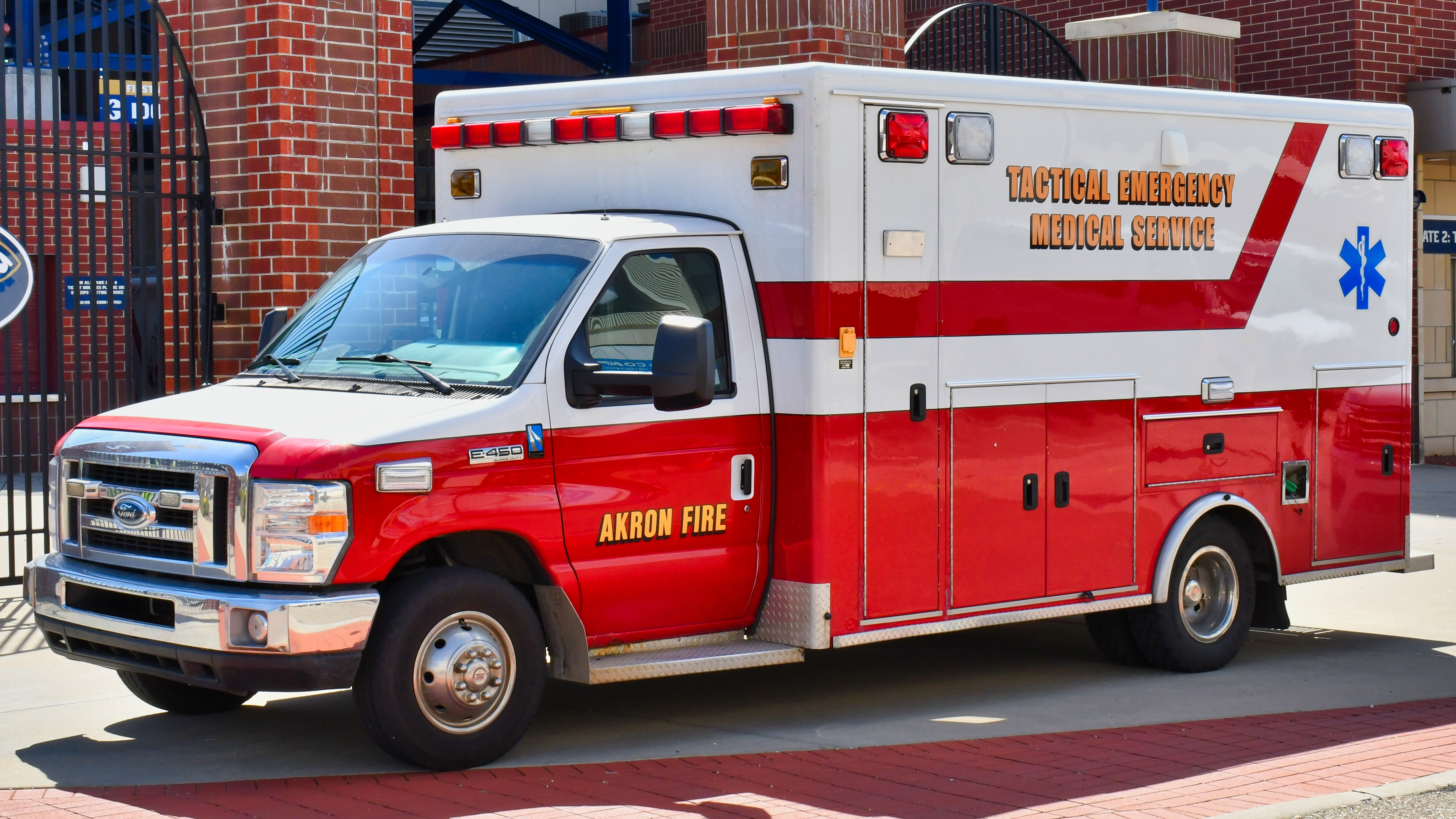
アメリカの救急車 （白主体赤ライン）
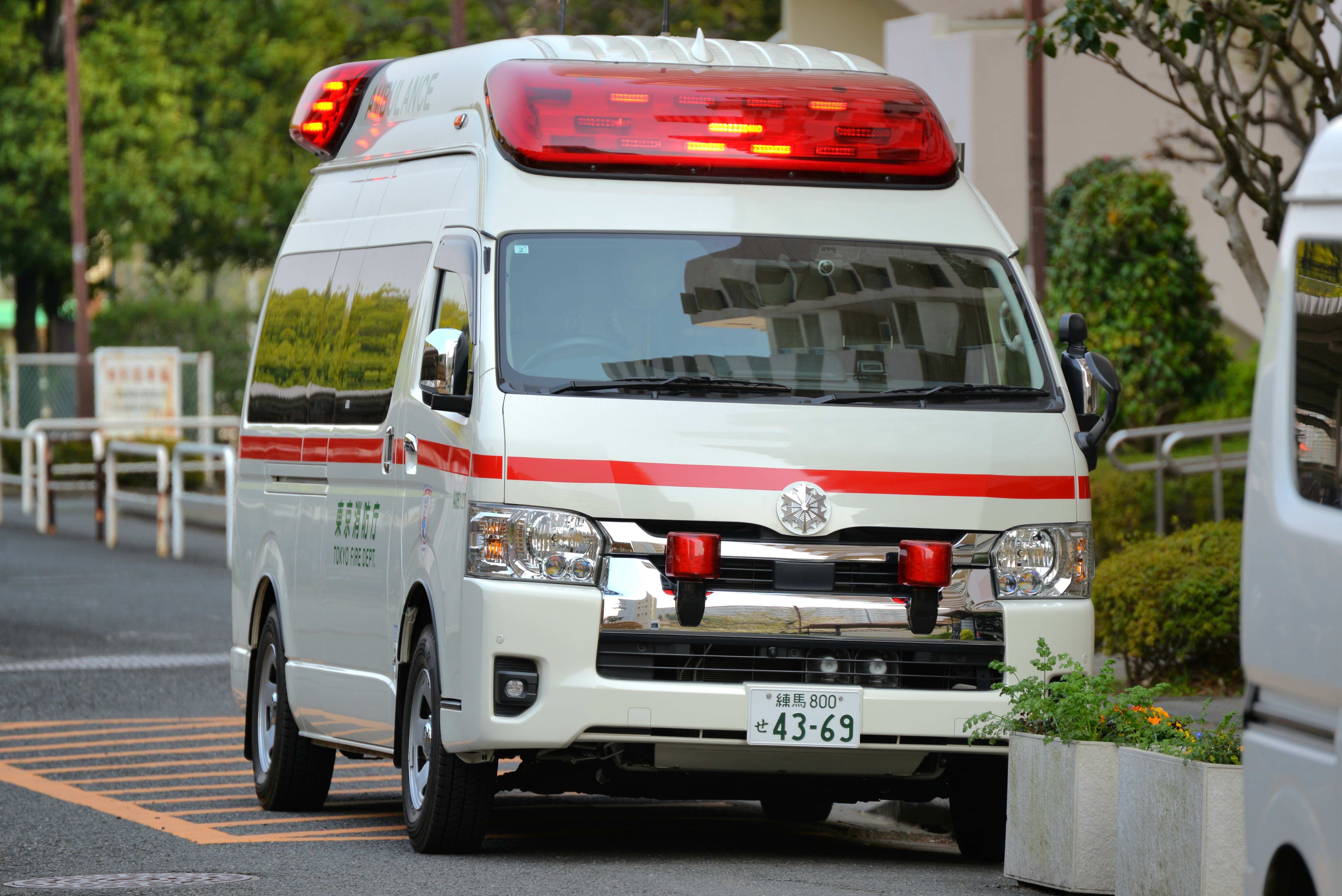
日本の救急車
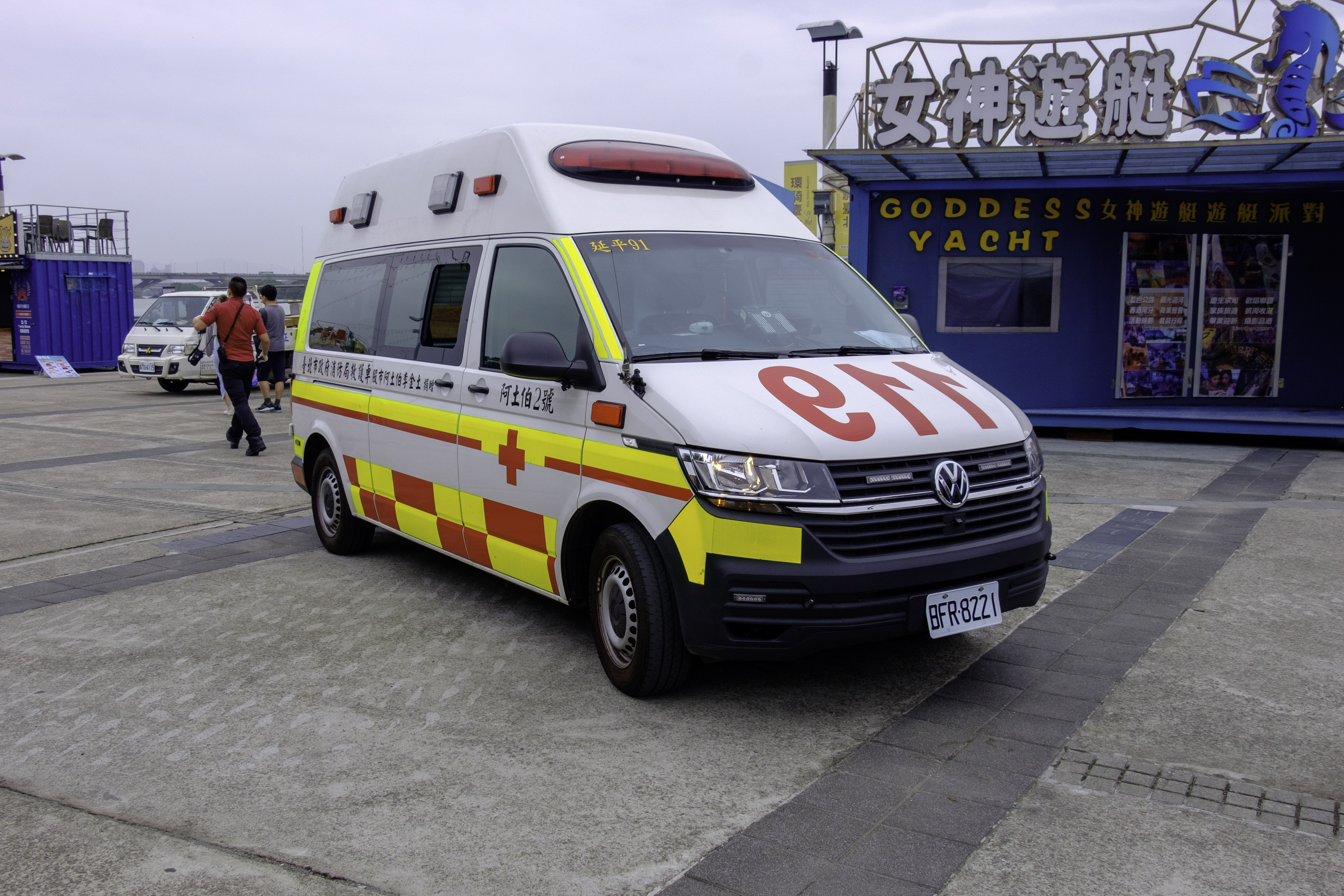
台湾の救急車
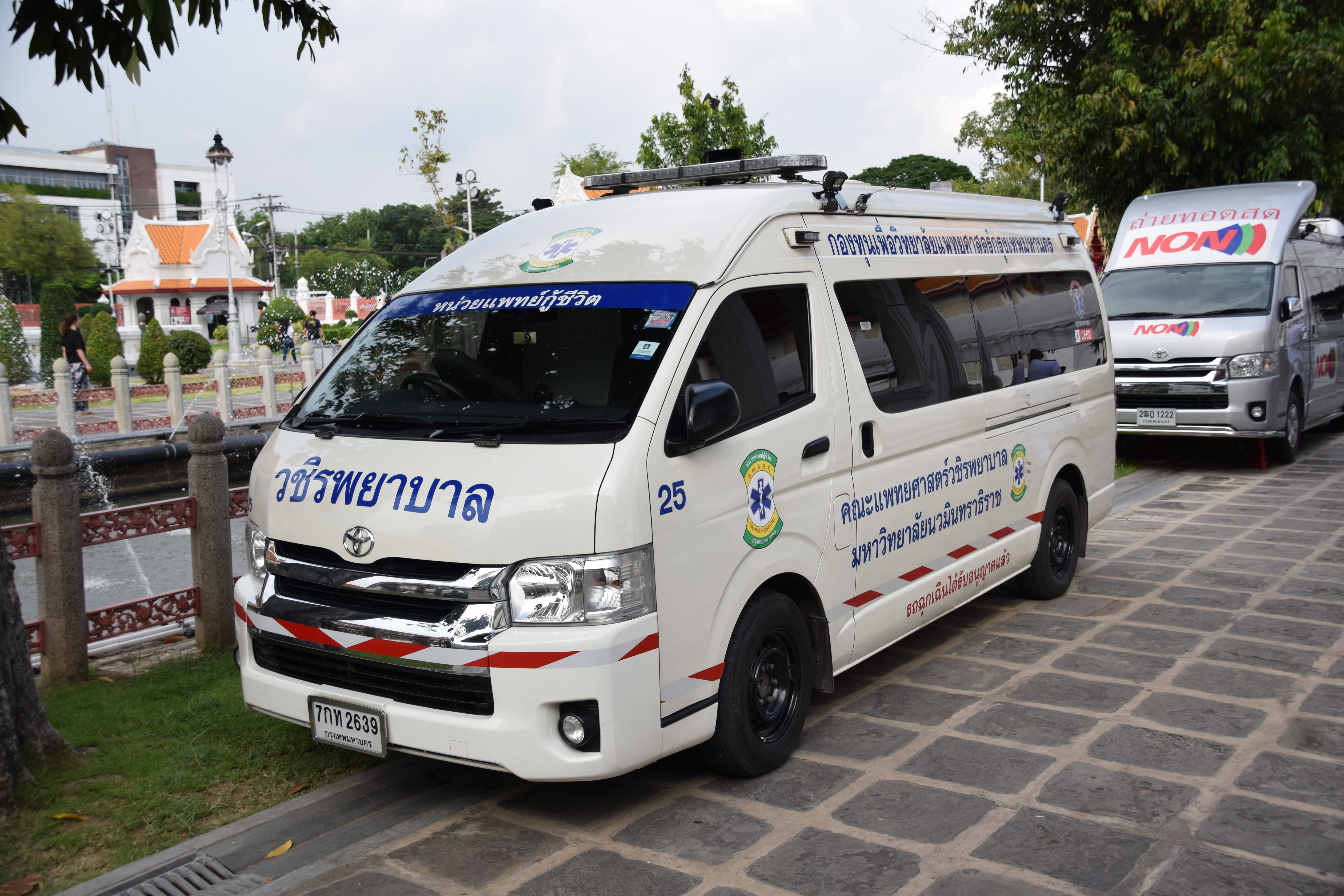
タイの救急車
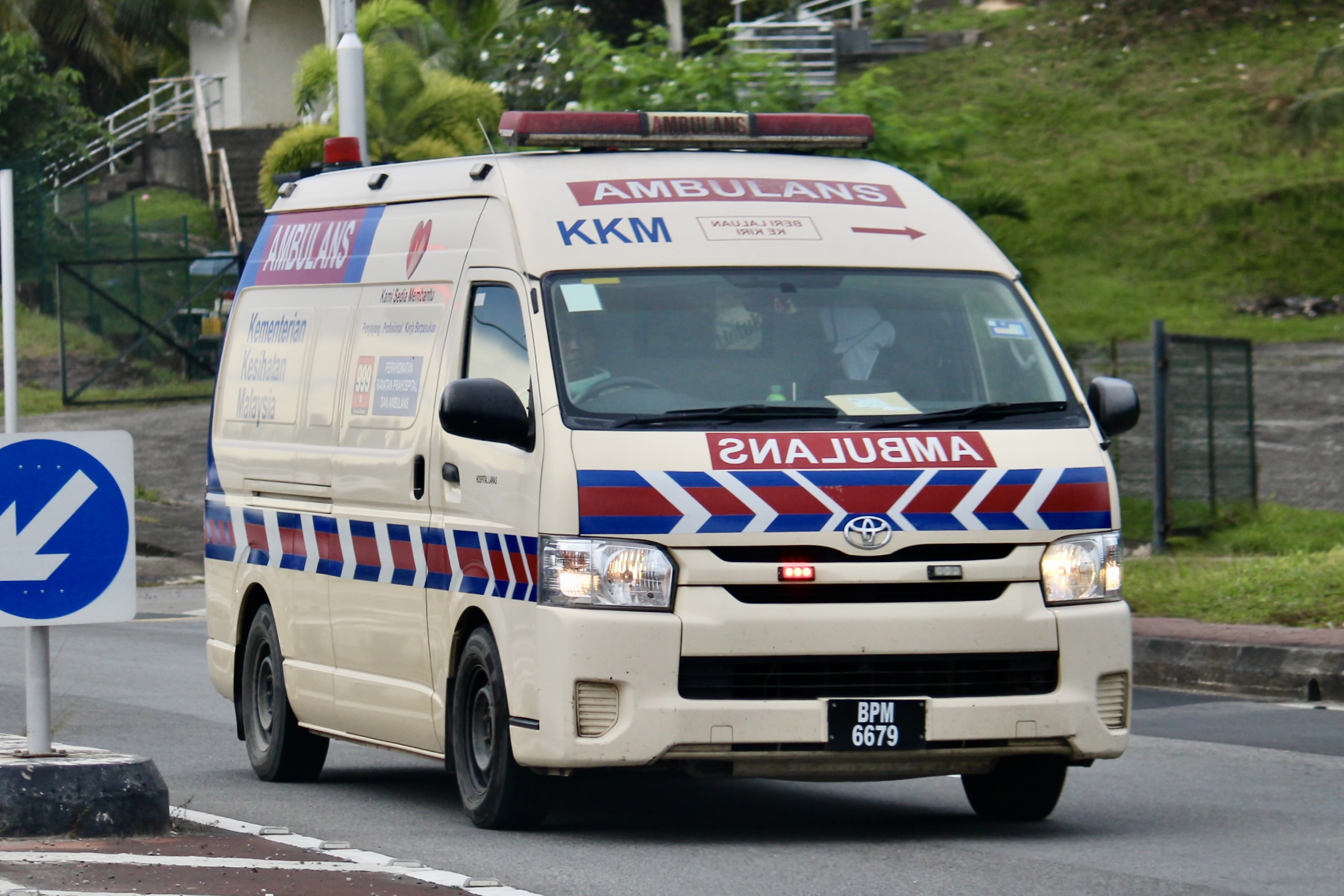
ブルネイの救急車
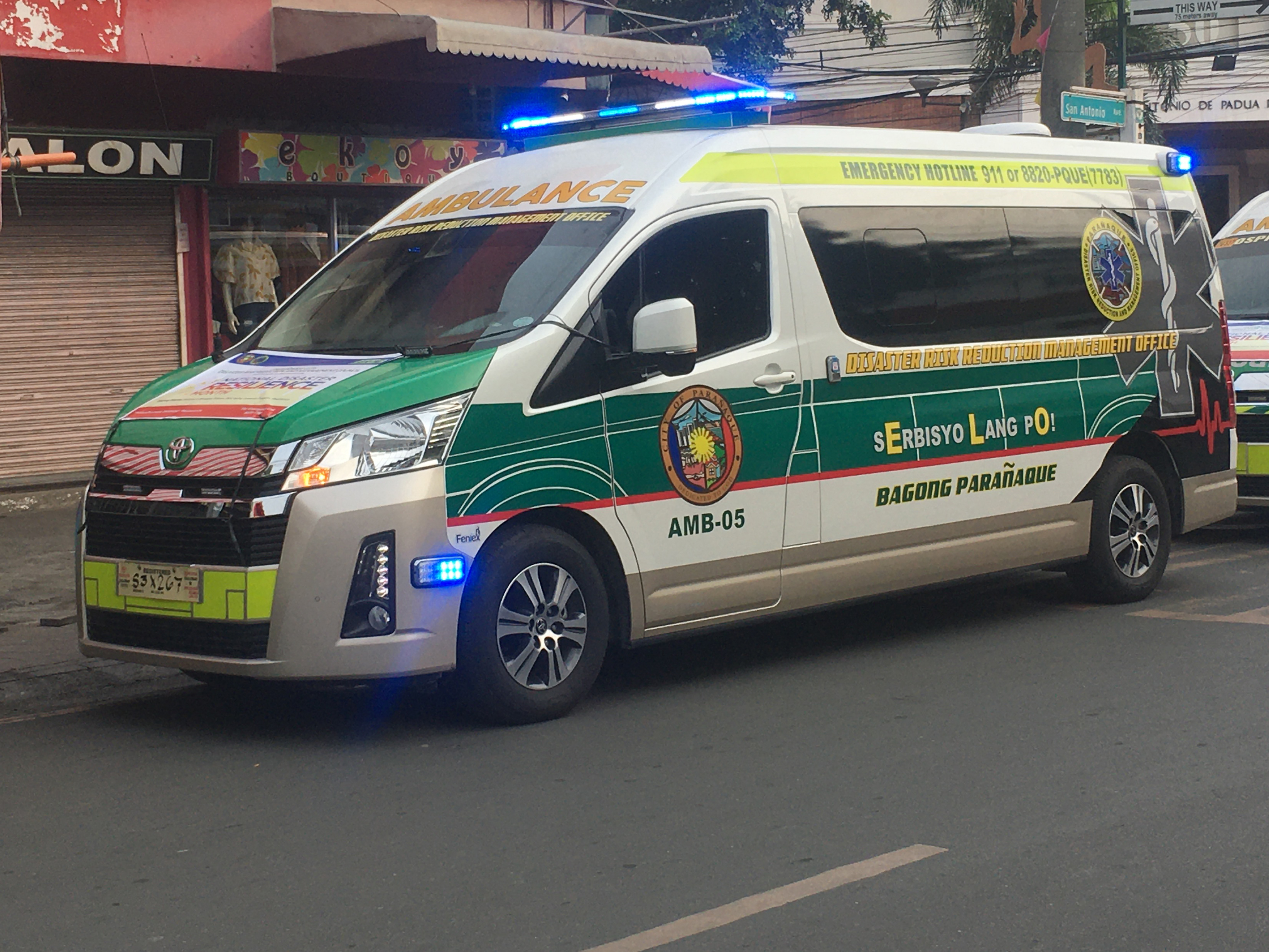
フィリピンの救急車
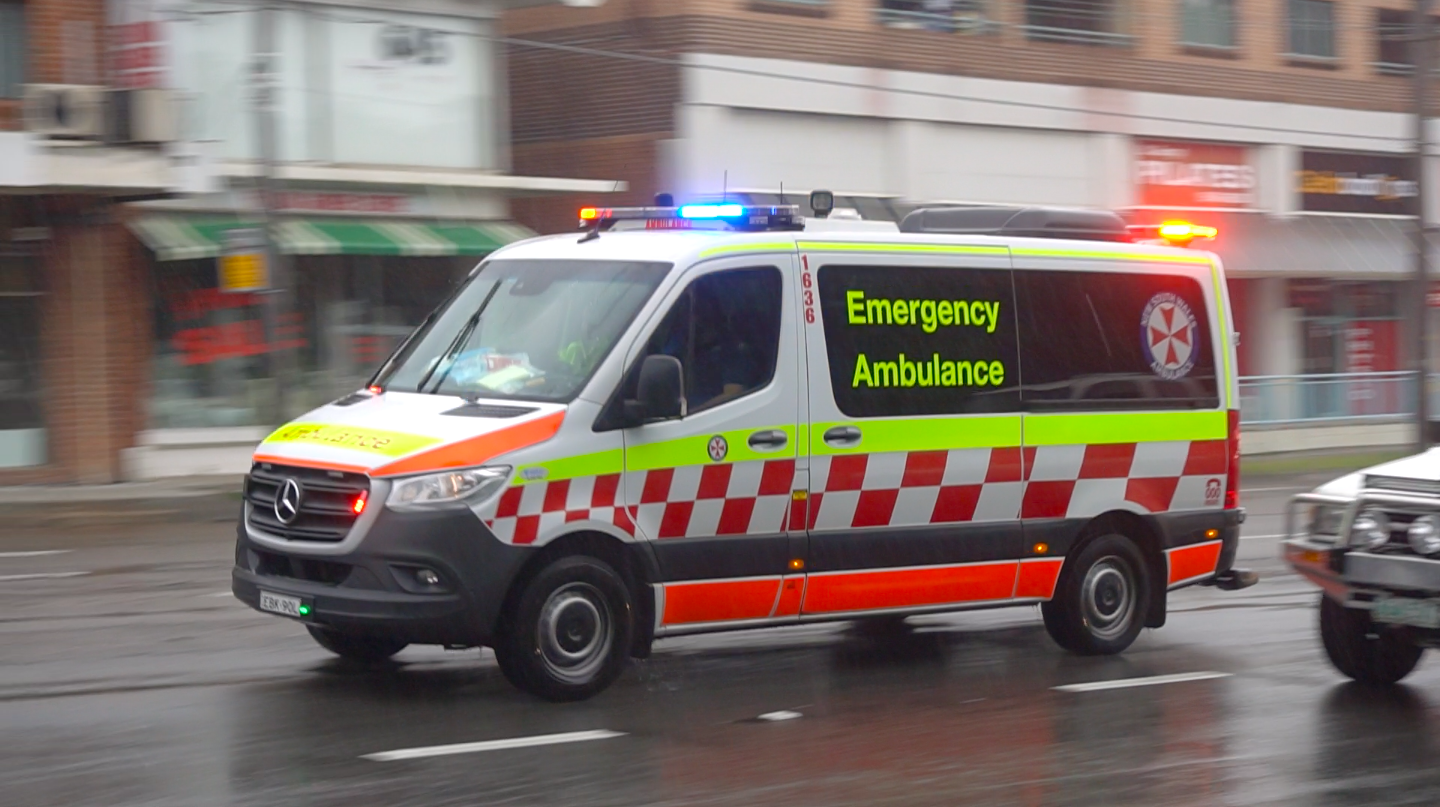
オーストラリアの 救急車
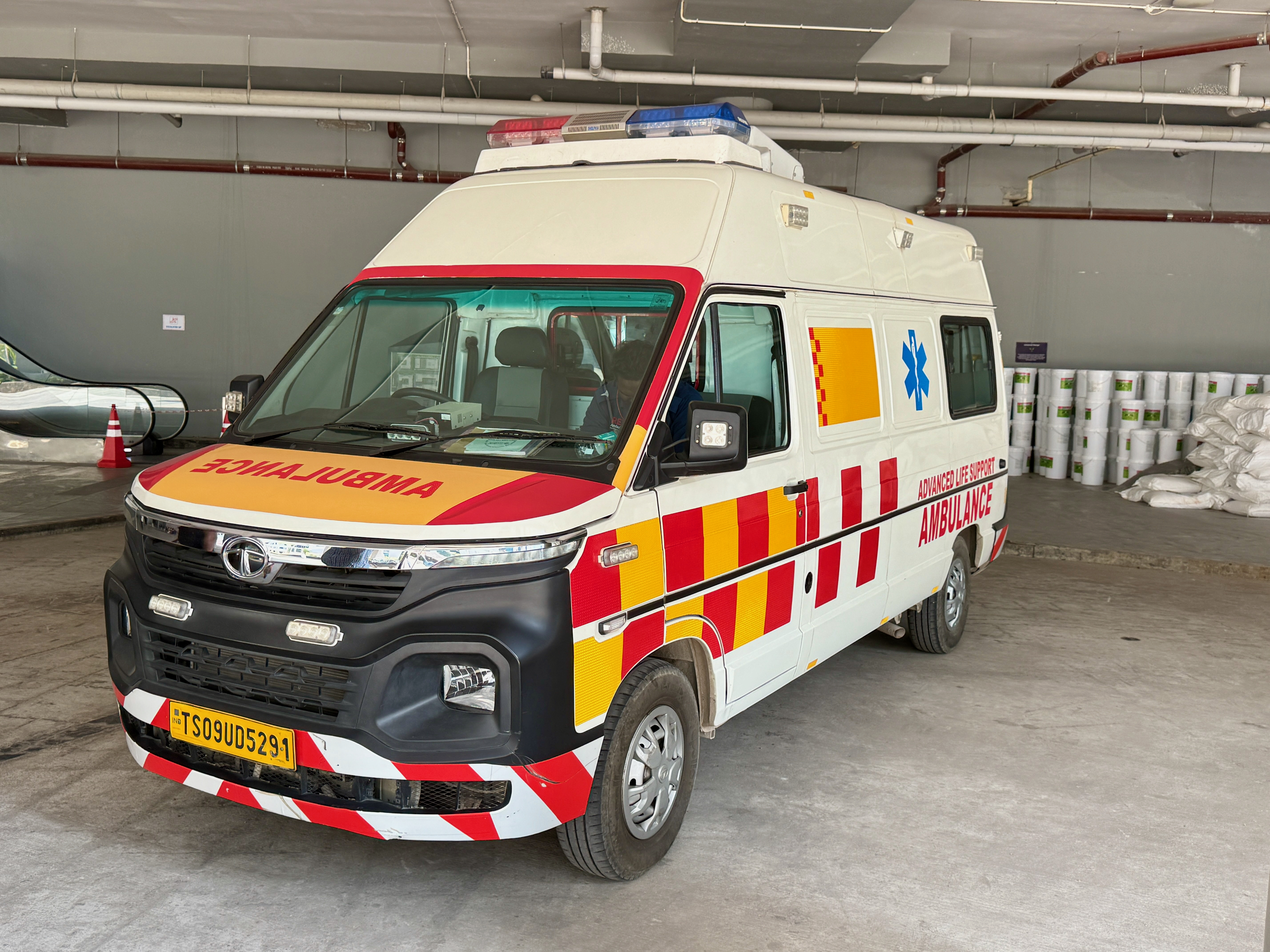
インドの救急車
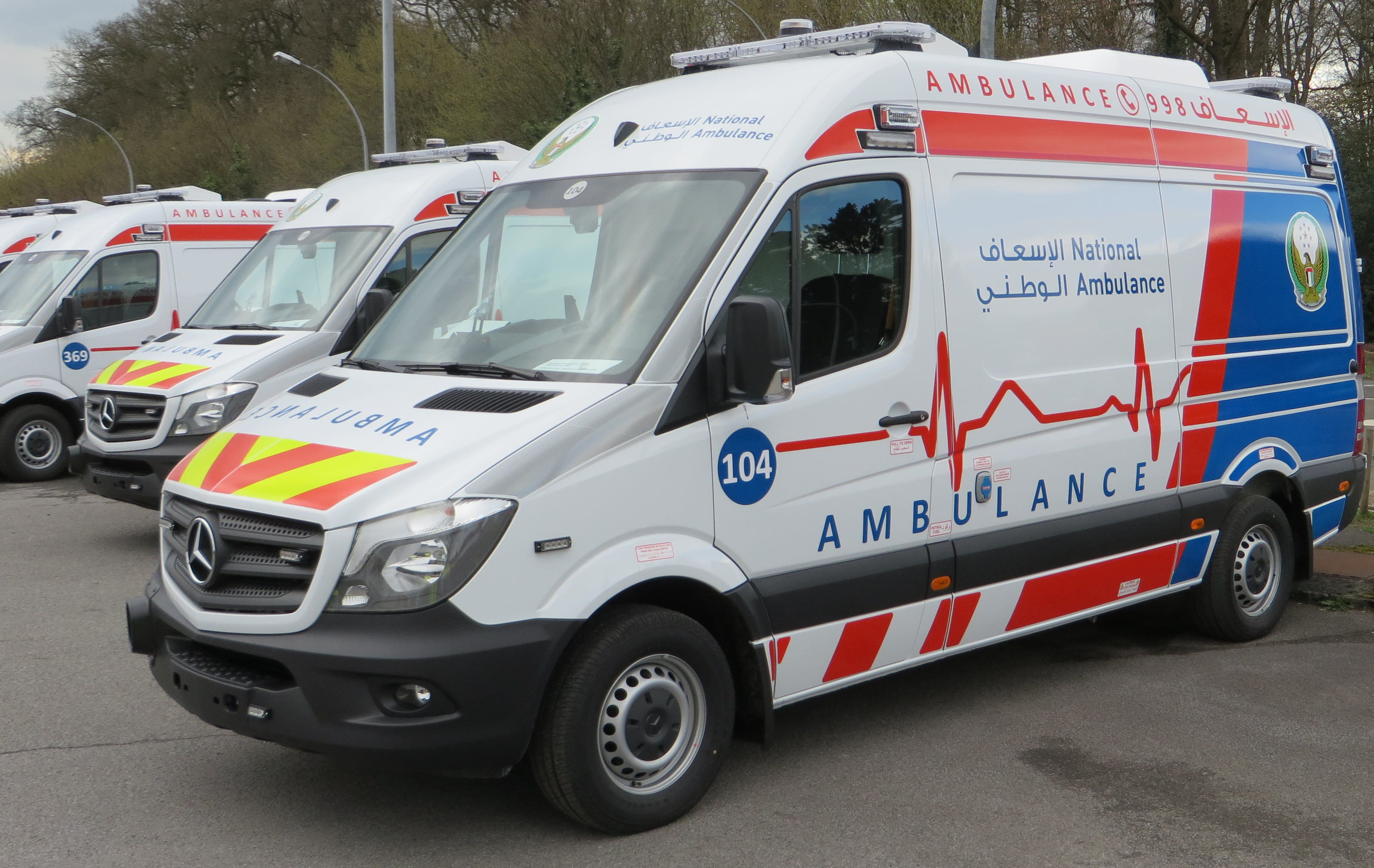
アブダビの救急車
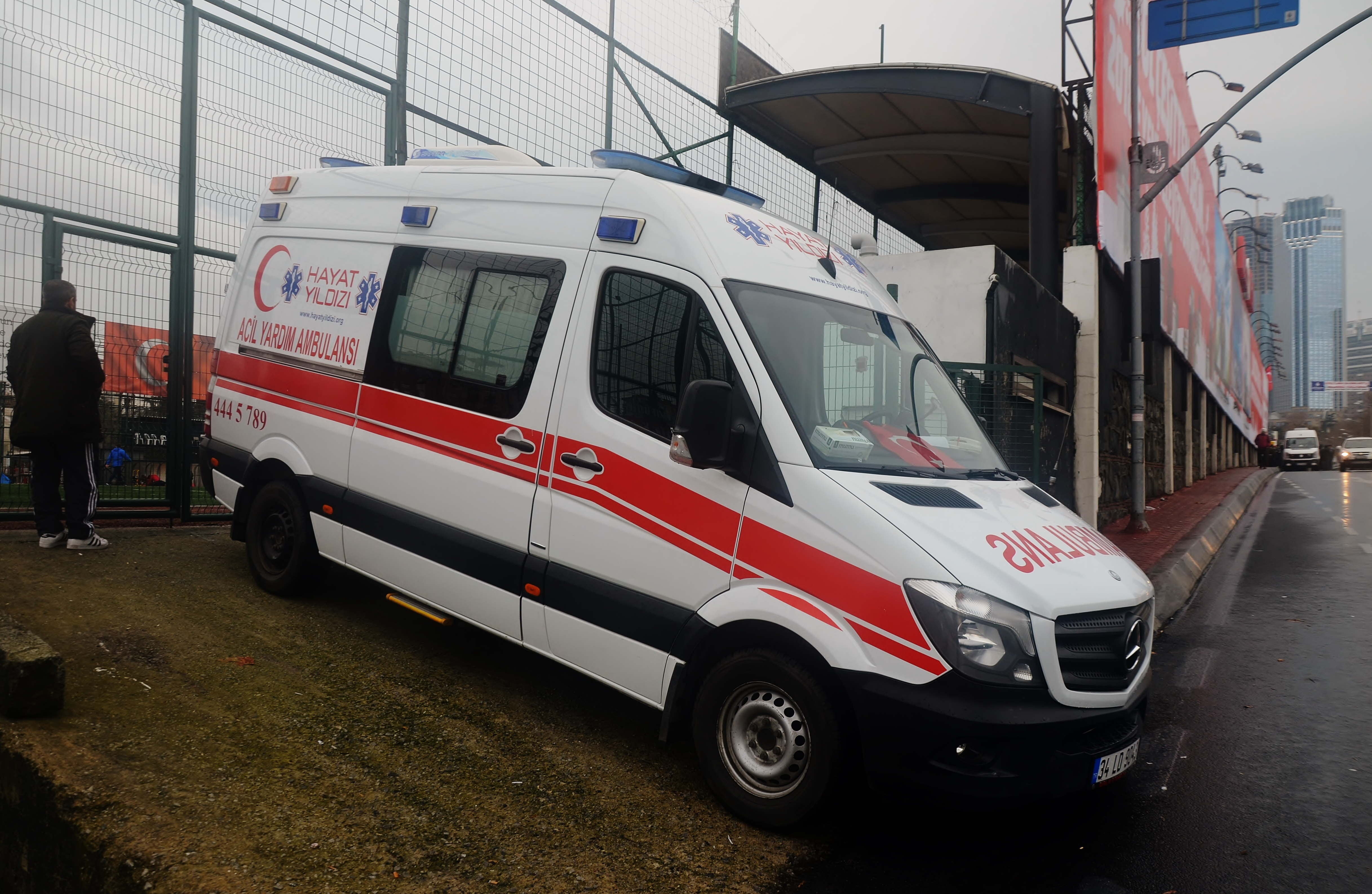
トルコの救急車
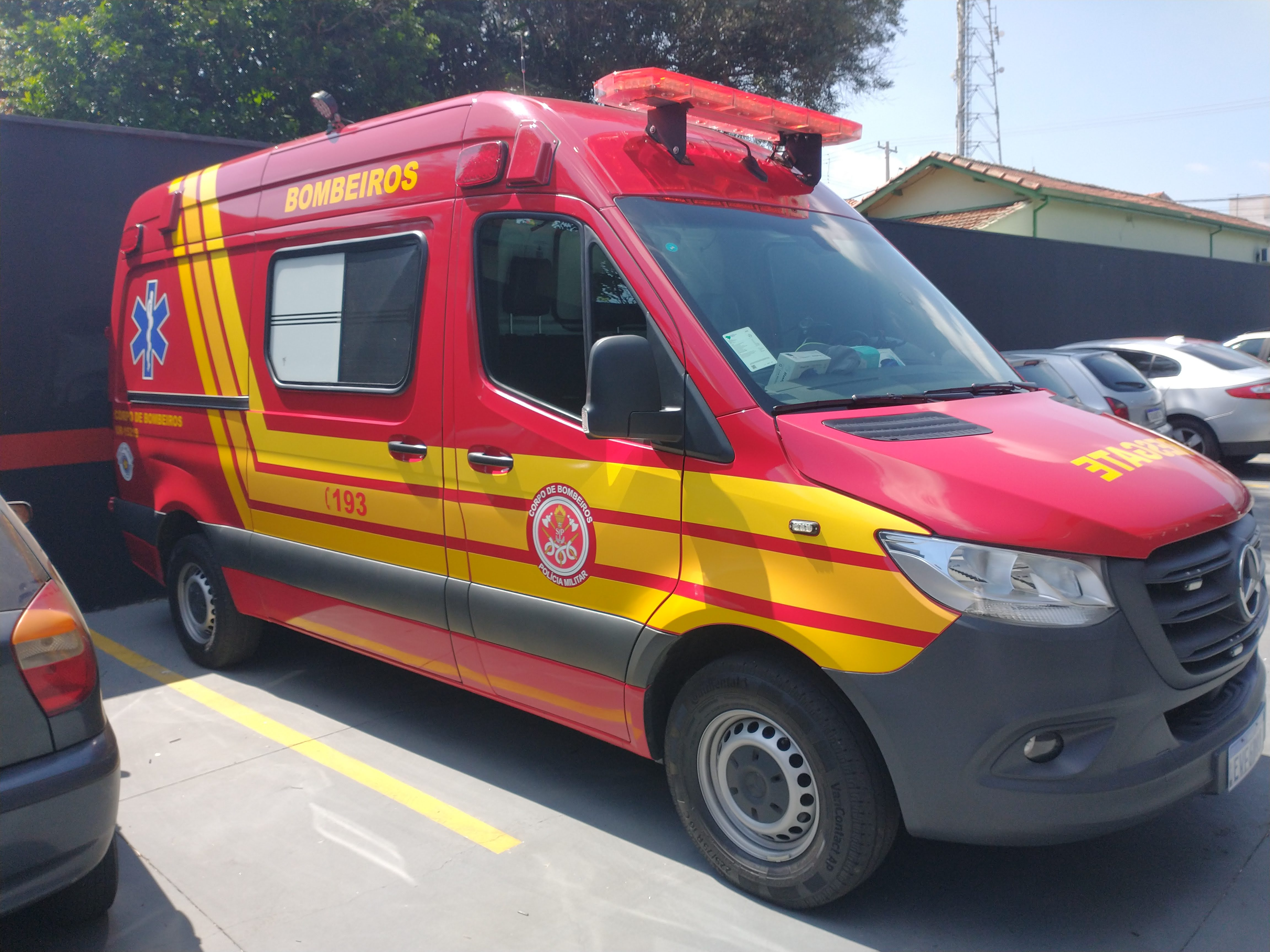
ブラジルの救急車
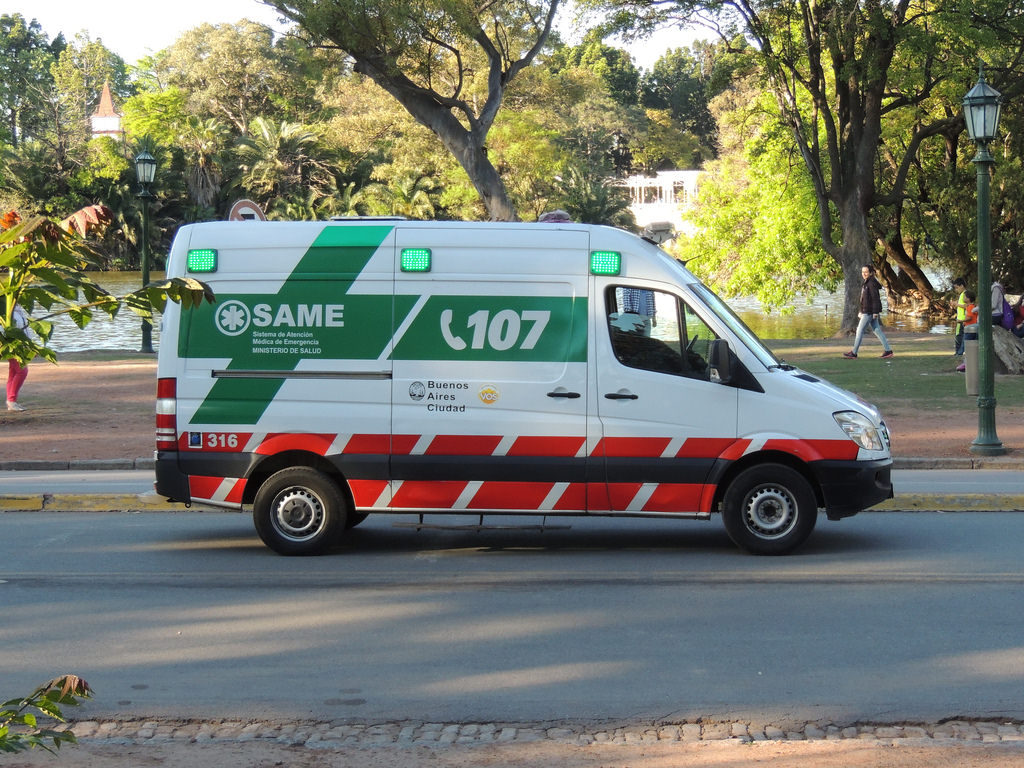
アルゼンチンの救急車
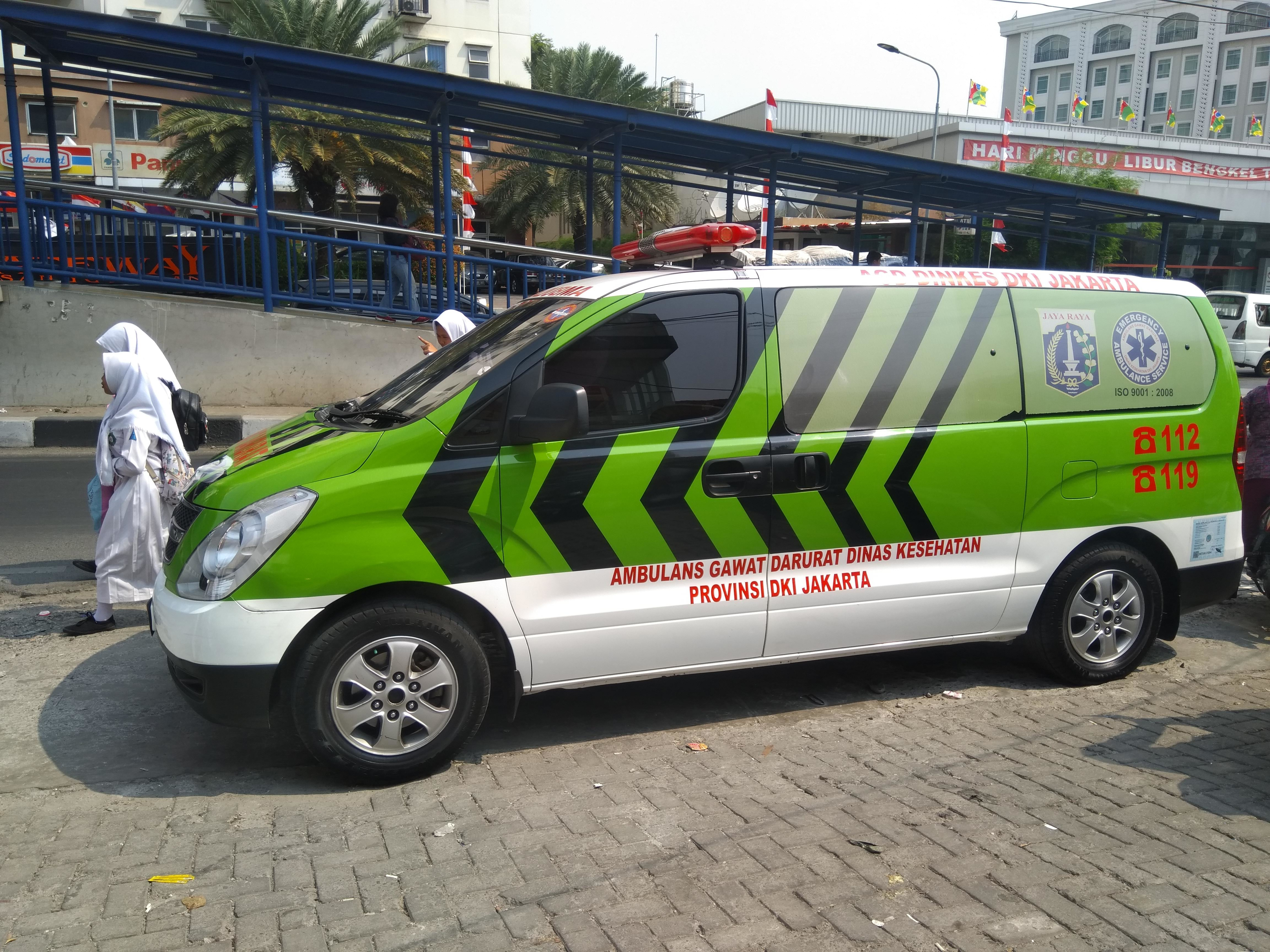
インドネシアの救急車
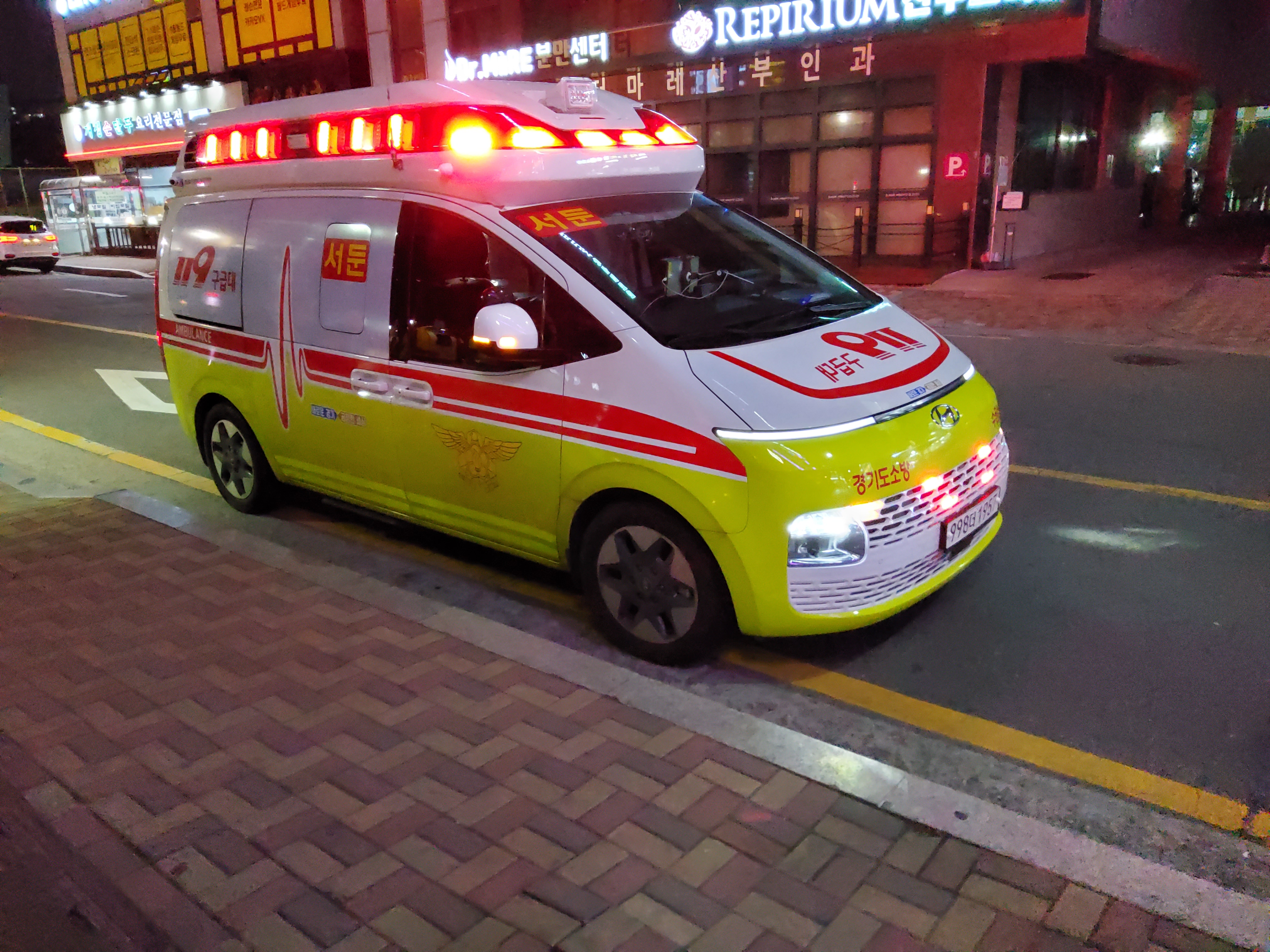
韓国の救急車
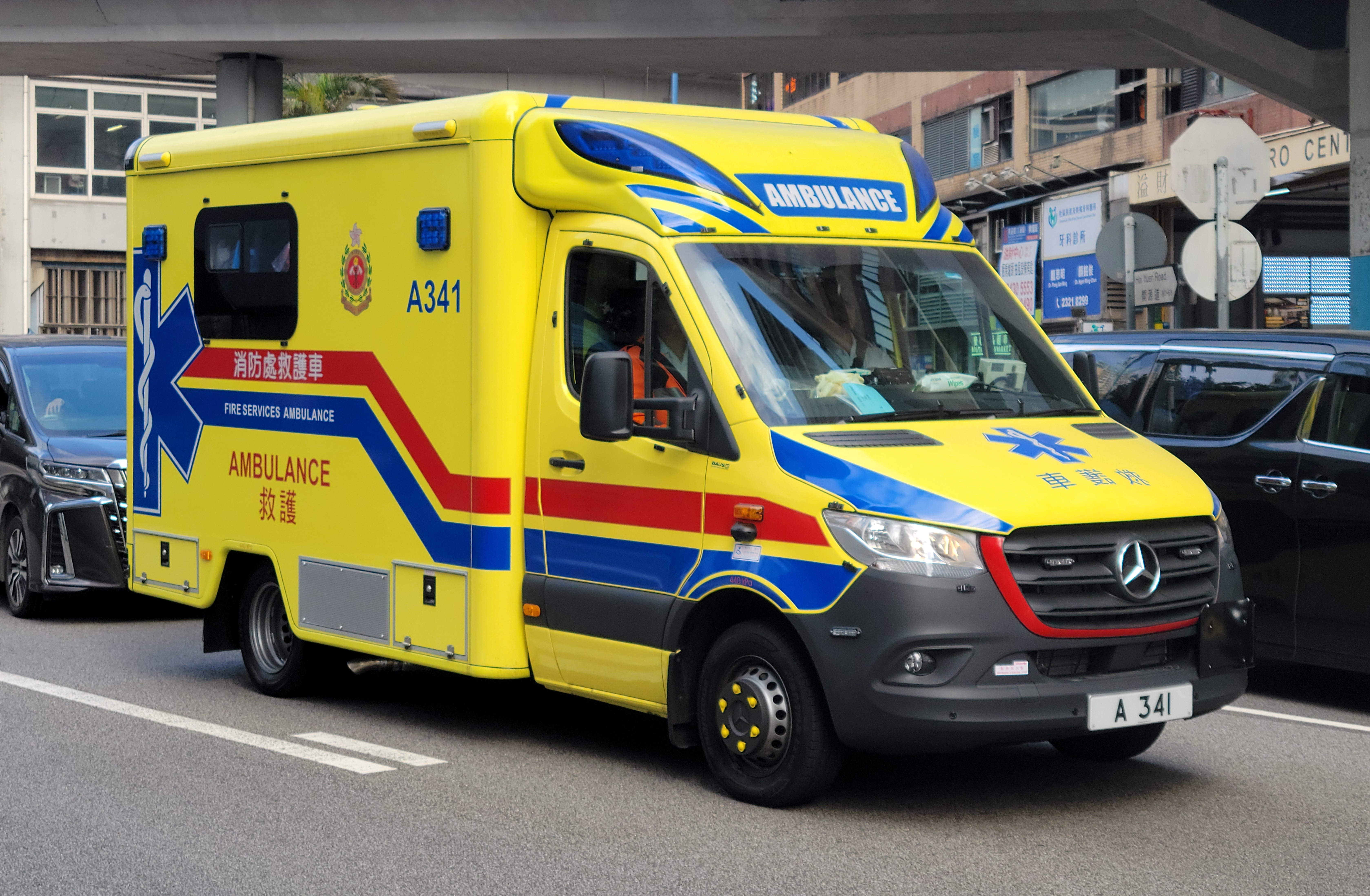
香港の救急車
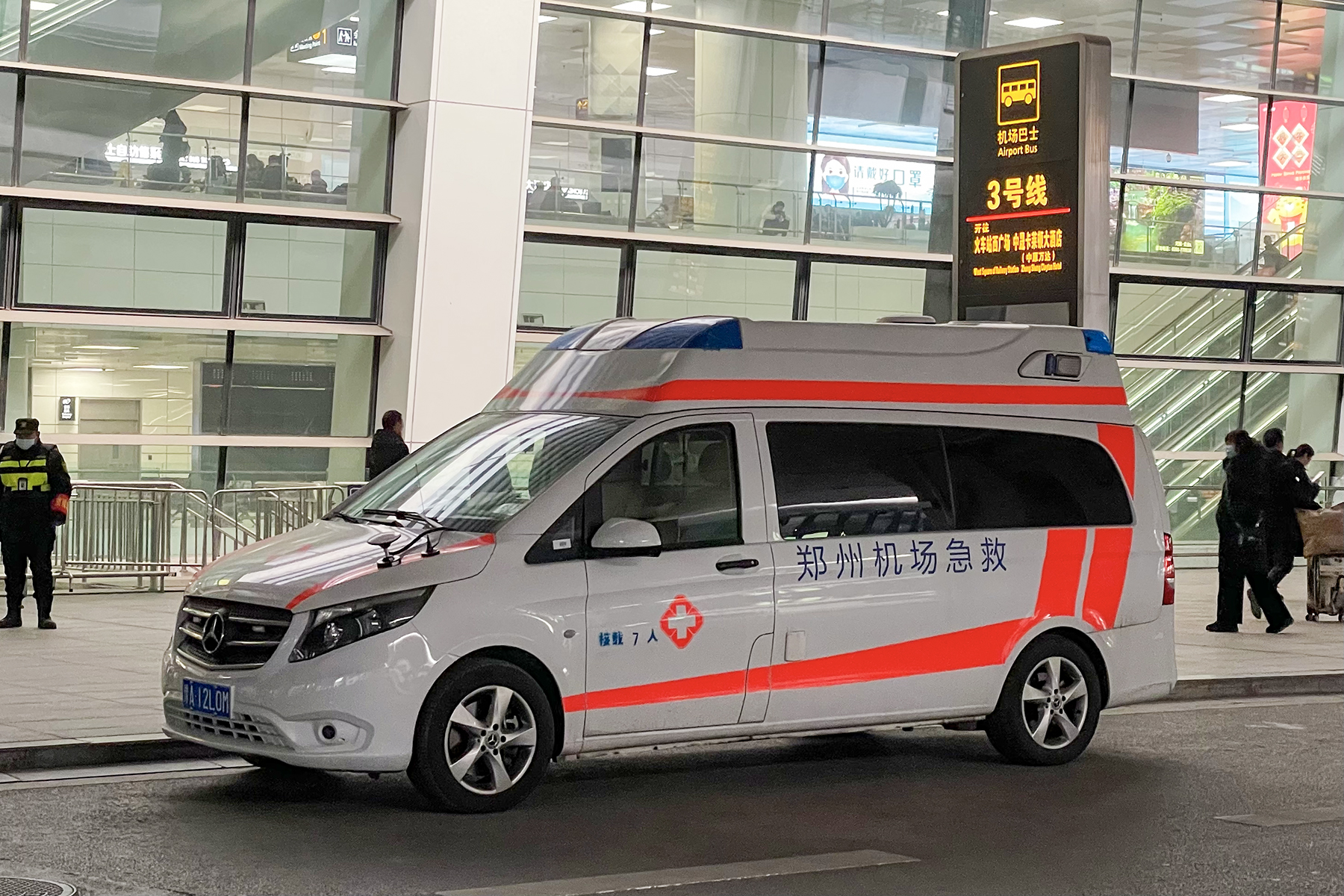
中国の救急車
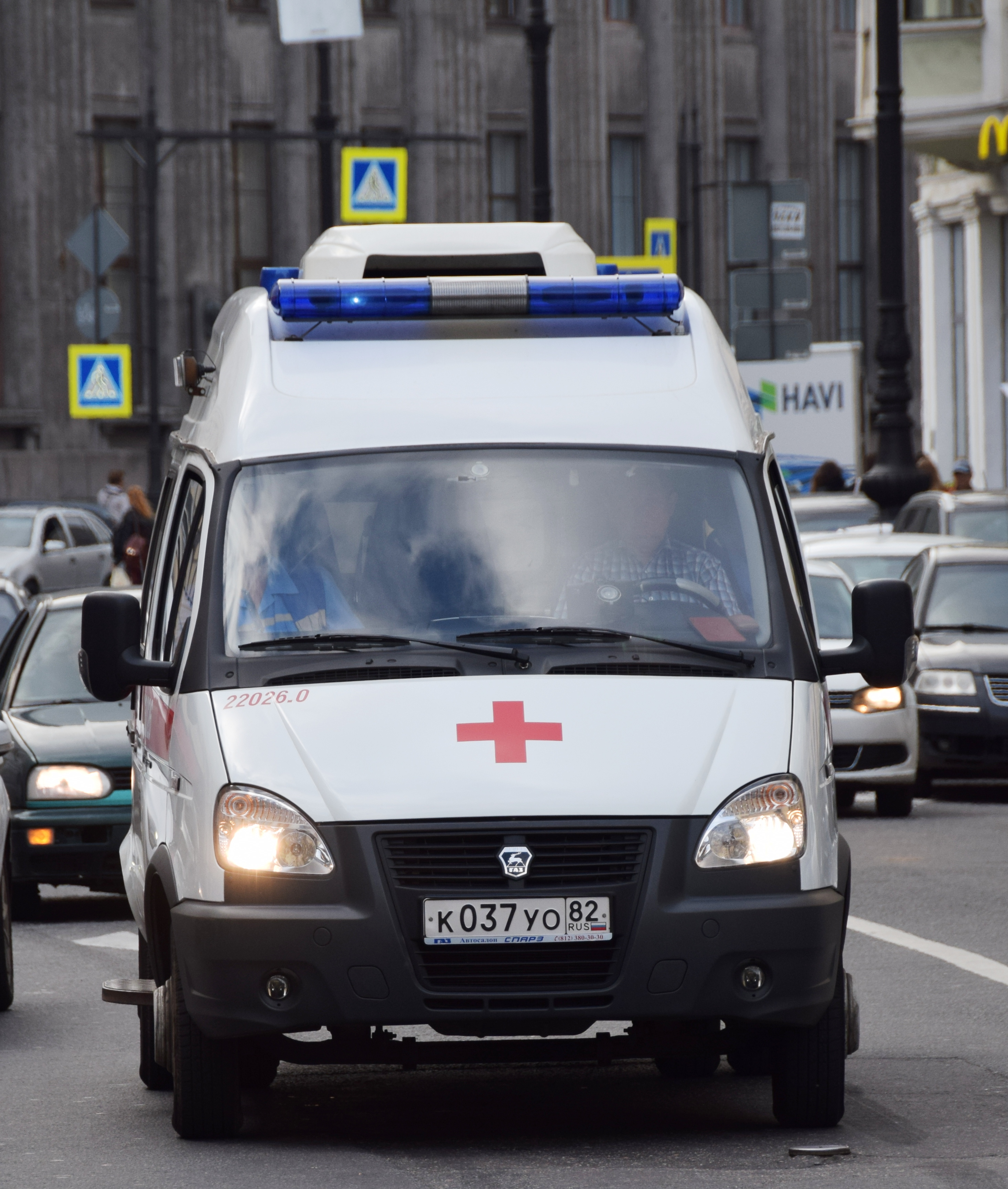
ロシアの救急車

救急車は各国の法律に合わせ、緊急車両としてサイレンアンプと青色や赤色、または橙色、緑色などの回転警光灯、またはLED点滅警光灯を装備している。
また、救急車は専用の塗装が施されており、世界的に見ると白色に赤十字の配色である赤色または蛍光橙色ラインの車両が多い。
ヨーロッパでは黄色を主体に蛍光の黄色と緑、または橙色のチェック柄模様がライン状に施されている車両が多い。
アメリカでは各都市の消防、病院、民間救急サービスごとに塗装色が違い、白地に赤ライン、白地に青ラインなど色々な車両がある。
日本では白地に赤いラインが引かれている車両が多数を占めている。
救急車の前面に「AMBULANCE」や「救急」などの文字が鏡文字（裏返し）で描かれていることがあるが、これは救急車が後方から接近していることをルームミラーやドアミラー越しに見た時に認識させるためである。
車内は安定した姿勢で処置が行えるよう広い空間が確保されており、ストレッチャー・バックボード・ネックカラーなどの医療資器材・毛布・AED・外傷用応急処置セット・酸素ボンベなどを搭載している。
また、先進国を中心に救命救急処置用の医療機器・医薬品を搭載する救急車が増えている。
- 救急医療の
シンボルマーク
スター・オブ・ライフ
- 救急車に書かれているスター・オブ・ライフ
（アメリカ）
- ボンネットに描かれているAMBULANCEの
鏡文字（アメリカ）
- フロントグリル
LED点滅警光灯
（アメリカ）
- 救急車の
LED点滅警光灯
（カナダ）
- 救急車と
電動ストレッチャー
（カナダ）
- 救急車の車内
（チェコ）
- 救急車の車内
（アゼルバイジャン）
- 救急車の車内
（ブラジル）

## 運用
救急車の運用は、各国の法令により様々な形態をとる。
救急車を運用する機関は、主として医療機関、救急専門機関、消防機関などであるが、国によって状況は大きく異なる。日本やイギリスなどでは、救急は行政サービスの一つとして位置づけられ、自治体や中央政府が主要な救急車運用機関となっているが、アメリカ合衆国などでは、必ずしも救急は行政サービスではなく、行政が救急車を運用している地域もあるが、民間企業（EMS「緊急医療サービス」）が有料で救急搬送を実施している地域やボランティアが担っている地域も少なくない。
多くの国・地域では、救急車を必要としている人が救急車を迅速に呼べるようにするため、救急車を集中的に管理する施設を設置し、救急車の出動を要請する電話を一元的に管理している。救急車の呼び出しを行うための電話番号は通常の電話番号とは違う緊急電話の取り扱いを行っている国・地域が多く、覚えやすく比較的桁数が少ない電話番号を使用している場合が多い。
救急車に搭乗する人員は運転手、医師、救急隊員などで、国・地域によって搭乗すべき人員が定められている。運転手も国や地域によっては救急現場で救護活動に携わることがある。消防機関や警察が救急車を運用していたり、救急専門機関が設置されて救急車運用を担っている国や地域があるなど、救急車を運用する形態は各国によって異なる。
救急車は人命救助のため迅速性が求められることから、多くの国・地域で緊急車両に指定されており、赤信号でも優先的に進行したり、渋滞時でも対向車線を逆走して進行することが可能である。

## 料金・制度
海外で救急車を要請する場合、ほとんどの国で有料 であるため、海外旅行の際は保険に入ることを各国の外務省（アメリカの場合国務省）が推奨 している。

### 日本
- 救急車を呼ぶ場合、地方自治体の消防本部へ直通でつながる緊急通報用電話番号「119」に日本語で伝える必要がある。外国人観光客の増加に伴い、英語や中国語など多言語に対応する通訳コールセンターを介した同時通訳サービスが2021年に開催された東京オリンピックで全国の政令指定都市消防本部に導入された。救急車を呼ぶのに国籍・人種・納税の有無は一切問わない。利用料も基本的に無料であるが、近年の救急車の不適切な利用[注釈 8]に対応するため、一部の地方公共団体（三重県松阪市など）では、救急車を呼んで病院に搬送されても入院に至らなかった場合は7700円を徴収する。同市は、不適切な利用を抑え、助けられる命を助けるためとしている[2]。

通報内容や到着した救急隊や消防隊からの情報で命に関わる緊急性が高いと判断した場合には、消防本部から救急医療機関に対してドクターカーやドクターヘリの出動を要請する。その場合には出動する医師や看護師の労働時間が発生するため、医療機関で治療費支払いの際に「ドクターカー・ドクターヘリ救急搬送診療料」として別途料金が発生する（健康保険適用）。
- 医療機関（病院、診療所、医院、クリニックなど）も、独自の救急車を所有している。患者がその医療機関で外来受診中や入院中に転院搬送が必要になった場合に運用され、患者搬送料金は無料である。
- 近年では、救急車を病院までのタクシー代わりに要請したり（今日入院するから病院に連れていって等）、意識もしっかりしていて自分で正常に歩ける程度の軽症（蚊に刺されてかゆい・日焼けして肌がヒリヒリ痛い等）での救急要請が半数を占め問題になっている。総務省消防庁によると、2020年に出動したうち、約半数が救急車での搬送が必要ない救急車要請であった[4]。
- 上記の理由や近年の高齢化により救急車の要請が増加して救急隊が常に出場状態となり、消防署にほとんど帰ることができない問題[注釈 9] が発生している。このため、各消防本部では救急車に（水分補給とトイレのため、コンビニに救急隊員が立ち寄っています。等）のボードを積載し、休憩でコンビニに立ち寄った際にはフロントガラスから見えるダッシュボード上に掲示して、隊員がコンビニでサボっているなどの誤解を一般市民が招かないようにしている。
- 救急安心センター（電話番号＃7119）では、以上の問題点を解決し、また救急車を呼ぶ判断や医療機関に行くべきかの判断を相談できる窓口として開設された[5]。各地方自治体でも救急車の適正利用を呼びかけ、救急車の必要性が低い傷病者の利用増加を抑える取り組みをしている。

### 台湾
台湾で救急車を呼ぶ場合、日本と同様緊急通報用電話番号「119」に台湾語で伝える必要がある。中国語でも通じる。自治体の消防が運用する救急車が来る。
数年前まで無料だったが、軽度の症状で救急車を呼び、救急車の運用に支障をきたす問題が深刻化したため、2012年12月に台北市が非重症者の利用を有料化する条例を実施した。費用は600〜1800元とされている。緊急を要する場合は従来通り無料。その後、各地の自治体が追随し、同様あるいは類似の条例が制定された。条例施行後も緊急性を要する場合は従来通り無料である。

### 中国
救急車を呼ぶ場合、緊急通報用電話番号「120」（北京市のみ「120」又は「999」）に中国語で伝える必要がある。中国の救急車は有料で、搬入先の病院で走行距離に応じて料金を請求される。北京市では、2016年5月から救急車に料金メーターが取り付けられ、初乗り3kmまでが50元（約850円）、その後1km毎に7元課金、となった（以前は統一の料金基準がなかった）。欧米メディアは回り道を懸念している。地域や病状によって異なるが、意識がある傷病者や傷病者に家族が付き添う場合などでは料金を先払い（チャージ）しなければならない地域もあり、目安の金額より多めに料金を払わないと乗車拒否されることもある。（余った分は病院到着後精算）。本当に生きるか死ぬかと言った状況でなければ先にお金の支払いを求められる。
中国の病院では最初に窓口で一定額を先に払わなければならない。また、支払いは受付時だけでなく医師の指名料、カルテ作成料等々、色々な場所に並んでそれぞれの支払いを済ませないと途中で治療が停止する ので注意が必要である。急な病気やケガの場合に備えて、旅行前に海外旅行傷害保険へ加入することが推奨されている。

### オーストラリア
オーストラリアで救急車を呼ぶ場合、緊急通報用電話番号「000」（警察および消防と共通番号）に英語で伝える必要がある。オーストラリア人（オーストラリア国籍）以外の外国人はすべて有料。料金は州によって異なる。初乗りは1万円-6万円程で、タクシーのように搬送距離に応じた加算が行われる為、料金は高額になる場合が多い。特に、夜間・休日は割増で更に高くなる為、救急医療の全てをカバーした保険に加入しておく必要がある。
搬送された病院で救急医療を受診し手術や入院をした場合、医療費が数百万円単位の金額になることがあるため注意が必要である。

### アメリカ
救急車を呼ぶ場合、緊急通報用電話番号「911」（警察および消防と共通番号）に英語で伝える必要がある。救急車の料金は州により異なる。搬入先の病院指定は出来ない。ニューヨーク州では600ドルほど請求される。カリフォルニア州では、基本料金にタクシーのように搬送距離に応じた加算が行われる。救急車の中で受ける応急処置にも医療費が発生する。イリノイ州シカゴ市では、一次救命処置の基本料金2,342ドル、二次救命処置の基本料金は2,734ドル、酸素（使用量に関わらず）28ドル、1マイル毎に19ドル課金される。
搬送された病院で救急医療を受診し手術や入院をした場合、医療費が数百万円単位の金額になる事があるため注意が必要である。民間に有料の救急車派遣会社が存在し、搬入先の病院を選べるサービスがある。
救急車に追随して負傷者や関係者に訴訟を促す弁護士アンビュランスチェイサー（もしくは、Barratry）は、テキサス州などでは違法である。

### フランス
フランスで救急車を呼ぶ場合、緊急通報用電話番号「15」SAMU（Service d' Aide Medicale Urgente）にフランス語で伝える必要がある。SAMUへ通報した場合、通報内容は24時間待機している医師によってトリアージされ、軽傷と判断された場合は電話で応急処置の方法を指導されたあと、自分で近くの診療所へ行くよう促される。重症と判断した場合はSAMUのヘリコプターを飛ばすこともある。なお、SAMUの救急車（白主体色）、ヘリコプター共に医師が必ず同乗する。救急車の利用料金は地域によって基本料金（約60ユーロ）に走行距離料金（約2ユーロ毎キロメートル）が加算される距離課金式 と、30分あたり約250ユーロの利用時間課金式がある。
消防機関緊急通報用電話番号「18」またはEU共通緊急通報用電話番号「112」に通報し消防の救急車（赤主体色）を呼ぶ事も可能だが、フランスでは医師に早期から処置をしてもらえるSAMU への通報が一般的である。消防機関による応急手当、搬送の場合は無料。

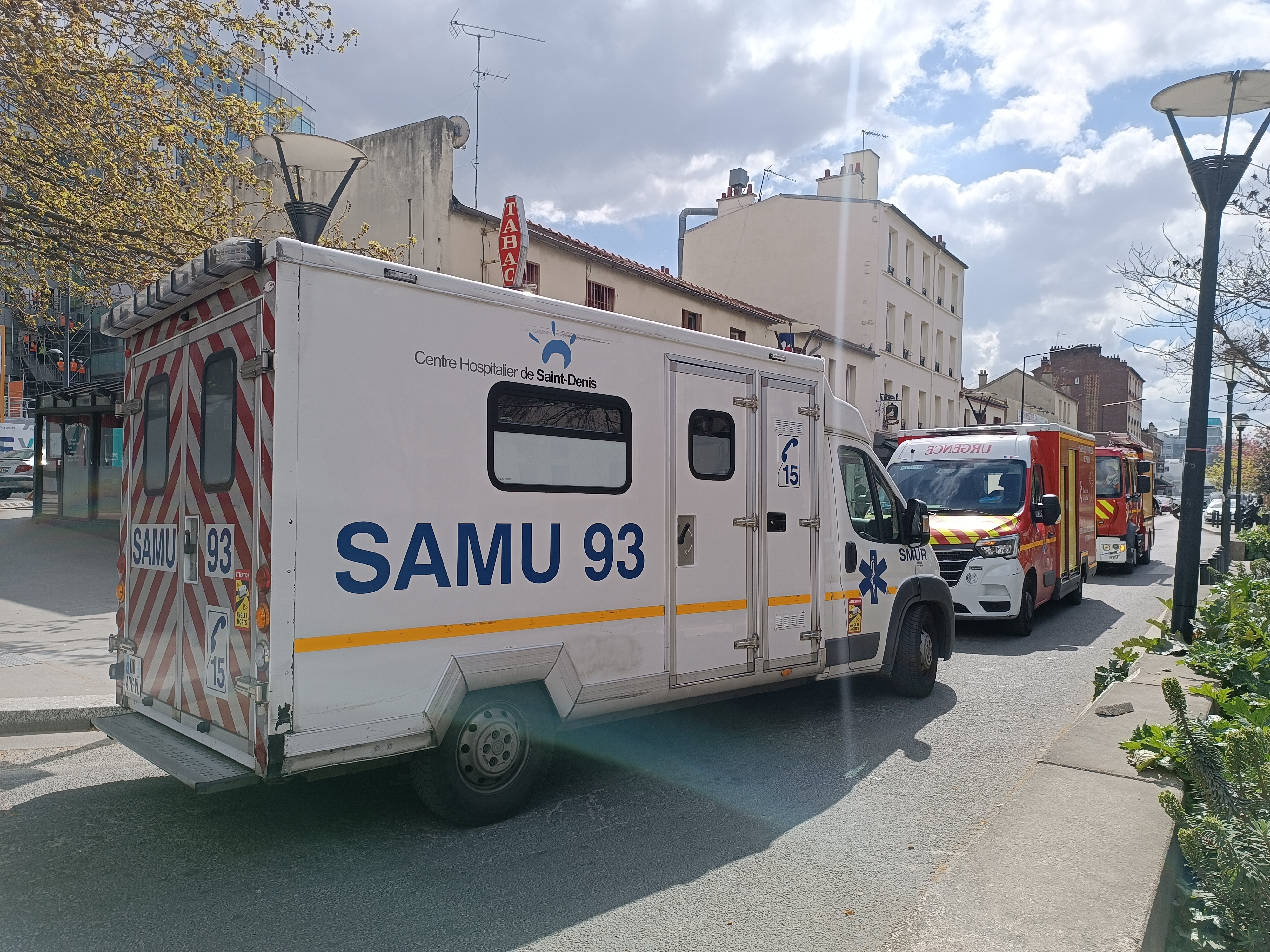
SAMUの救急車 （白主体色）
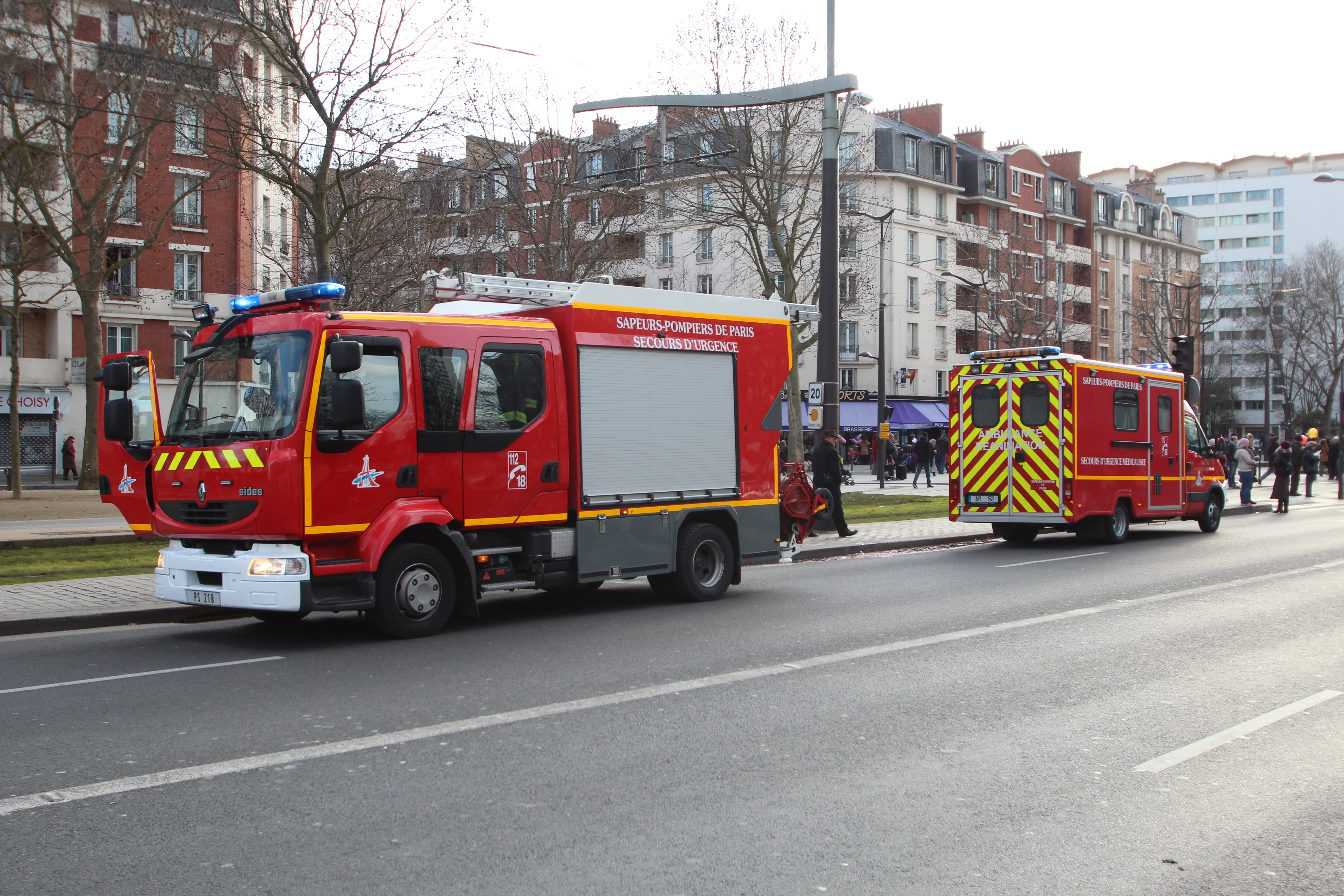
消防の救急車 （右側） （赤主体色）

### イタリア
救急車は公営のものは緊急通報用電話番号「118」又はEU共通緊急通報用電話番号「112」で呼ぶことができ、料金は滞在許可証、コーディチェ・フィスカーレ、納税の有無等を問わず無料。搬入先の病院指定はできない。
公営で救急車を呼ぶときはほとんど英語が通じないため、イタリア語で伝える必要がある。民間に有料の救急車派遣会社が存在し、搬入先の病院が選べるサービスがある。同じく有料だが私立の総合病院では病院独自の救急車を呼び搬入してもらうサービスもある。私立の総合病院ではほとんどの病院で英語が通じる。

### ドイツ
ドイツで救急車を呼ぶ場合、EU共通緊急通報用電話番号の「112」（消防機関）にドイツ語で伝える必要がある。救急車利用料は有料。通報内容に応じて医師が同乗する専用の救急車（ノートアルツトワーゲン）が手配される。医師が同乗する場合は利用料金に約100ユーロほどプラスされる。救急車の利用料金は救急隊員の施す応急処置の内容や走行距離によって料金が大きく変わるが、最低でも約300ユーロから500ユーロほどかかる。ドイツでは搬送される傷病者以外の一般人は救急車への同乗が許可されていないため（傷病者の家族であっても許可されない）、同行者はタクシーで搬送される病院へ向かう事になる。
ドイツの救急車は軽症の傷病者を搬送できるKrankenwagen（クランケンワーゲン） と、
主に消防機関に配備されている中等症の傷病者に対応できるRettungswagen（レットゥングスワーゲン）、
命にかかわる重症の傷病者に対応できるNotarztwagen（ノートアルツトワーゲン） がある。

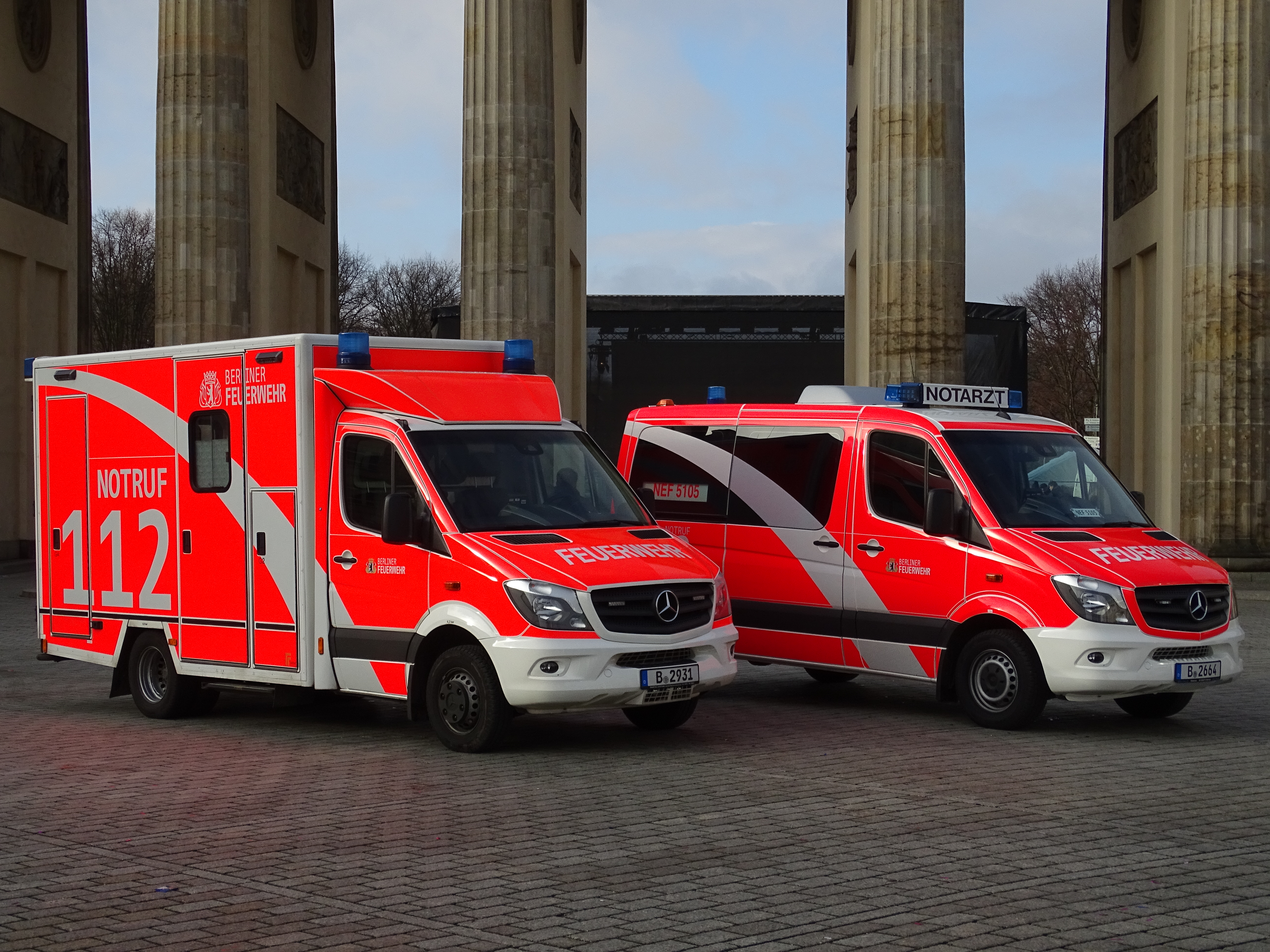
Rettungswagenと乗用車型ドクターカーNotarztwagen

## 主なメーカー
- ウィールド・コーチ
- ホートンアンビュランス
- トヨタテクノクラフト（トヨタ・ハイメディック）
- 日産車体(日産・パラメディックなど)